# Siglo XVIII

Acuarela sobre la toma de la Bastilla, pintada en 1789 por Jean-Pierre Houël. En el centro se observa la detención del alcaide, el marqués de Launay.

El siglo XVIII d. C. (siglo dieciocho después de Cristo) o siglo XVIII e. c. (siglo dieciocho de la era común) fue el octavo siglo del ii milenio en el calendario gregoriano. Comenzó el 1 de enero de 1701 y terminó el 31 de diciembre de 1800.
En la historia occidental, el siglo XVIII también es llamado el «siglo de las luces», debido al nacimiento del movimiento intelectual conocido como Ilustración. En ese marco, el siglo XVIII es fundamental para comprender el mundo moderno, pues muchos de los acontecimientos políticos, sociales, económicos, culturales e intelectuales de esos años han extendido su influencia hasta la actualidad.
Para varios historiadores de la historiografía occidental es el último de los siglos de la Edad Moderna y el primero de la Edad Contemporánea, tomándose convencionalmente como momento de división entre ambas los años 1765 (máquina de vapor), 1751 (L'Encyclopédie), 1776 (Independencia de Estados Unidos) o, más comúnmente, el 1789 (Revolución francesa).
Tras el caos político y militar vivido en el siglo XVII, el siglo XVIII, no carente de conflictos, verá un notable desarrollo en las artes y las ciencias europeas de la mano de la Ilustración, un movimiento cultural caracterizado por la reafirmación del poder de la razón humana frente a la fe y la superstición. Las antiguas estructuras sociales, basadas en el feudalismo y el vasallaje, serán cuestionadas y acabarán por colapsar, al tiempo que, sobre todo en Inglaterra, se inicia la Revolución Industrial y el despegue económico de Europa. Durante dicho siglo, la civilización europea occidental afianzará su predominio en el mundo y extenderá su influencia por todo el orbe.

## Acontecimientos
- Empieza a aumentar notablemente la población que se asienta en el Valle de Aburrá (Colombia).[6]

### Años 1700

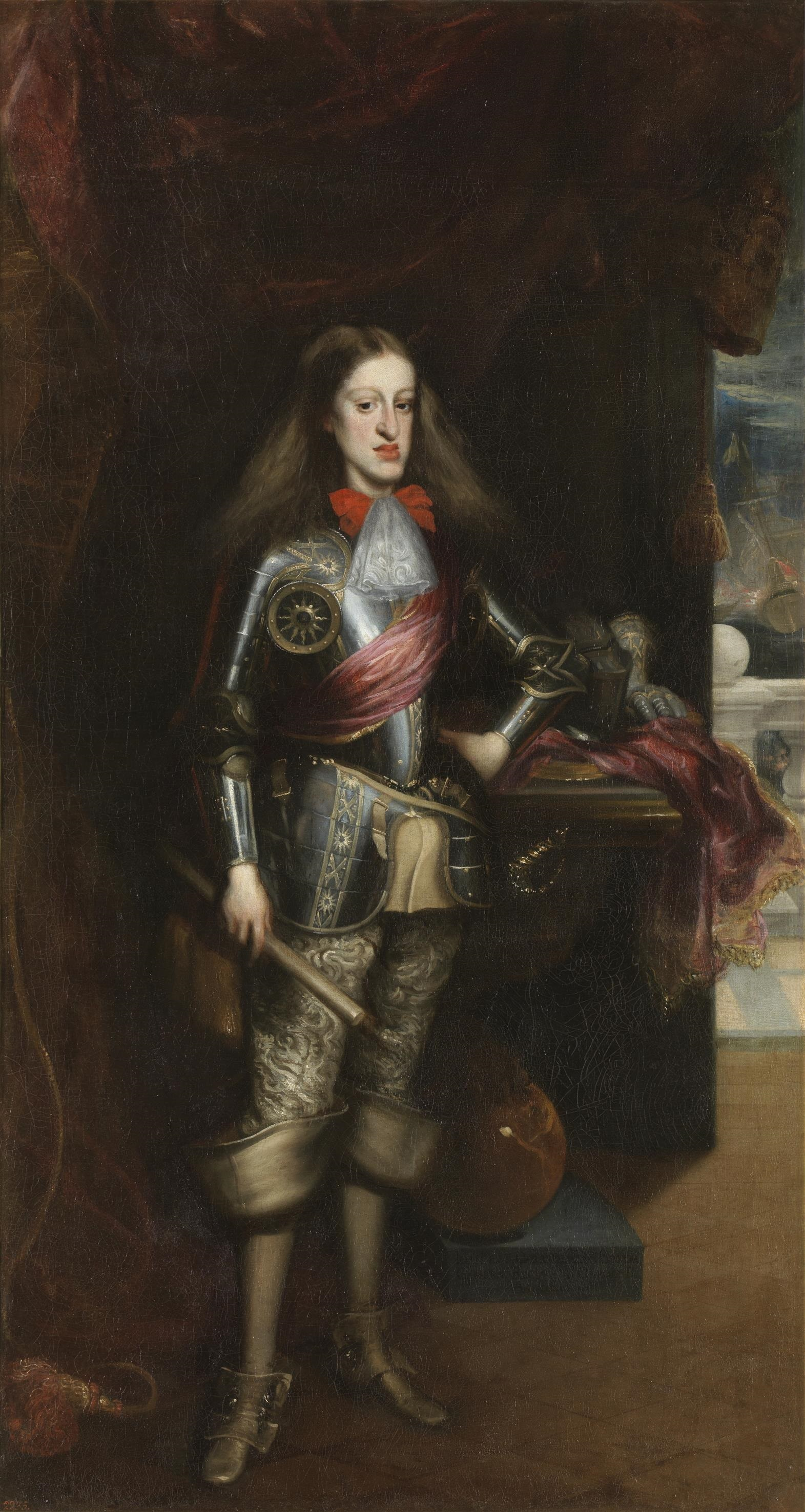
Tras la muerte de Carlos II de España, el hechizado, se produciría la guerra de sucesión española.

- 1701 Federico I se convierte en rey del Reino de Prusia.
- 1701 Osei Kofi Tutu I forma el Imperio asante.
- 1701 Fallece el hermano menor de Luis XIV, Felipe I de Orleans.
- 1701 Felipe de Anjou llega a España, y es coronado como Felipe V de España, tras la muerte de Carlos II.
- 1701 Los franceses fundan la ciudad de Detroit en la actual Estados Unidos.
- 1701-1702 The Daily Courant y The Norwich Post se convierten en los primeros diarios en Inglaterra.
- 1702-1715 En Francia se libra la Rebellion Camisard.
- 1702 Austria (partidaria del Archiduque Carlos), declara la guerra a Francia y España (partidarias de Felipe de Anjou). Comienza así la guerra de sucesión española.
- 1702 Muere Felipe de Lorena, amante más conocido de Felipe de Orleans, hermano menor de Luis XIV.
- 1703 En Japón 47 rōnin atacan a Kira Yoshinaka y luego cometen harakiri.
- 1703 En el norte de Europa se produce la Gran Tormenta de 1703 ―la más violenta registrada en la Historia de las islas británicas―.
- 1703 Pedro El Grande funda San Petersburgo que sería la capital del Imperio ruso hasta 1918.
- 1703-1711 La guerra de la Independencia de los Rákóczis contra la monarquía de los Habsburgo.
- 1703 En Rusia se funda la aldea de San Petersburgo.
- 1703 En Italia, el músico Antonio Vivaldi es ordenado sacerdote.
- 1703 Se encarga a Isaac Newton la custodia de la Casa de la Moneda y se le elige por vez primera presidente de la Real Sociedad de Londres.
- 1703 Publicación póstuma de la Dióptrica de Christian Huygens.
- 1704 Finaliza el periodo Genroku en Japón.
- 1704 Fallece el filósofo británico John Locke.
- 1704 Ocurre la Batalla de Málaga en el marco de la guerra de sucesión española.
- 1704 El peñón de Gibraltar pasa a ser parte del Reino Unido gracias a George Rooke, durante la guerra de sucesión española.
- 1704 Se libra la Primera Guerra de Sucesión Javanesa.La guerra de sucesión española, el conflicto bélico más importante de la década.

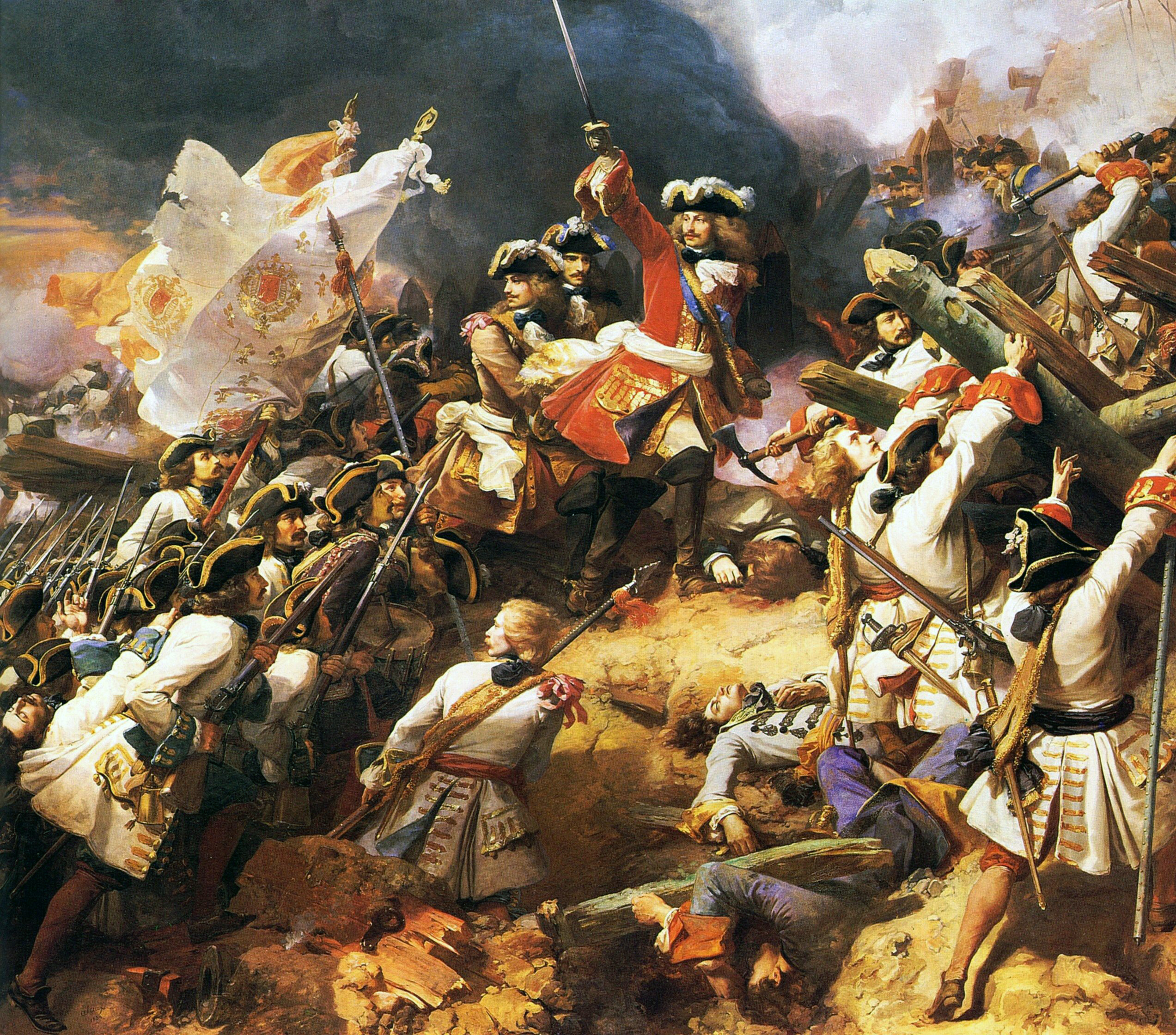
La guerra de sucesión española, el conflicto bélico más importante de la década.

- 1705 Almira la primera ópera de George Frideric Handel, se estrena.
- 1705 Luis XIV de Francia asedia Niza para posteriormente conquistarla.
- 1705 La Corona inglesa otorga a Isaac Newton el título de Sir.
- 1706 Nace Benjamin Franklin, uno de los padres fundadores de América del Norte.
- 1706 Durante la guerra de sucesión española tropas francesas son derrotadas en las batallas de Ramillies y Turín.
- 1706 Fallece el compositor Johann Pachelbel.
- 1707 En Portugal, Juan V es coronado rey.
- 1707 Se aprueba el Acta de Unión, que fusiona los parlamentos escocés e inglés, estableciendo así el Reino de Gran Bretaña.
- 1707 Después de la muerte de Aurangzeb, el Imperio mogol entra en una larga decadencia y el Imperio Maratha lo reemplaza lentamente.
- 1707 El monte Fuji estalla en Japón por primera vez desde 1700.
- 1707 Finaliza la guerra de 27 años entre los marathas y los mogoles en la India.
- 1708 La Compañía Británica de las Indias Orientales y la empresa inglesa que negocia en la India se fusionan para comercializar en el este de la india.
- 1708-1709 El hambre mata a un tercio de la población de Prusia Oriental.
- 1708 Johann Sebastian Bach es elegido músico de cámara y organista en la corte de Weimar.
- 1708 Modificación del alfabeto cirílico, que adopta su forma actual (excepto cuatro letras).
- 1709 La gran helada de 1709 marca el invierno más frío en 500 años.
- 1709 Batalla de Poltava, en Ucrania: los rusos son victoriosos contra los suecos.
- 1709 Se funda la dinastía Hotaki en Afganistán.
- 1709 Carlos XII de Suecia huye al Imperio otomano después de que Pedro I de Rusia derrotara a su ejército en la batalla de Poltava.

### Años 1710

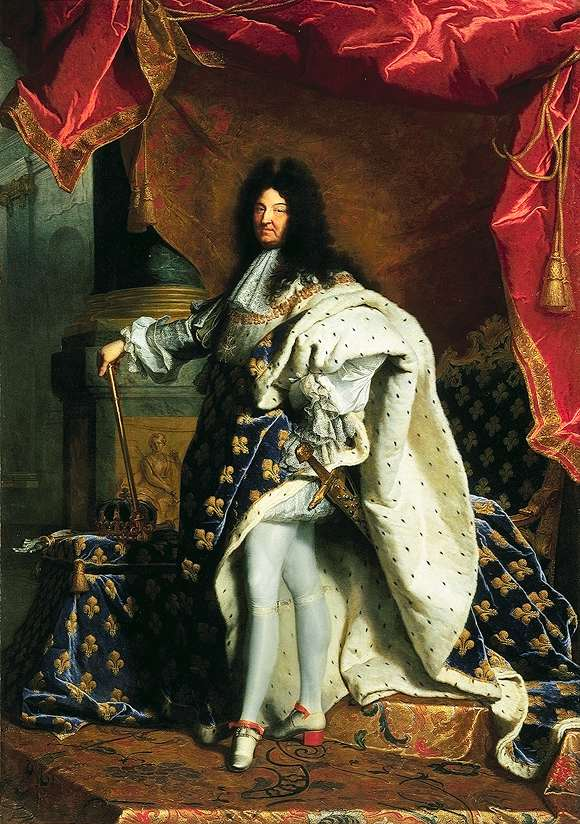
Luis XIV de Francia, su muerte dejaría a Francia tremendamente endeudada y esto empezaría a cocer la Revolución francesa.

- 1710 La primera legislación mundial sobre derecho de autor, del Estatuto de la Reina Ana de Gran Bretaña, entró en vigencia.
- 1710 Última gran reforma del Palacio de Versalles, durante el reinado del Rey Sol.
- 1710 Georg Friedrich Händel se convierte en el director de orquesta de la corte de Hanóver.
- 1710-1711 El Imperio otomano lucha contra Rusia en la guerra ruso-turca.
- 1710 Nace Luis XV, bisnieto de Luis XIV y que se convertiría en el futuro rey tras la muerte de su bisabuelo.
- 1711 Se firma la Paz de Szatmár, que pone fin a las luchas de casi dos siglos entre Austria y Hungría y reconoce las libertades de esta.
- 1711-1715 Se libra la guerra de Tuscarora entre colonos británicos, neerlandeses y alemanes y el pueblo Tuscarora en Carolina del Norte.
- 1711 Carlos VI de Alemania es proclamado Emperador del Sacro Imperio Romano-Germánico.
- 1711 Fallece Luis de Francia, conocido como el Gran Delfín e hijo de Luis XIV, convirtiendo en heredero al nieto de este, Luis XV.
- 1711 Nace Federico el Grande de Prusia
- 1712 Durante la guerra de sucesión española los franceses derrotan a una fuerza combinada neerlandesa-austriaca en la batalla de Denain.
- 1712 Se crea la Máquina de Newcomen por Thomas Newcomen, asesorado por el físico Robert Hooke y por el mecánico John Calley.
- 1712 Llega a Ámsterdam el primer envío de café de Java.
- 1713 Se promulga la Ley Sálica que prohíbe el acceso de las mujeres al trono francés.
- 1713 Se firma el Tratado de Utrecht con el cual finalizaría la guerra de sucesión española al año siguiente.
- 1713-1714 Tarabai establece el gobierno de Kolhapur contra Chattrapati Shahu del Imperio maratha.
- 1713 En Madrid (España) se celebra primera sesión oficial de trabajo de la Real Academia Española en la propia casa de su fundador, Juan Manuel Fernández Pacheco.
- 1714 Jorge I asciende al trono de Gran Bretaña.
- 1714 Se patenta la máquina de escribir (que se fábrica años después).
- 1714 Acaba la guerra de sucesión española, después de casi 15 años de conflicto.
- 1714 Jorge I de Inglaterra es coronado rey de Gran Bretaña y de Irlanda, primer rey de la casa de Hannover.
- 1714 Gabriel Fahrenheit inventa el termómetro de mercurio.
- 1715 Estalla el primer levantamiento jacobita; los británicos detienen el avance jacobita en la batalla de Sheriffmuir y en la batalla de Preston.
- 1715 El Mínimo de Maunder cesa. Durante este período las manchas solares desaparecieron de la superficie solar.
- 1715 España y Portugal firman la Paz de Utrecht.
- 1715 Luis XIV, el Rey Sol, muere, dejando a Francia expandida pero profundamente endeudada. La regencia toma el poder bajo Felipe II de Orleans.
- 1715 Luis XV accede al trono francés, no se cambiaba de monarca en Francia desde hace casi ochenta años.
- 1715 El papa Clemente XI declara incompatible el catolicismo y el confucianismo.
- 1716 Aplicación de los Decretos de Nueva Planta en Cataluña, concluyendo la unificación de España bajo Felipe V.
- 1716 Nace Carlos III de España, el alcalde de Madrid.
- 1716 Se establece de la Confederación Sikh a lo largo de la actual frontera India-Pakistán.
- 1716 Se publica el Diccionario de Kangxi.
- 1717 Países Bajos, Gran Bretaña y Francia firman la Triple Alianza.
- 1717 Se reúnen cuatro logias operativas y se funda al Gran Logia Unida de Inglaterra, base de la actual y moderna francmasonería.
- 1717 En el Mar del Norte, una marea ciclónica afecta las costas de Alemania, Escandinavia y los Países Bajos. Mueren unas 14 000 personas.
- 1717 Surabaya se rebela contra la Compañía Neerlandesa de las Indias Orientales.
- 1717 España vulnera el Tratado de Utrecht y se hace temporalmente con el control de Cerdeña.
- 1718 La ciudad de Nueva Orleans es fundada por los franceses en América del Norte.
- 1718 El teniente Robert Maynard de la Marina Real británica asesina al pirata Barbanegra en una batalla naval sobre su barco la Venganza de la Reina Ana cerca del sur de las islas Ocracoke.
- 1718-1730 período de tulipanes del Imperio otomano.
- 1718 En la provincia Gansu (China), un terremoto de 7,5 grados en la escala de Richter deja un saldo de 75 000 víctimas.
- 1718 Carlos XII de Suecia moriría asesinado tras recibir un disparo en la cabeza durante una inspección nocturna en las trincheras.
- 1719 El intento español de reiniciar la rebelión jacobita fracasa.
- 1719 En Inglaterra se publica la novela Robinson Crusoe de Daniel Defoe.
- 1719 Se libra la Segunda guerra de sucesión de Java.

### Años 1720
- 1720 Se desarrolla profundamente el cálculo infinitesimal, herramienta fundamental en física e ingeniería, por la necesidad de avanzar en la teoría de las ecuaciones diferenciales, fundamentales en física.
- 1720 Las acciones de la Compañía del Mar del Sur suben de cien libras por acción a casi mil libras por acción.
- 1720 el ejército español se embarca en la expedición Villasur, viajando al norte de México hacia las Grandes Llanuras.Peste de Marsella, último brote de la peste bubónica en Europa.

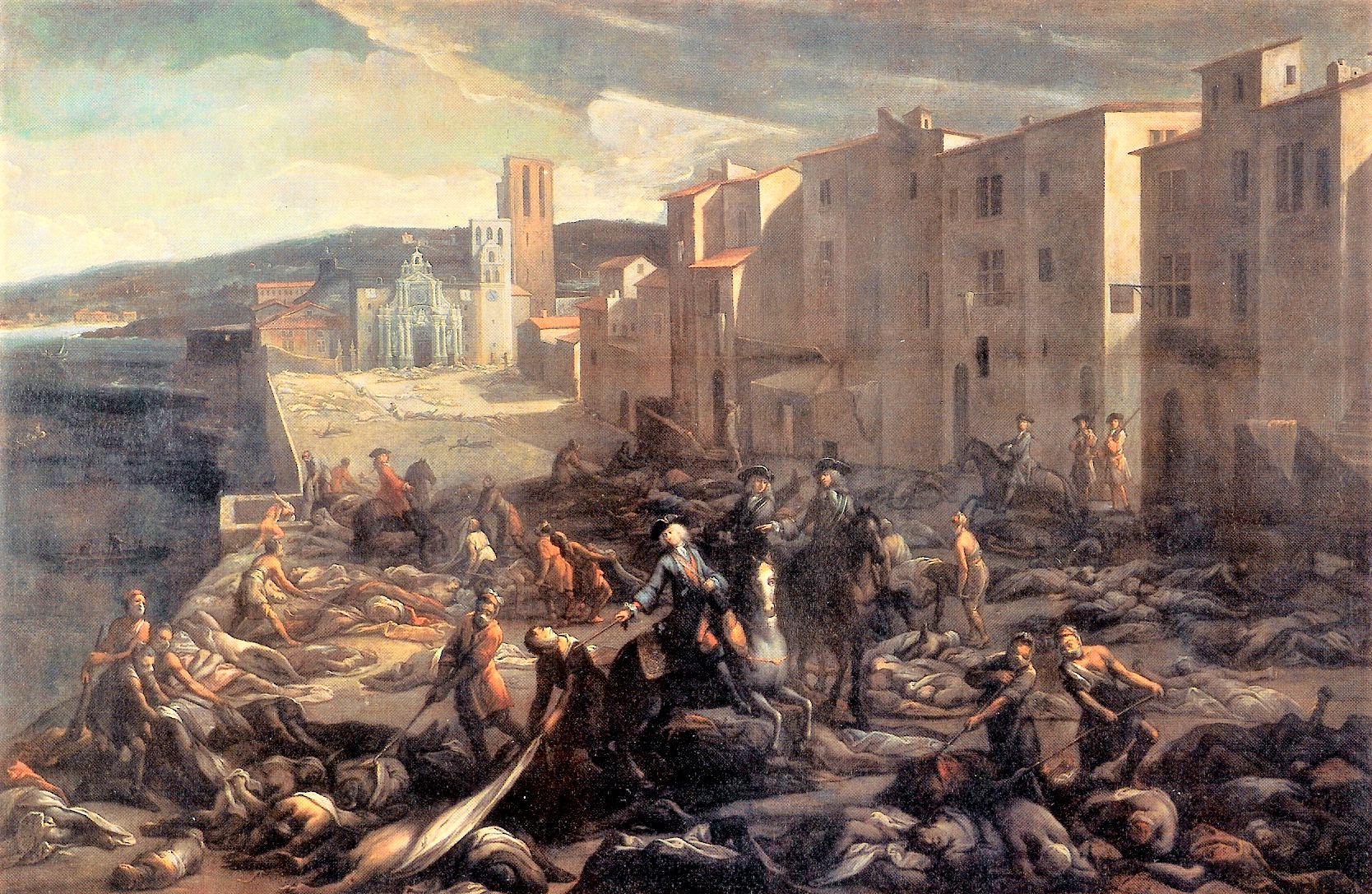
Peste de Marsella, último brote de la peste bubónica en Europa.

- 1720-1721 Ocurre la gran plaga de Marsella, último brote de la peste bubónica en Europa.
- 1720 En Londres se nombra a Edmund Halley como astrónomo real.
- 1720 el y las piratas, Anne Bonny, Mary Read y Calicó Jack son capturados y apresados, las dos mujeres se salvarían de la muerte mientras que este último sería ahorcado.
- 1720 Fracasa el Sistema de Law.
- 1721 En Roma, el cardenal Conti es elegido papa con el nombre de Inocencio XIII.
- 1721 Nace Jeanne Antoinette Poisson, conocida como Madame de Pompadour y amante preferida de Luis XV.
- 1721 Robert Walpole se convierte en el primer primer ministro de Gran Bretaña.
- 1721 Se firma el Tratado de Nstad el cual termina con la Gran Guerra del Norte.
- 1721 Fallece el pintor francés Antoine Watteau.
- 1721 El emperador Kangxi prohíbe a los misioneros cristianos a causa del decreto del papa Clemente XI.
- 1721 Pedro I Reforma a la Iglesia Ortodoxa Rusa.
- 1721 Pedro I se convierte en zar de todas las Rusias.
- 1721 Fallece la pirata Mary Read, después de sobrevivir a su captura, después de esto su pirata compañera Anne Bonny se retiraría de la piratería con todo el dinero robado en los golpes.
- 1721 Johann Sebastian Bach compone los Conciertos de Brandeburgo.
- 1722 Los afganos conquistan Irán, derrocando a Safavid Shah Sultán Husayn y haciendo colapsar al Imperio Safaví.
- 1722 Muere el emperador de China de Kangxi.
- 1722 Fallece Jhon Churchill, I duque de Marlborought.
- 1722 El explorador neerlandés Jakob Roggeveen llega a la isla de Pascua.
- 1722 El Pirata Bartolomew Roberts muere en una batalla naval frente a la costa africana.
- 1722-1723 Guerra ruso-persa.
- 1722-1725: Comienza la independencia económica irlandesa del movimiento de Inglaterra.
- 1723 la esclavitud se abolió en Rusia; Pedro el Grande convierte a los esclavos domésticos en siervos de la casa.
- 1723-1730 Los Zungarianos invaden los territorios de Kazajistán.
- 1723 Vivaldi compone las cuatro estaciones, su obra más conocida.
- 1723 Finaliza la Guerra ruso-persa con la victoria rusa.
- 1724 Se proclama rey de España a Luis I, hijo de Felipe V.
- 1724 Se firma el Tratado de Constantinopla, dividiendo a Persia entre el Imperio Otomano y Rusia.
- 1724  Se estrena la ópera Giulio Cesare de Georg Friedrich Händel en Londres.
- 1724 En Roma, el cardenal Orsini es elegido papa con el nombre de Benedicto XIII.
- 1725 los nómadas Fulani toman el control total de los territorios de Yihads fulani.Retrato de Isaac Newton, uno de los fundadores de la física actual. Tras su muerte se le realizarían homenajes en todo el orbe.

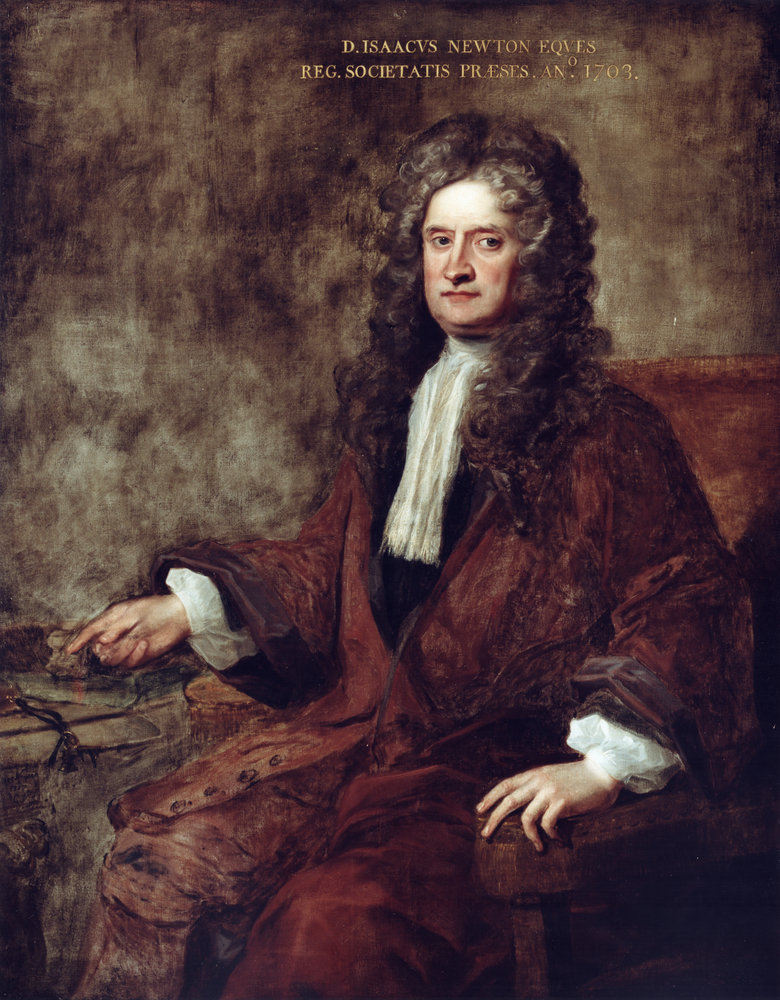
Retrato de Isaac Newton, uno de los fundadores de la física actual. Tras su muerte se le realizarían homenajes en todo el orbe.

- 1725 Nace Giacomo Casanova, aventurero y escritor.
- 1725 El odontólogo Lazare Riviere propone el uso del aceite de clavo debido a sus propiedades sedantes para el tratamiento de dientes.
- 1726 Se imprime la enorme enciclopedia china Gujin Tushu Jicheng, de más de 100 millones de caracteres chinos escritos en más de 800,000 páginas, está impresa en 60 copias diferentes usando la impresión de tipo móvil chino basada en cobre.
- 1726 Se publican Los viajes de Gulliver de Jonathan Swift.
- 1726 Comienza la decadencia de la Edad de oro de la piratería.
- 1726 Se publica "El discurso en defensa de las mujeres", del padre Benito Jerónimo Feijoo. Uno de los textos fundacionales del feminismo.
- 1727-1729 Guerra Anglo-española.
- 1727 Finaliza el Congreso de Cambrai entre las principales potencias europeas.
- 1727 Fallece Jorge I, rey de Gran Bretaña.
- 1727 Jorge, Príncipe de Gales, es proclamado rey Jorge II de Gran Bretaña.
- 1727 Nuevas evidencias empíricas de la teoría heliocéntrica, trabajando con la velocidad de la luz sobre las lunas de Júpiter. Se realiza la primera medición aproximada de la velocidad de la luz.
- 1727 Muere el físico, matemático y filósofo inglés Isaac Newton, debido a un cólico nefrítico. Newton sería considerado uno de los revolucionarios de la física.
- 1728 Ocurre el Incendio de Copenhague de 1728, el mayor incendio en la historia de la ciudad.
- 1728 El explorador danés Vitus Jonassen Bering descubre el Estrecho de Bering.
- 1728 James Bradley descubre la aberración astronómica.
- 1728 Nace el conquistador James Cook.
- 1729-1735 Charles Wesley y John Wesley comienzan el metodismo en Inglaterra.
- 1729 Tahmasp Qolí, el futuro Nader Shah, vence en Herat a los pastunes abdalíes por cuenta del safaví Tahmasp II.

### Años 1730

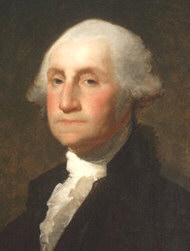
George Washington, se convertiría en el primer presidente de los Estados Unidos de América.

- 1730 Mahmud I toma el Imperio otomano después de la revuelta Patrona Halil, terminando el período Tulipán.
- 1731 Tahmasp Qolí Jan inicia una ofensiva contra el imperio Otomano, con la que logrará en dos años recuperar la mayoría de los territorios perdidos por la dinastía Safaví durante la ocupación afgana.
- 1730-1760 El Primer Gran Despertar se lleva a cabo en Gran Bretaña y América del Norte.
- 1730 Muerte del papa Benedicto XIII.
- 1730 En Roma, el cardenal Corsini es elegido papa con el nombre de Clemente XII.
- 1730 En la isla de Lanzarote (Islas Canarias) el volcán Timanfaya entra en erupción.
- 1731 En Inglaterra John Hadley inventa el sextante.
- 1731 Nace el astrónomo estadounidense Benjamin Banneker.
- 1731 En Pekín (China) se registra un terremoto que deja más de 100 000 víctimas.
- 1732-1734 Incursiones tártaras de Crimea en Rusia.
- 1732 Primera actuación de la obra Orlando de Georg Friedrich Händel en Londres.
- 1732 Nace George Washington, padre de los Estados Unidos de América.
- 1732 Se instituye la Gobernación de Sonora y Sinaloa en México por Real Cédula.
- 1732 Carlos Linneo viaja a Laponia.
- 1732 Nace Joseph Haydn, compositor austriaco clásico
- 1733-1738 Guerra de la sucesión polaca.
- 1733 John Kay inventa la lanzadera volante.
- 1733 Se estrena en Leipzig el Magnificat en Re mayor BWV 243 de Johann Sebastian Bach.
- 1733 Las tropas de Tahmasp Qolí Jan son derrotadas en Bagdad por las del otomano Topal Osman Pasha.
- 1733 Firmado el primer pacto de familia entre España y Francia
- 1733 Nace Joseph Priestley, científico inglés, descubridor del oxígeno
- 1734 Voltaire publica su obra Cartas filosóficas, tras este hecho comenzaría el proceso de ilustración en Europa.
- 1734 Batalla de Bitonto: Montemar derrota a los austríacos y España reconquista así el Reino de Nápoles.
- 1734 Felipe V cede a su hijo Carlos, mediante decreto, todos los derechos al trono de Nápoles y Sicilia.
- 1734 Muere el legendario héroe escocés Rob Roy MacGregor.
- 1735-1739 Guerra ruso-turca.
- 1735 George Hadley estudia en profundidad la corriente atmosférica.
- 1735 Se inicia un largo sitio a Colonia del Sacramento, que duraría hasta 1737.
- 1735 Tahmasp Qolí Jan firma con los rusos un acuerdo por el que éstos se comprometen a retirarse de los territorios persas del Cáucaso.
- 1735-1799 El emperador Qianlong de China supervisa una gran expansión en el territorio.
- 1735 Muere el gobernador general, Dirck van Cloon, una de las muchas víctimas de la malaria en Batavia.
- 1735 Nace John Adams uno de los padres fundadores de Estados Unidos.
- 1736 En este año el astrónomo y teólogo británico William Whiston calculó que un cometa colisionaría con la Tierra, provocando el fin del mundo.
- 1736 En Irán, Tahmasp Qolí Jan es coronado shah.
- 1736 Nace James Watt, inventor de la máquina de vapor
- 1736 Nader Shah asume el título de Sha de Persia y funda la dinastía Afsharid; Él gobierna hasta su muerte en 1747.
- 1736 Los pintores de la corte china de la dinastía Qing recrea la clásica pintura panorámica de Zhang Zeduan, El festival Qingming junto al río.Guerra de sucesión polaca

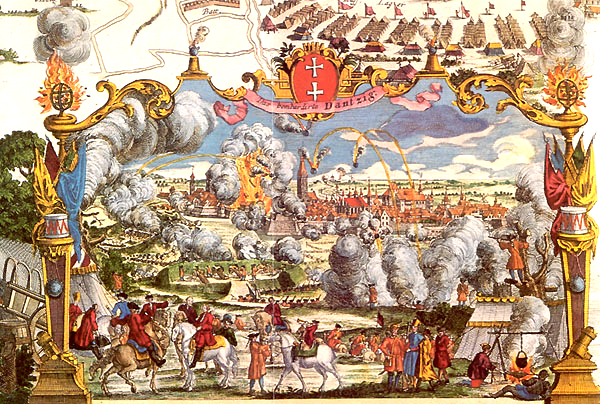
Guerra de sucesión polaca

- 1737 En Rusia, la península Kamchatka es sacudida por un violentísimo terremoto de 9,3 grados de la escala sismológica de Richter. Se lo considera el segundo terremoto más potente de la Historia humana.
- 1737 Fallece el lutier italiano Antonio Stradivari.
- 1737 El pueblo de Panamá (actual capital de la República de Panamá) es destruido por un terrible incendio, al que se denominó Fuego Grande.
- 1737 John Harrison crea el primer cronómetro marino capaz de calcular la longitud.
- 1738-1756 Hambruna en el Sahel; la mitad de la población de Timbuktu muere.
- 1738 En Madrid (España) se coloca la primera piedra del Palacio Real.
- 1738 el papa Clemente XII prohíbe que los católicos se conviertan en francmasones.
- 1738 Muere Turlough O'Carolan, famoso arpista irlandés.
- 1738 En Italia, a 15 km del sureste de Nápoles comienza la excavación de Herculano, convirtiéndose en uno de los primeros trabajos arqueológicos.
- 1738 John y Charles Wesley crean la religión metodista.
- 1738 Nace el sucesor al trono británico Jorge III.
- 1738 Pierre Louis Maupertuis pública Sur la figure de la Terre, en que confirma la teoría de Isaac Newton de que la Tierra es un esferoide achatado por los polos.
- 1738 El rey polaco Stanislas recibe el ducado de Lorena a cambio de su renuncia al trono de Polonia.
- 1739 Nader Shah derrota a los mogoles en la Batalla de Karnal y saquea Delhi.
- 1739-1748 Se libra la guerra del Asiento entre Gran Bretaña y España por la supremacía del Caribe.
- 1739 Se restablece definitivamente el Virreinato de Nueva Granada.
- 1739 El 12 de octubre se funda el pueblo de Utuado, Puerto Rico conocido en aquel momento como San Miguel del Utuao, por Don Sebastian de Morfi.

### Años 1740

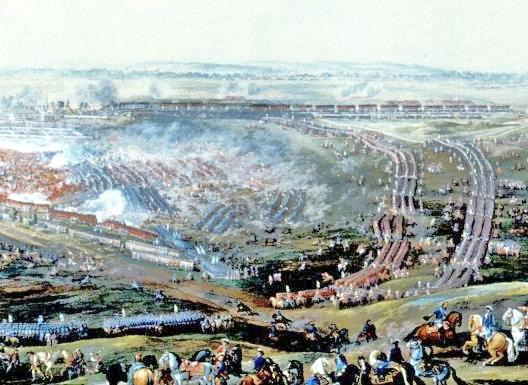
Guerra de sucesión austríaca, enfrentó al Imperio Español y al Reino de Gran Bretaña.

- 1740 Federico el Grande llega al poder del reino de Prusia.
- 1740 Según la leyenda en la playa de Benidorm (España) se halla la Virgen del Sufragio.
- 1740 Intento británico de capturar San Agustín en Florida durante el sitio de San Agustín pero pierden ante los españoles.
- 1740-1741 El hambre en Irlanda mata al diez por ciento de la población.
- 1740-1748 Guerra de la sucesión austriaca.
- 1740 Fallece Carlos VI de Alemania, emperador del Sacro imperio romano-germánico.
- 1740 Se ejecuta una masacre contra la etnia china de Batavia después de que la Compañía Neerlandesa de las Indias Orientales sospechara que planean una rebelión; aproximadamente 10 000 mueren y el barrio chino se quema.
- 1741 Sitio de Cartagena de Indias (1741).
- 1741 Fallece el almirante Blas de Lezo.
- 1741 Los rusos comienzan a instalarse en las islas Aleutianas.
- 1741 Retirada de la flota del almirante inglés Edward Vernon, tras la desastrosa derrota en el sitio de Cartagena de Indias, que supuso el final de la guerra del Asiento, confirmando la supremacía naval española.
- 1741 Fallece el compositor Antonio Lucio Vivaldi.
- 1741 el papa Benedicto XIV emite Inmensa Principios contra la esclavitud.
- 1742 Carlos VII se convierte en emperador del Sacro Imperio Romano.
- 1742 En Dublín se representa por primera vez El Mesías de Haendel.
- 1742 Marvel's Mill, el primer molino de algodón alimentado por agua, comienza a funcionar en Inglaterra.
- 1742 La rebelión de Juan Santos Atahualpa contra los españoles.
- 1742 Muere Edmund Halley, conocido por calcular la órbita del célebre cometa Halley.
- 1742 Anders Celsius inventa la escala de temperatura que lleva su nombre.
- 1743 Nace Thomas Jefferson, quien jugaría un papel esencial de la Declaración de Independencia de los Estados Unidos.
- 1743 La capital del Sultanato de Mataram cayó bajo el levantamiento de Geger Pecinan, Raden Mas Garendi lideró a los mercenarios chinos que se rebelaron contra Pakubuwono II.
- 1743 Francia y España firman el segundo pacto de familia.
- 1743 Nace la noble Madame du Barry.
- 1744 Mohammed Ibn Saud funda el primer estado saudí.
- 1744 Luis XV de Francia sobrevive a un intento de asesinato de Robert François Damiens, quien fue la última persona ejecutada en Francia con la tradicional pena capital utilizada para los regicidas.
- 1744 Fracasa el intento francés de reiniciar la rebelión jacobita.
- 1744 Nace Gaspar Melchor de Jovellanos, político y escritor español.
- 1744-1748 Se libra la Primera Guerra Carnática entre los británicos, los franceses, los Marathas y Mysores en la India.
- 1744 Fallece el poeta Alexander Pope.
- 1745 El segundo levantamiento jacobita es iniciado por Charles Edward Stuart en Escocia.
- 1745 Muere Jonathan Swift, autor de los Viajes de Gulliver.
- 1745 Pakubuwono II establece un nuevo kraton en la aldea Sala, junto con Surakarta Sunanate.
- 1746 Ocurre el Terremoto de Lima de 1746.
- 1746 Fallece Felipe V de España.
- 1746 Empieza el reinado de Fernando VI en España
- 1746 Nace Johann Heinrich Pestalozzi, pedagogo, educador y reformador suizo.
- 1746 Nace Francisco de Goya, pintor español.
- 1747 Ahmad Shah Abdali funda el Imperio durrani en la actual Afganistán.
- 1747 En la Torre de Londres (Inglaterra), el jacobita escocés Lord Lovat es decapitado por alta traición. Fue la última persona ejecutada de esta manera en ese país.
- 1747 Cerca de Maastricht (Bélgica), 80 000 franceses vencen a 60 000 sajones en la batalla de Lafelt.
- 1748 El Tratado de Aix-La-Chapelle finaliza la Guerra de la Sucesión Austriaca y La Primera Guerra Carnática.
- 1748 Montesquieu publica su obra El espíritu de las leyes, en el cual fomenta la separación de poderes del estado.
- 1748-1754 la Segunda Guerra Carnática se libra entre los británicos, los franceses, los Marathas y Mysore en la India.
- 1749 En Dinamarca sale a la calle el periódico danés Berlingske Tidende, decano de la prensa diaria universal.
- 1749 En España tiene lugar la Gran Redada.

### Años 1750

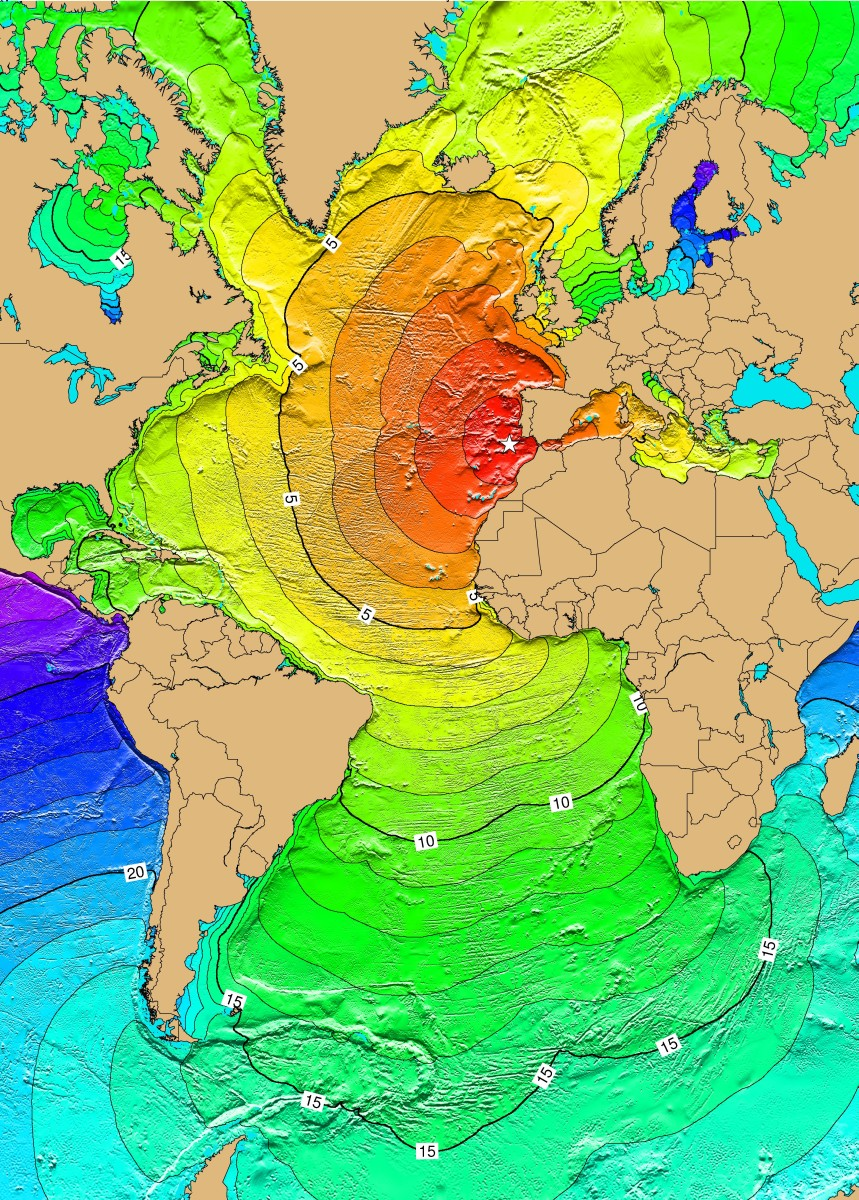
Epicentro del Terremoto de Lisboa, un gran seísmo de magnitud 9 en la escala de magnitud de momento.

- 1750 Comienza el estudio sistemático de los fenómenos eléctricos: experimentos de Cavendish, el pararrayos de Franklin, teoría de Galvani y las ecuaciones de Coulomb...
- 1750 Es botado en Manila el galeón Santísima Trinidad
- 1750 La etapa más fría de la pequeña Edad de Hielo.
- 1750 "James Gray" revela su sexo a sus compatriotas de los Royal Marines.
- 1750 José I de Portugal toma el trono de Portugal de su fallecido padre, Juan V de Portugal. El nuevo rey José Manuel designa al marqués de Pombal como su ministro general, quien entonces despoja a la Inquisición de su poder.
- 1750 La primera producción teatral shakesperiana tiene lugar en Nueva York -- una versión alternativa de Ricardo III.
- 1750 Farinelli es nombrado caballero por el rey Fernando VI de España.
- 1750 Fallece el compositor Johann Sebastian Bach.
- 1751 Jean le Rond d'Alembert y Denis Diderot comienzan a escribir L'Encyclopédie.
- 1751 En Escocia, Adam Smith es nombrado profesor de lógica de la Universidad de Glasgow
- 1751 Nace el político estadounidense James Madison.
- 1752 El Reino Unido adopta el Calendario gregoriano, haciendo que el 2 de septiembre sea seguido por el 14.
- 1752 Benjamin Franklin descubre la naturaleza eléctrica del rayo.
- 1753 El Canal de Castilla comienza a construirse.
- 1753 Suecia y Finlandia adoptan el Calendario Gregoriano.
- 1753 Benjamin Franklin inventa el pararrayos.
- 1754 El Tratado de Pondicherry finaliza la segunda guerra carnática.
- 1754 El King's College es fundado por una carta real de Jorge II de Gran Bretaña.
- 1754-1763 Guerra franco-india, el capítulo norteamericano de la guerra de los Siete Años, se libra en América del Norte colonial, en su mayoría por los franceses y sus aliados contra los ingleses y sus aliados.
- 1754 Comienzo de la guerra franco-india en las colonias de Norteamérica.
- 1754 Fundación del Universidad de Columbia en la ciudad de Nueva York.
- 1754 George Washington se rinde ante las tropas francesas en Fort Necessity.
- 1754 Nace el futuro rey Luis XVI, nieto del rey Luis XV.
- 1755 Ocurre el terremoto de Lisboa, uno de los terremotos más fuertes de la historia.
- 1755-1763 La Expulsión de los Acadianos obliga a la transferencia de la población acadiana francesa desde Nueva Escocia y Nuevo Brunswick.
- 1755 Se firma el Tratado de Giyanti, repartiendo efectivamente el Sultanato de Mataram; la Compañía Neerlandesa de las Indias Orientales reconoce a Mangkubumi como el sultán Hamengkubuwana I, que gobierna la mitad de Java Central.
- 1755 Nace María Antonieta de Austria, reina consorte de Francia.
- 1755 Edward Braddock es derrotado en la batalla de Monongahela contra la India y Francia, parte de la guerra franco-india de la guerra de los Siete Años.

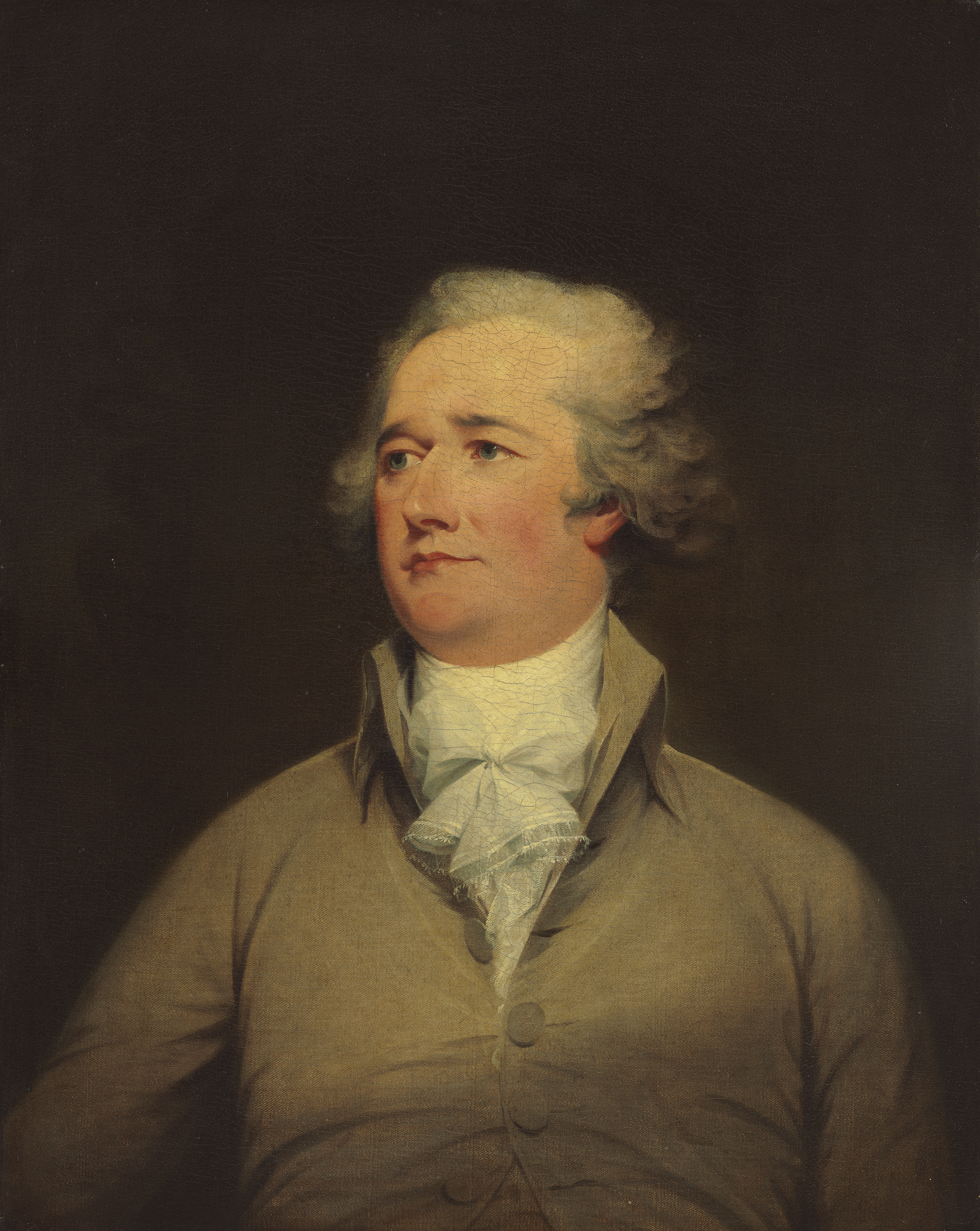
El padre fundador Alexander Hamilton primer tesorero de estado de los Estados Unidos.

- El padre fundador Alexander Hamilton primer tesorero de estado de los Estados Unidos.1756 Nace Wolfang Amadeus Mozart, uno de los mayores compositores de la historia mundial.
- 1756 Tratado de Westminster.
- 1756-1763 La guerra de los Siete Años se libra entre las potencias europeas en varios teatros de todo el mundo.
- 1756-1763 La Tercera Guerra Carnática se libra entre los británicos, los franceses, los Marathas y Mysore en la India.
- 1756 En el Palacio de Versalles, Francia y Austria firman el primer Tratado de Versalles.
- 1756 Federico II el Grande invade Sajonia, comenzando la guerra en el continente.
- 1757 Nace Alexander Hamilton padre fundador de los Estados Unidos.
- 1757 La batalla de Plassey señala el comienzo del dominio británico formal en la India después de años de actividad comercial bajo los auspicios de Compañía Británica de las Indias Orientales.
- 1757 Se firma el tratado de Salatiga entre el príncipe Sambernyawa con Pakubuwono III y Hamengkubuwono participó más el remanente del sultanato de Mataram; se establece el Gran Ducado de Mangkunegaran.
- 1758 el coronel británico James Wolfe emite el Manifiesto de Wolfe.
- 1758 Nace el presidente James Monroe.
- 1758 Nace Maximiliem Robespierre.
- 1758 Linneo comienza la catalogación sistemática de las especies naturales.
- 1759 Carlos III se convierte en rey de España y sería el máximo impulsor de las Reformas borbónicas.
- 1759 El cometa Halley hace su única aparición en el siglo XVIII.
- 1759 Fallece el compositor alemán Georg Friedrich Händel.
- 1759 Durante la guerra franco-india el comandante francés Louis-Joseph de Montcalm y el comandante británico James Wolfe mueren durante la batalla de las Llanuras de Abraham.
- 1759 Nace Maria Theresia von Paradis, pianista y compositora que tan solo con tres años se quedó invidente.

### Años 1760

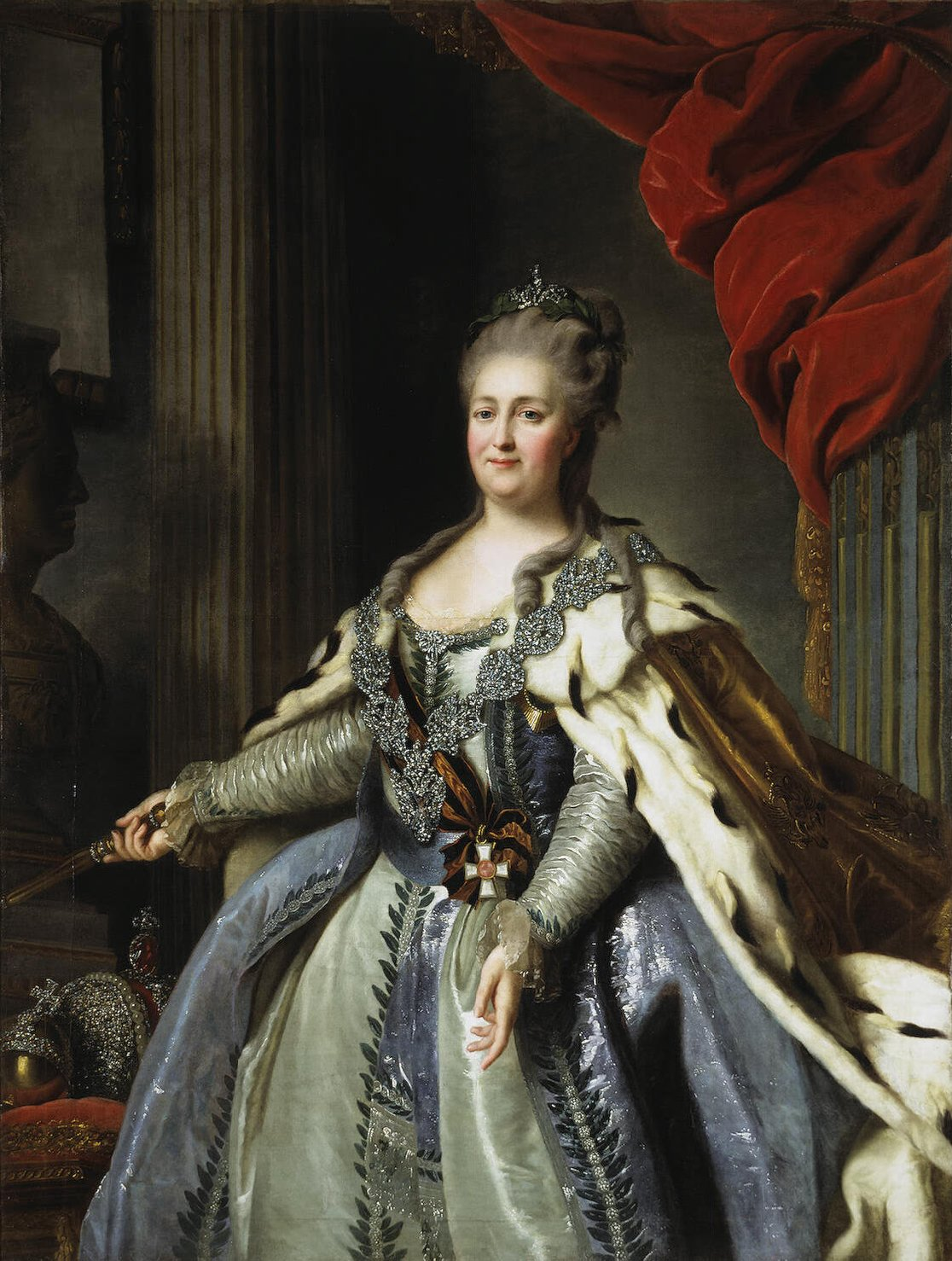
Catalina II de Rusia, apodada «Catalina la Grande».

- 1760 Fallece el rey Jorge II de Gran Bretaña.
- 1760 Jorge III se convierte en el rey de Gran Bretaña.
- 1760 La dinastía Zand se funda en Irán.
- 1760 Francia adopta el Calendario Gregoriano.
- 1761 El Imperio maratha vence al Imperio durrani en la batalla de Panipat.
- 1762-1796 Reino de Catalina la Grande de Rusia.
- 1762 Jean-Jacques Rousseau publica su obra El contrato social, que trata principalmente sobre la libertad e igualdad de los hombres bajo un Estado instituido por una constitución.
- 1762 Nace el futuro rey británico Jorge IV.
- 1763 El Tratado de París finaliza la guerra de los Siete Años y la tercera guerra Carnática.
- 1763 El reino de Mysore conquista el reino de Keladi.
- 1763 Federico II de Prusia inventa la Formación Echelon.
- 1765 El Acta del Sello se introduce en las colonias americanas por el Parlamento británico.
- 1765 Nace el que será rey de Gran Bretaña Guillermo IV.
- 1766 Se produce en España el motín de Esquilache el cual fue una movilización popular masiva contra el rey Carlos III.
- 1766 Christian VII se convierte en rey de Dinamarca.
- 1766-1799 Se libran las Guerras Anglo-Mysores.
- 1767 Por orden del rey Carlos III los jesuitas son expulsados del continente americano y de España peninsular.
- 1767 los birmanos conquistan el Reino de Ayutthaya.
- 1768 los Gurkhas conquistan Nepal.
- 1768-1772 Guerra de la Confederación de Bares.
- 1768-1774 Guerra ruso-turca.
- 1769 Nace Napoleón Bonaparte.
- 1769 James Watt perfecciona la máquina de vapor la cual tuvo un papel relevante para mover máquinas y aparatos tan diversos como bombas, locomotoras, motores marinos, entre otros.
- 1769 Inicio de la Primera Revolución industrial el cual mecaniza el trabajo (máquina de vapor, lanzadera volante, Spinning Jenny, etc).
- 1769 Los misioneros españoles establecen la primera de las 21 misiones en California.
- 1769-1770 James Cook explora y traza mapas de Nueva Zelanda y Australia.
- 1769-1773 La hambruna de Bengala de 1770 mata a un tercio de la población de Bengala.
- 1769 Clemente XIV toma el cargo del 249° papa de la Iglesia Católica, último pontífice del siglo.
- 1769 Expediciones francesas extraen plantas de clavo de olor en Ambon, terminando el monopolio la Compañía Neerlandesa de las Indias Orientales.
- 1769 Se funda el Tribunal Factor por Mayer Amschel Rothschild.

### Años 1770

La Declaración de Independencia de los Estados Unidos, daría paso a la superpotencia mundial más grande en la actualidad.

- El desarrollo de mejores telescopios permite avanzar en el conocimiento astronómico del universo, se elabora el catálogo Messier; se postula sobre la formación del sistema solar (Kant, Laplace,...).
- Se realizan los primeros estudios modernos sobre meteorología. Amateurs de toda Europa comienzan a llevar registros sistemáticos sobre el clima.
- Surgen las primeras escuelas de ingeniería.
- 1770 James Cook reclama la costa este de Australia (Nueva Gales del Sur) para Gran Bretaña.
- 1770 La masacre de Boston contra patriotas Norteamericanos.
- 1770-1771 El hambre en tierras checas mata a cientos de miles.
- 1770 James Cook se detiene en la isla Onrust en la bahía de Batavia para reparar su nave Endeavour en su viaje por el mundo.
- 1770 Se desarrolla la mecánica de fluidos: los Bernoulli, D'Alembert,...
- 1770 Euler abre nuevas ramas de las matemáticas, como la topología, el cálculo complejo,...
- 1770 Nace Ludwig van Beethoven, uno de los grandes compositores de la historia.
- 1771 Se desata la Peste Riot en Moscú.
- 1771 Richard Arkwright y sus socios construyen el primer molino hidráulico del mundo en Cromford.
- 1772 Fallece Johann Friedrich Struense, el reformador en Dinamarca.
- 1772 Jean le Rond d'Alembert y Denis Diderot terminan de escribir L'Encyclopédie.
- 1772 Gustavo III de Suecia inicia un golpe de Estado, llegando a ser casi un monarca absoluto.El joven compositor Ludwig van Beethoven con solo trece años de edad.

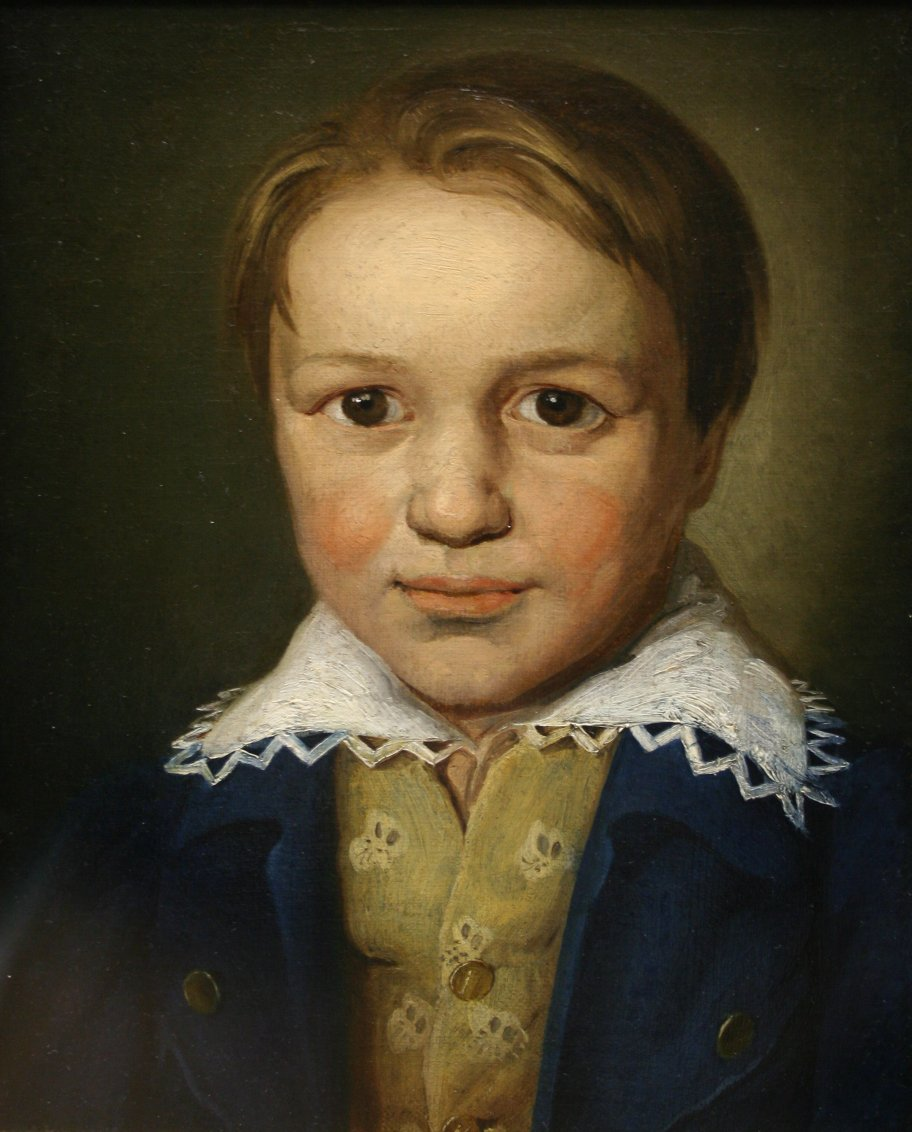
El joven compositor Ludwig van Beethoven con solo trece años de edad.

- 1772-1779 El imperio Maratha lucha contra las fuerzas británicas y de Raghunathrao.
- 1772-1795 Las particiones de Polonia terminan la Mancomunidad de Polonia-Lituania y borran a Polonia del mapa durante 123 años.
- 1773-1775 La Rebelión de Pugachev, la mayor revuelta campesina en la historia de Rusia.
- 1773 la Compañía Británica de las Indias Orientales comienza operaciones en Bengala para contrabandear opio en China.
- 1773 El motín del té en Boston ocasiona que los británicos refuercen militarmente las Trece colonias.
- 1774 Fallece el rey Luis XV de Francia.
- 1775 Los cronómetros marinos John Harrison H4 y Larcum Kendall K1 se usan para medir la longitud de James Cook en su segundo viaje (1772-1775).
- 1775-1782 La primera guerra Anglo-Maratha.
- 1775-1783 Se desarrolla la guerra de Independencia de los Estados Unidos.
- 1776 Adam Weishaupt funda a los Illuminati.
- 1776 La Declaración de Independencia de los Estados Unidos es adoptada por el Congreso Continental en Filadelfia.
- 1776 Adam Smith publica su obra La riqueza de las naciones la cual trata sobre el liberalismo económico.
- 1777 Comienza el estudio del comportamiento de los sólidos: rozamiento de Coulomb, teoría de choques de Carnot, criterio de fallo de Coulomb,...
- 1778 La dinastía Tây Sơn se estableció en Vietnam.
- 1778 James Cook se convierte en el primer europeo en desembarcar en las islas hawaianas.
- 1778 José de San Martín nace el libertador, en Yapeyú, Virreinato del Río de la Plata.
- 1779 el capitán James Cook es asesinado por nativos hawaianos en la bahía de Kealakekua, después de un intento de secuestro y rescate del jefe gobernante, Kalani'ōpu'u a cambio de un barco robado.
- 1779 Comienzan las guerras Xhosas entre colonos británicos y los bóer en la República de Sudáfrica.
- 1779 El marqués de La Fayette regresa a Francia con ideas revolucionarias.

### Años 1780

La Revolución francesa, cerraría la Edad Moderna, para dar paso a la Edad Contemporánea.

- 1780 Se realizan expediciones naturalistas por todo el mundo, dando inicio al naturalismo moderno; el hombre occidental afianza su conocimiento geográfico y natural del mundo, llegando a los lugares más recónditos.
- 1780 En Münster (Alemania) se funda la Universidad de Münster.
- 1780-1782 La rebelión de Túpac Amaru II contra la Corona española en el Virreinato del Perú.
- 1780 En Nueva Inglaterra (Estados Unidos) sucede el Día oscuro de Nueva Inglaterra (inexplicable oscurecimiento del cielo visible).
- 1780 En Tungasuca (Cusco, Perú) se emite el Bando de libertad en el que por primera vez en América se proclama la abolición de la esclavitud.
- 1780 En Madrid, la Real Academia Española publica la 1.ª edición del Diccionario de la lengua española.
- 1781 Los colonos españoles fundan la ciudad de Los Ángeles.
- 1781 En el marco de la guerra de Independencia de Estados Unidos, la aldea de Richmond (Virginia) se incendia por el bombardeo de la Armada británica capitaneada por Benedict Arnold.
- 1781 En la cuesta de Chataquilla (en la actual Bolivia) el líder quechua Tupac Katari es asesinado por los españoles.
- 1781 Immanuel Kant publica su obra Crítica de la razón pura en el cual crítica las condiciones epistémicas del conocimiento humano.
- 1781-1785 La servidumbre se abolió en la Monarquía de los Habsburgo.
- 1781 En la plaza de Armas del Cuzco (Virreinato del Perú), los españoles ejecutan por descuartizamiento a Tupac Amaru II, líder de la mayor rebelión indígena anticolonial que se dio en América durante el siglo XVIII.
- 1781 Tiene lugar un duelo de interpretación pianística entre Wolfgang Amadeus Mozart y Muzio Clementi en Viena y ante la presencia del emperadorJosé II de Austria, del que resultó vencedor Mozart.
- 1781 Estreno de la ópera Idomeneo, rey de Creta (KV 366) de Wolfgang Amadeus Mozart.
- 1782 Muere Anne Bonny, una de las piratas más conocidas de la historia.
- 1782 En Estados Unidos, el Congreso aprueba el diseño del emblema de la nación: el sello de Estados Unidos
- 1782 Carlos III de España, recupera Menorca de manos de los británicos, pero fracasa frente a Gibraltar.
- 1783 Nace Agustín de Iturbide, consumador de la independencia de México y posteriormente primer emperador de México.
- 1783 Hambruna en Islandia, causada por la erupción del volcán Laki.
- 1783 El Imperio ruso anexa el Kanato de Crimea.
- 1783 Nace el libertador Simón Bolívar.
- 1783 El Tratado de París termina formalmente la guerra de la Independencia de los Estados Unidos.
- 1784 Nace el futuro rey Fernando VII de España.
- 1785-1791 Imam Sheikh Mansur, un guerrero checheno y místico musulmán, dirige una coalición de tribus caucásicas musulmanas de todo el Cáucaso en una guerra santa contra los colonos y las bases militares rusas en el Cáucaso, así como contra los tradicionalistas locales, que siguieron a la costumbres tradicionales.
- 1785-1795 La Guerra del Noroeste de India se libra entre los Estados Unidos y los nativos americanos.
- 1787 La Constitución de los Estados Unidos se presenta a los Estados para su ratificación.
- 1787 Los esclavos liberados de Londres establecen Freetown en Sierra Leona.
- 1787 Las Reformas Kansei son instauradas en Japón por Matsudaira Sadanobu.
- 1787-1792 La guerra ruso-turca.
- 1788 Primera comunidad cuáquera francesa establecida en Congénies.
- 1788 Primer asentamiento europeo permanente establecido en Australia por Gran Bretaña en Sídney.
- 1788-1790 La guerra Ruso-Sueca.
- 1788-1789 Inconfidencia Minera, conspiración contra las autoridades coloniales en Brasil.
- 1788 Comienza la hambruna del invierno de 1788 la cual afecta a varios países europeos pero principalmente a Francia en donde varios campesinos mueren.
- 1789 George Washington es elegido el primer presidente de los Estados Unidos; Él sirve hasta 1797.
- 1789 Se promulga la Declaración de los derechos del hombre y del ciudadano.
- 1789-1799 La Revolución francesa.
- 1789 Los Estados generales de 1789.
- 1789 La Asamblea Nacional.
- 1789 La Asamblea Constituyente.
- 1789 La toma de la Bastilla en las calles de París supuso simbólicamente el fin del Antiguo Régimen.
- 1789 La revolución de Liejana.
- 1789 Antoine Lavoisier funda la Química moderna, y desmiente la teoría del flogisto. Se enuncia la ley de Lavoisier.
- 1789 La revolución de Brabante.

### Años 1790

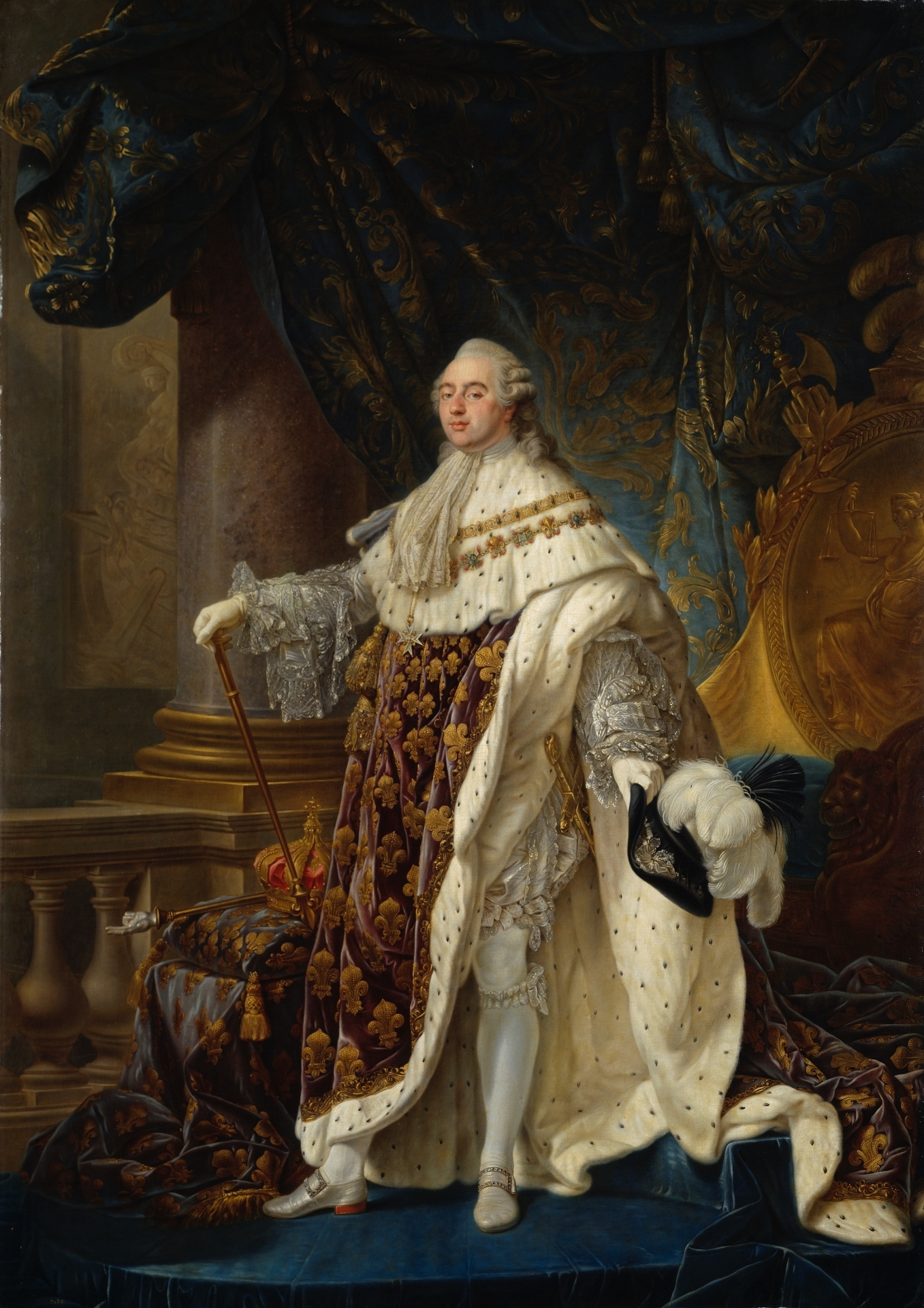
Luis XVI, sería decapitado por el pueblo, convirtiéndose en el último de los monarcas franceses.

- Se desarrollan las primeras teorías científicas sobre el surgimiento de las especies: Cuvier, Lamarck, lord Monboddo, Buffon,... Se funda la biología moderna.
- 1790 Se obtiene el primer acero fundido.
- 1790 Se funda la geodesia moderna.
- 1790 Se impone la mecánica newtoniana y la teoría de la gravitación universal. A finales de siglo, Lagrange propone la síntesis lagrangiana de las ecuaciones de Newton.
- 1790 Los Estados Unidos de Bélgica se proclaman después de la revolución de Brabante.
- 1790 Perece Benjamin Franklin, padre fundador de los Estados Unidos.
- 1790 Supresión de los Estados Unidos de Bélgica y restablecimiento del control austríaco.
- 1790 Establecimiento del pacto polaco-prusiano.
- 1791 La Ley Constitucional (o la Ley de Canadá) crea las dos provincias de Canadá Superior e Inferior en Norteamérica Británica.
- 1791 Fallece el compositor Mozart.
- 1791 Represión de la revolución de Lieja por las fuerzas austríacas y el restablecimiento del príncipe-obispado de Lieja.
- 1791-1795 George Vancouver explora el mundo durante la Expedición de Vancouver.
- 1791-1804 La revolución haitiana.
- 1792 Se conforma la Primera Coalición de monarquías europeas para contener la Revolución francesa.
- 1792-1802: Las Guerras revolucionarias francesas ocasionan las guerras napoleónicas, que duran desde 1803 hasta 1815.
- 1792 Se funda la Junta de Acciones y Cambios de Nueva York.
- 1792 Guerra polaco-rusa de 1792.
- 1792 El rey Gustavo III de Suecia es asesinado por una conspiración de nobles.
- 1792 El asalto al palacio de las Tullerías por revolucionarios franceses.
- 1793 El exrey Luis XVI de Francia es guillotinado en la plaza de la revolución.
- 1793 Los revolucionarios franceses profanan las tumbas de los reyes de Francia en la basílica de Saint-Denis.
- 1793 Canadá del Norte prohíbe la esclavitud.
- 1793 La epidemia de fiebre amarilla más grande en la historia de Estados Unidos mata a 5000 personas en Filadelfia, aproximadamente el 10 % de la población.
- 1793 La exreina María Antonieta de Austria es guillotinada en la plaza de la revolución.
- 1793-1796 Revuelta en la Vendée contra la República Francesa en el momento de la Revolución.
- 1794 Revuelta polaca.
- 1794 Se concluye el Tratado de Jay entre Gran Bretaña y los Estados Unidos, por el cual los puestos avanzados occidentales en los Grandes Lagos regresan a los Estados Unidos y el comercio entre los dos países se regula.
- 1794 La dinastía Qajar es fundada en Irán la cual reemplazara a la dinastía Zand.
- 1794 Robespierre es guillotinado en París.
- 1795 Establecimiento de la República Bátava con respaldo francés en los Países Bajos.
- 1795 Se firma el Tratado de San Lorenzo entre los Estados Unidos y España otorga el territorio de Misisipi a los Estados Unidos.

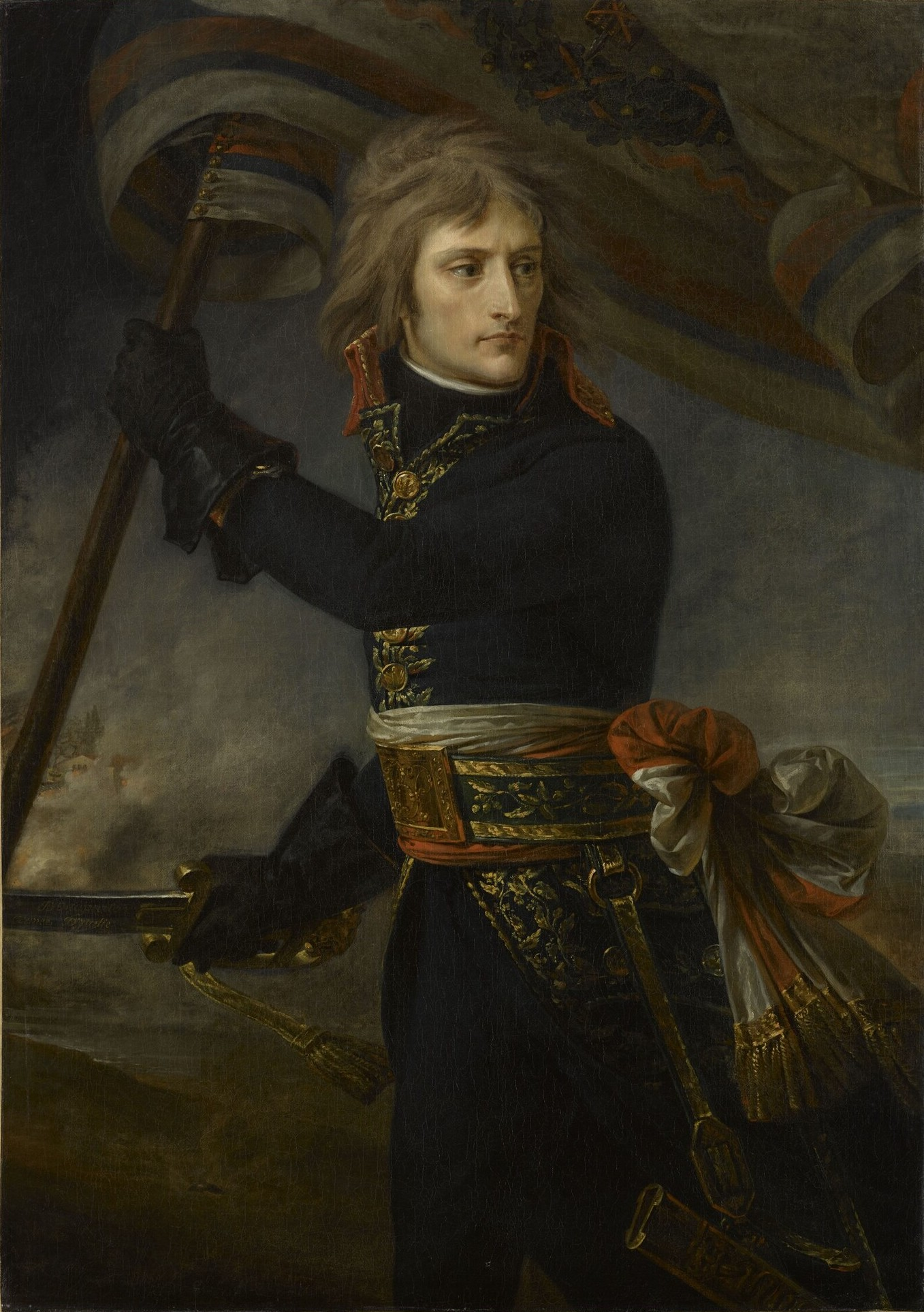
El joven Napoleón en la batalla de Arcole.

- 1795 La Marsellesa se adopta oficialmente como el himno nacional francés.
- 1795 Kamehameha I de la isla de Hawái derrota a los oahuanos en la batalla de Nu'uanu.
- 1796 Edward Jenner desarrolla la primera vacuna moderna dirigida contra la viruela. En la medicina y la farmacia se comienzan a aplicar los preceptos científicos; La viruela mató a unos 400 000 europeos cada año durante el siglo XVIII, incluidos cinco monarcas reinantes.
- 1796 Durante la guerra de la Primera Coalición la batalla de Montenotte marca la primera victoria de Napoleón Bonaparte como comandante del ejército.
- 1796 los británicos expulsan a los neerlandeses de Ceilán.
- 1796-1804 La rebelión del loto blanco contra la dinastía Manchú en China.
- 1796-1797 El ejército francés liderado por Napoleón invade Italia.
- 1797 La invasión y partición de Napoleón de la República de Venecia termina con más de 1000 años de independencia para la República Serenísima.
- 1798 La rebelión irlandesa no derroca el dominio británico en Irlanda.
- 1798-1800 La cuasi guerra se libra entre los Estados Unidos y Francia.
- 1799 Napoleón inicia un golpe de Estado y se convierte en primer cónsul de Francia.
- 1799 Muere George Washington, uno de los padres fundadores de los Estados Unidos de América.
- 1799 El asesinato de Tu'i Kanokupolu sumerge a Tonga en medio siglo de guerra civil.
- 1799 Nace el escritor ruso Poshkin.
- 1799 El Sultán Tipu es asesinado en una batalla contra las fuerzas británicas.
- 1800 Napoleón cruza los Alpes e invade Italia.
- 1800 El ejército austriaco es derrotado por Napoleón en la batalla de Marengo.

## Política

La Revolución francesa fue el conflicto más importante del siglo.

El absolutismo monárquico alcanza en toda Europa su mayor fuerza y esplendor. La burguesía se opone ya a la monarquía absoluta, pues aquella, que ya tenía el poder económico, aspira a alcanzar el poder político monopolizado por la nobleza y el clero.
Es la burguesía la que se enfrenta al sistema político-social establecido desde la Edad Media, fundamentado en el feudalismo y el vasallaje y aspiran a destruir al que llaman "Antiguo Régimen" es por eso que con la ayuda de las ideas de pensadores como Voltaire, Rousseau o Montesquieu desarrollan una nueva cultura: la Ilustración. Principios basados en la razón, la igualdad y la libertad.
Dicho movimiento empezaría motivar al pueblo, especialmente al francés, el cual habían sido las más duras víctimas del absolutismo impuesto por reyes como Luis XIV o Luis XV. Inspirados en el modelo que habían seguido los ingleses para conseguir el parlamentarismo deciden exigir que convoquen los Estados Generales, ya que los reyes franceses llevaban más de 70 años sin convocarlos. Tras la denegación el pueblo se alza en armas y toma la cárcel de la Bastilla ejecutando al alcaide y exhibiendo su cabeza linchada por todo París. Esto, junto a la Marcha de Versalles lo que hace que los reyes, Luis XVI y María Antonieta de Austria a huir a Austria de incógnito, sin embargo poco antes de cruzar la frontera son apresados y posteriormente condenados a muerte lo que hace que empiece la revolución francesa, acabando con el Antiguo Régimen en Francia. Desde entonces los ciudadanos empezaron a gozar de participación en la política, lo que llevaría siglos más tarde al famoso sufragio universal.
Siguiendo estos modelos, el ilustrado Thomas Jefferson junto al general Washington, John Adams y demás iniciaron la Guerra de Independencia de las trece colonias de la Corona británica. El nuevo estado se basaría en la igualdad y la democracia, lo que más tarde llevaría a la creación de los Estados Unidos de América, la mayor superpotencia de la actualidad.
En el nuevo orden ilustrado europeo desaparecieron por completo las influencias religiosas que tanta importancia habían ejercido hasta mediados del siglo XVII, creando así un mayor patriotismo.

### Guerras
Las principales guerras del siglo incluyen: 

#### Guerras Internacionales
| Nombre                                        | Fecha de inicio | Fecha de final | Descripción |
| --------------------------------------------- | --------------- | -------------- | --- |
| Guerra de Sucesión Española                   | 1701            | 1715           | La guerra de sucesión española fue un conflicto internacional que duró desde 1701 hasta la firma del tratado de Utrecht en 1713, que tuvo como causa fundamental la muerte sin descendencia de Carlos II de España, último representante de la Casa de Habsburgo, y que dejó como principal consecuencia la instauración de la Casa de Borbón en el trono de España. En el interior del país, la guerra de Sucesión evolucionó hasta convertirse en una guerra civil entre borbónicos, cuyo principal apoyo lo encontraron en la Corona de Castilla, y austracistas, mayoritarios en la Corona de Aragón, cuyos últimos rescoldos no se extinguieron hasta 1714 con la capitulación de Barcelona y 1715 con la capitulación de Mallorca ante las fuerzas del rey Felipe V de España. Para la Monarquía Hispánica, las principales consecuencias de la guerra fueron la pérdida de sus posesiones europeas y la desaparición de la Corona de Aragón, lo que puso fin al modelo «federal» de monarquía, o «monarquía compuesta», de los Habsburgo españoles |
| Guerra Austro-Turca                           | 1716            | 1718           | La Guerra austro-turca de 1716-1718 enfrentó al Sacro Imperio Romano Germánico que contaba con el apoyo de la República de Venecia frente al Imperio otomano que estaba aliado con los Tártaros de Crimea y con Moldavia. La guerra tuvo lugar por el deseo del Imperio Otomano de reconquistar los territorios perdidos tras la Guerra de la Liga Santa y por las ambiciones del Sacro Imperio Romano Germánico de controlar los Balcanes. La guerra terminó con el Tratado de Passarowitz, por el que el Imperio Otomano entregaba al Sacro Imperio Romano el Banato de Temesvar, el oeste de Valaquia (Oltenia) y Belgrado. |
| Guerra Ruso-Sueca                             | 1741            | 1743           | La Guerra ruso-sueca de 1741-1743 (en ruso, Русско-шведская война (1741—1743)), Guerra rusa de los Sombreros (en sueco, Hattarnas ryska krig) o Guerra de los Sombreros (en finés, Hattujen sota), que resultó en la Ira Menor (en finés, Pikkuviha, en sueco, Lilla ofreden), o la ocupación de Finlandia, fue un conflicto entre el Reino de Suecia y el Imperio ruso, instigado por el Partido de los Sombreros con el objetivo de recuperar los territorios perdidos ante el Imperio ruso por el tratado de Nystad que puso fin a la Gran Guerra del Norte y por la diplomacia francesa, que buscaba ocupar a las fuerzas rusas en otro conflicto que le impidiera apoyar a su aliado la monarquía Habsburgo en la guerra de sucesión austríaca. |
| Guerra de sucesión austriaca                  | 1740            | 1748           | La guerra de Sucesión austriaca (1740-1748) (en alemán, Österreichischer Erbfolgekrieg), también conocida como guerra de la Pragmática o guerra de la Pragmática Sanción fue un conflicto bélico que involucró a la mayoría de las potencias de Europa sobre el tema de la sucesión de la archiduquesa María Teresa en la Monarquía de los Habsburgo. La guerra incluyó eventos periféricos como la guerra del rey Jorge, en la América Británica, la guerra del Asiento o de la Oreja de Jenkins (que comenzó formalmente el 23 de octubre de 1739 en el Caribe), la primera guerra carnática, en la India, la Rebelión jacobita de 1745, en Escocia, y la Primera y Segunda Guerras de Silesia. La causa de la guerra fue la alegada inelegibilidad de María Teresa para suceder a su padre Carlos VI en las diversas coronas que ostentaba, porque la ley sálica impedía la herencia real de una mujer. Esta iba a ser la justificación clave de Francia y del reino de Prusia, junto con el Electorado de Baviera, para desafiar el poder de Habsburgo. María Teresa fue apoyada por el reino de Gran Bretaña, la República Holandesa, el reino de Cerdeña y el Electorado de Sajonia. |
| Guerra de Independencia de los Estados Unidos | 1775            | 1783           | La guerra de Independencia de los Estados Unidos fue un conflicto bélico que enfrentó a las Trece Colonias británicas originales en América del Nortecontra el Reino de Gran Bretaña. Ocurrió entre 1775 y 1783, finalizando con la derrota británica en la batalla de Yorktown y la firma del Tratado de París. Durante la guerra, Francia ayudó a los revolucionarios estadounidenses con tropas terrestres comandadas por Rochambeau y por el marqués de La Fayette y por flotas bajo el comando de marinos como Guichen, de Grasse y d'Estaing. España, por su parte, lo hizo inicialmente y de forma clandestina gracias a Bernardo de Gálvez y de forma abierta a partir de la batalla de Saratoga, mediante las armas y los suministros proporcionados por los navíos del comerciante Diego María de Gardoqui y abriendo un frente en el flanco sur. Las colonias británicas que se independizaron de Gran Bretaña edificaron el primer sistema político liberal y democrático, alumbrando una nueva nación, los Estados Unidos de América, incorporando las nuevas ideas revolucionarias que propugnaban la igualdad y la libertad. Esta sociedad colonial se formó a partir de oleadas de colonos inmigrados y no existían en ella los rasgos característicos del rígido sistema estamental europeo. En las colonias del sur (Virginia, Carolina del Norte, Carolina del Sur y Georgia) se había organizado un sistema esclavista (con unos 500 000 esclavos negros) que explotaban plantaciones de tabaco, algodón y azúcar. De este modo, la población estaba compuesta por grandes y pequeños propietarios y esclavos. Los antecedentes a la guerra de la Independencia de los Estados Unidos se remontan a la confrontación franco-británica en Norteamérica y a las consecuencias de la guerra de los Siete Años. La guerra de los Siete Años terminó en 1763. El 10 de febrero, el Tratado de París ponía fin al imperio colonial francés en América del Norte y consolidaba a Inglaterra como la potencia hegemónica. En oposición solo tenía a España, que controlaba Nueva Orleans, la ciudad más importante, con unos 10 000 habitantes. Respecto a Francia, la pérdida territorial no fue sentida como algo catastrófico. Se conservaban los derechos pesqueros en Terranova y la población católica francófona recibiría un trato de respeto. Por otro lado, en el Caribe las pérdidas podían ser compensadas, pues la colonia principal francesa del Caribe, Saint-Domingue (La Española) con capital en Puerto Príncipe, producía la mitad del azúcar consumido en todo el mundo, y su comercio con África y las Antillas estaba en pleno apogeo. Respecto a los colonos estadounidenses, la guerra modificó radicalmente el panorama anterior. Los francófonos católicos de Quebec, tradicionales enemigos de los colonos estadounidenses de las Trece colonias, recibieron un trato respetuoso por parte de las autoridades británicas. Trato que se confirmó en 1774 cuando se dotó a Canadá de un estatuto particular dentro de las colonias estadounidenses, llevándose sus fronteras hasta la confluencia del Ohio y el Misisipi. Asimismo su población conserva un derecho civil propio y la Iglesia católica es reconocida. Todos estos movimientos fueron mal aceptados por la población de las Trece colonias. La causa inmediata de este conflicto fue el injusto trato que Gran Bretaña infligía a los colonos, pues estos aportaban riquezas e impuestos a la metrópoli pero no tenían los medios para decidir sobre dichos impuestos, por lo que se sentían marginados y no representados. |

|  |  |

#### Revolución francesa
| Nombre              | Fecha de Inicio | Fecha de Fin | Descripción |
| ------------------- | --------------- | ------------ | --- |
| Revolución francesa | 1789            | 1799         | La Revolución francesa fue un conflicto social y político, con diversos periodos de violencia, que convulsionó Francia y, por extensión de sus implicaciones, a otras naciones de Europa que enfrentaban a partidarios y opositores del sistema conocido como el Antiguo Régimen. Se inició con la autoproclamación del Tercer Estado como Asamblea Nacional en 1789 y finalizó con el golpe de Estado de Napoleón Bonaparte en 1799. Si bien, después de que la Primera República cayera tras el golpe de Estado de Napoleón Bonaparte, la organización política de Francia durante el siglo XIX osciló entre república, imperio y monarquía constitucional, lo cierto es que la revolución marcó el final definitivo del feudalismo y del absolutismo en ese país, y dio a luz a un nuevo régimen donde la burguesía, apoyada en ocasiones por las masas populares, se convirtió en la fuerza política dominante en el país. La revolución socavó las bases del sistema monárquico como tal, más allá de sus estertores, en la medida en que lo derrocó con un discurso e iniciativas capaces de volverlo ilegítimo. Según la historiografía clásica, la Revolución francesa marca el inicio de la Edad Contemporánea al sentar las bases de la democracia moderna, lo que la sitúa en el corazón del siglo XIX. Abrió nuevos horizontes políticos basados en el principio de la soberanía popular, que será el motor de las revoluciones de 1830, de 1848 y de 1871. |
| El Terror           | 1793            | 1794         | El Terror (francés: la Terreur) aunque no fue un conflicto bélico como tal, fue un período de cambios centrados en el auge de la Revolución francesa, que duró de septiembre de 1793 a la primavera de 1794, y que ha generado numerosos debates. Según algunos historiadores, "el Terror" estaba «caracterizado por la brutal represión por parte de los revolucionarios mediante el recurso al terrorismo de Estado». Este período transcurrió bajo la égida del Comité de Salvación Pública, órgano ejecutivo creado en abril de 1793 para apoyar y reforzar la acción del Comité de Seguridad General que existía desde 1792. |
| Guerra de la Vendée | 1793            | 1796         | Guerra de la Vendée es la denominación historiográfica de una rebelión que llegó a convertirse en una verdadera guerra civil que enfrentó a los partidarios de la Revolución francesa y a los contrarrevolucionarios. Se desarrolló en la región francesa de Vendée. Al igual que había sucedido por toda Francia, Vandea tuvo rebeliones campesinas (jacqueries) entre 1789 y 1792. Sin embargo, fue en el momento de la leva masiva (levée en masse) de 1793, cuando la rebelión vandeana se desencadenó, y acabó adoptando la forma de un movimiento popular contrarrevolucionario. |

|  |  |

### Principales líderes políticos del mundo

Luis XIV
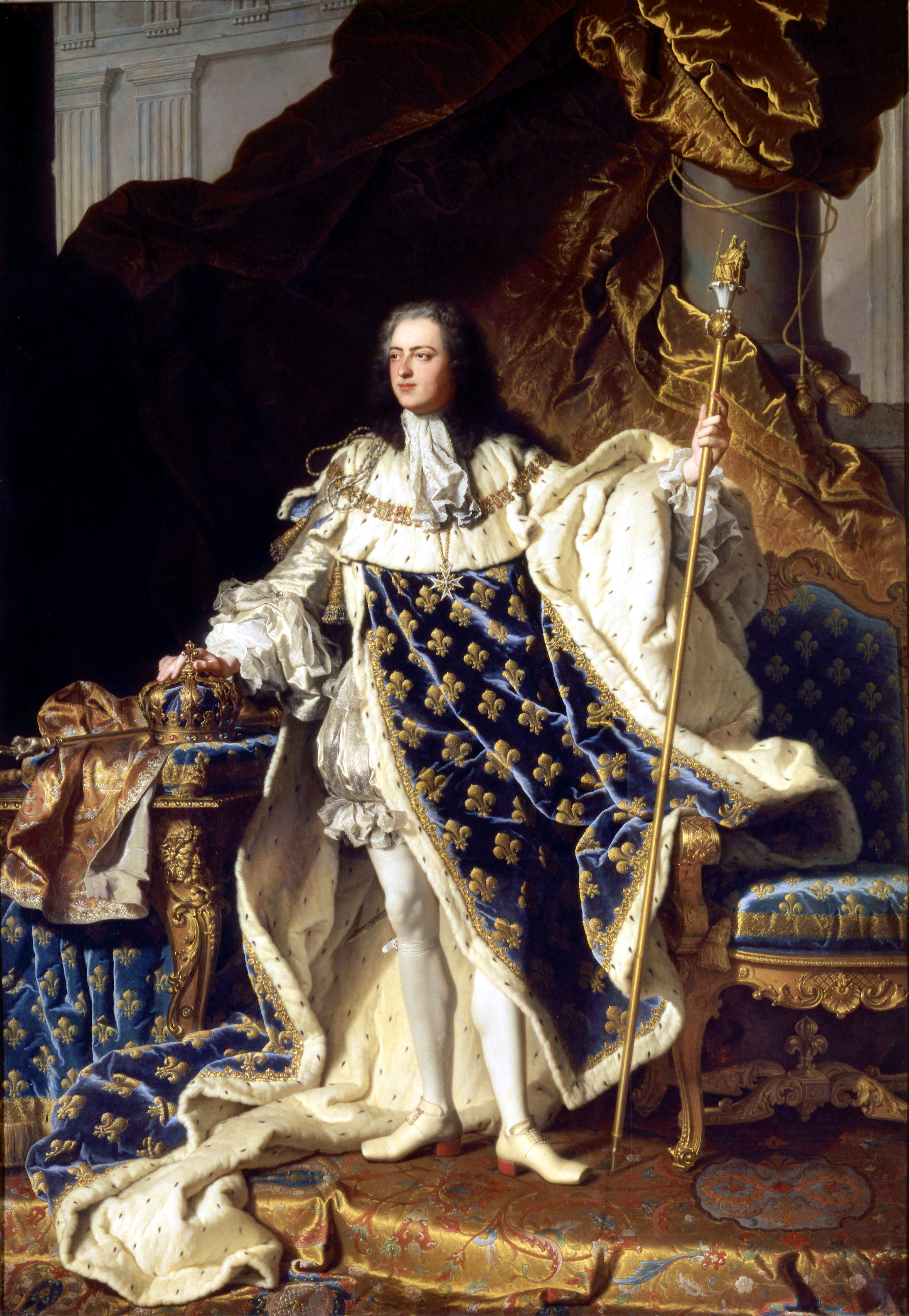
Luis XV
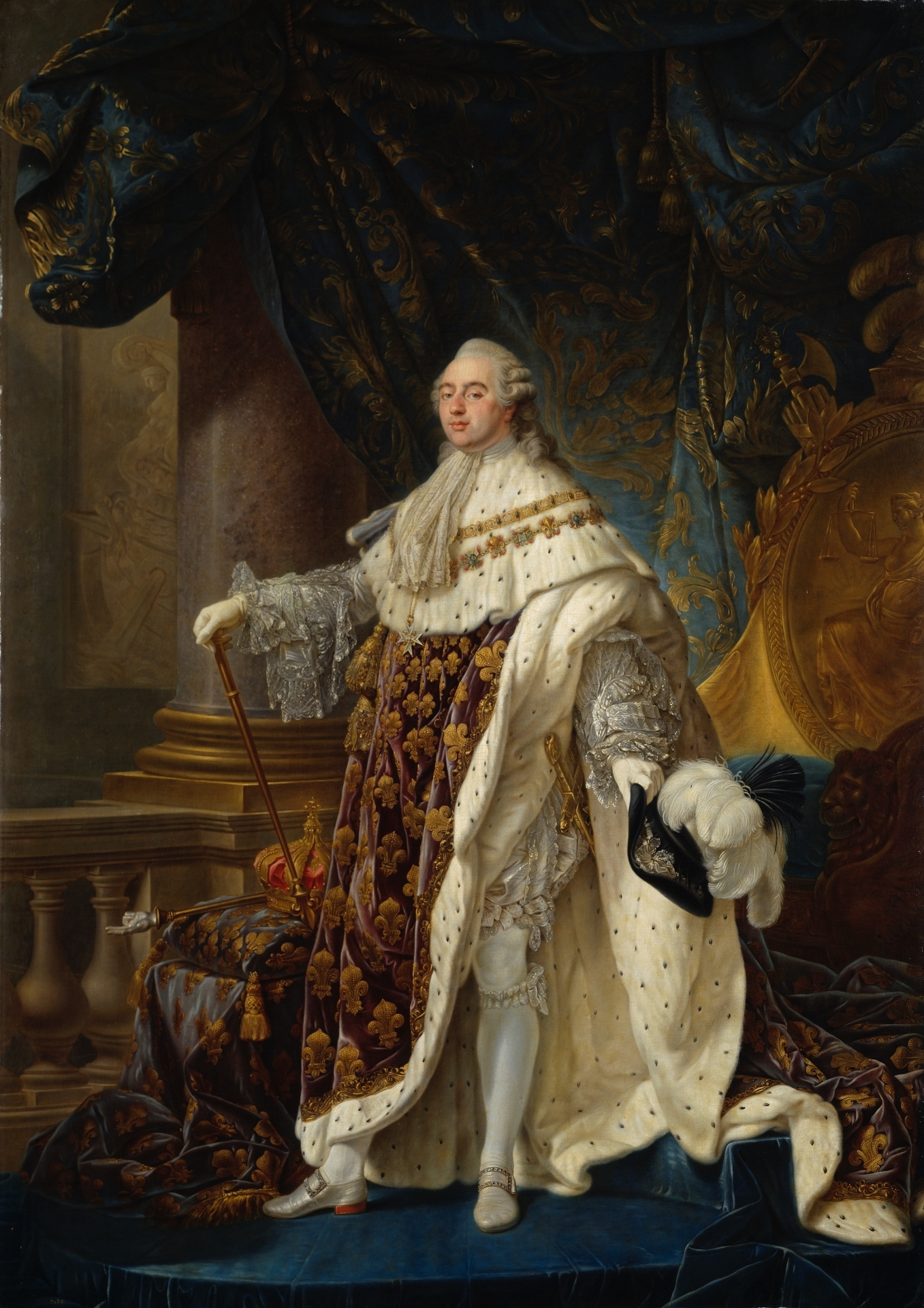
Luis XVI
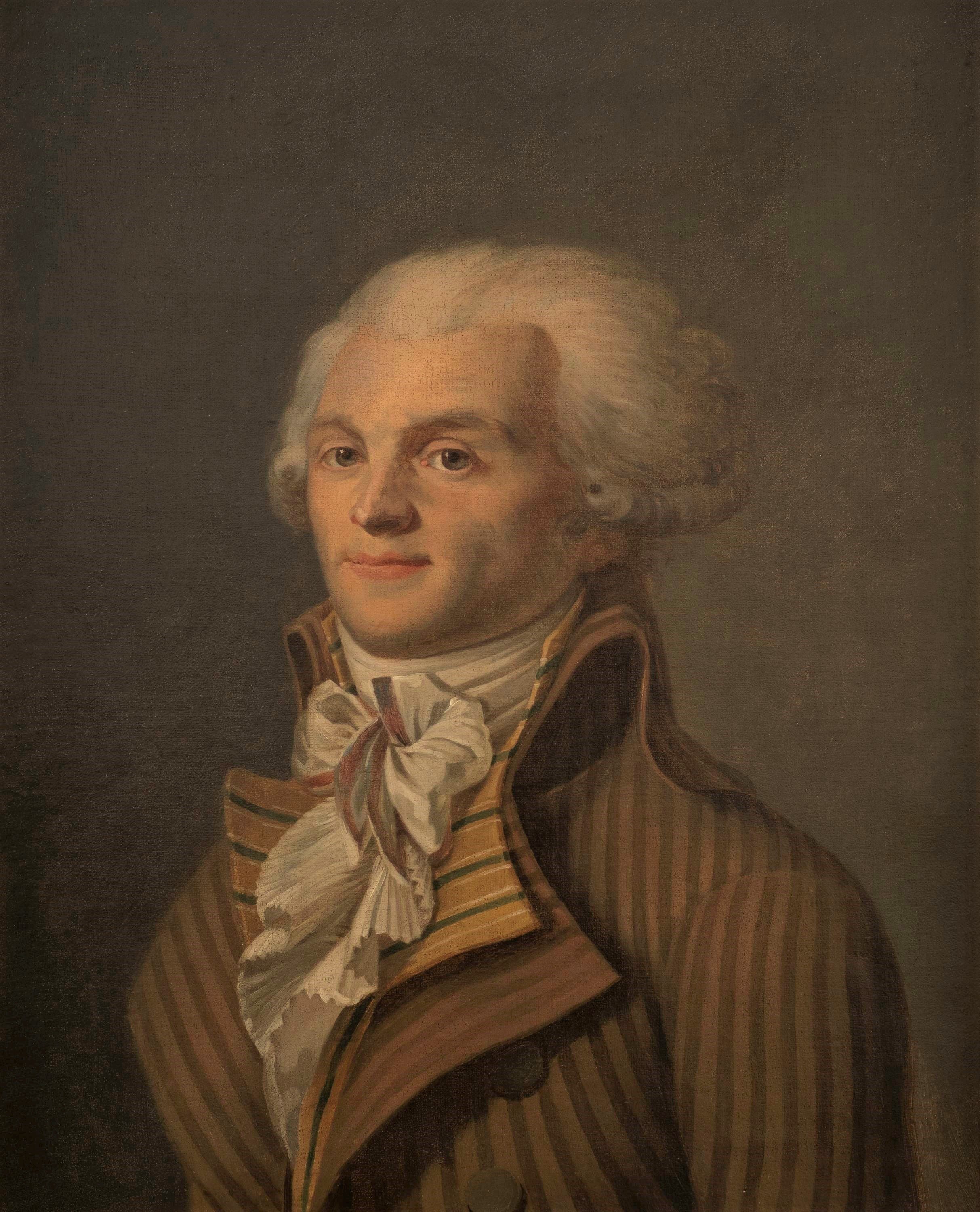
Robespierre
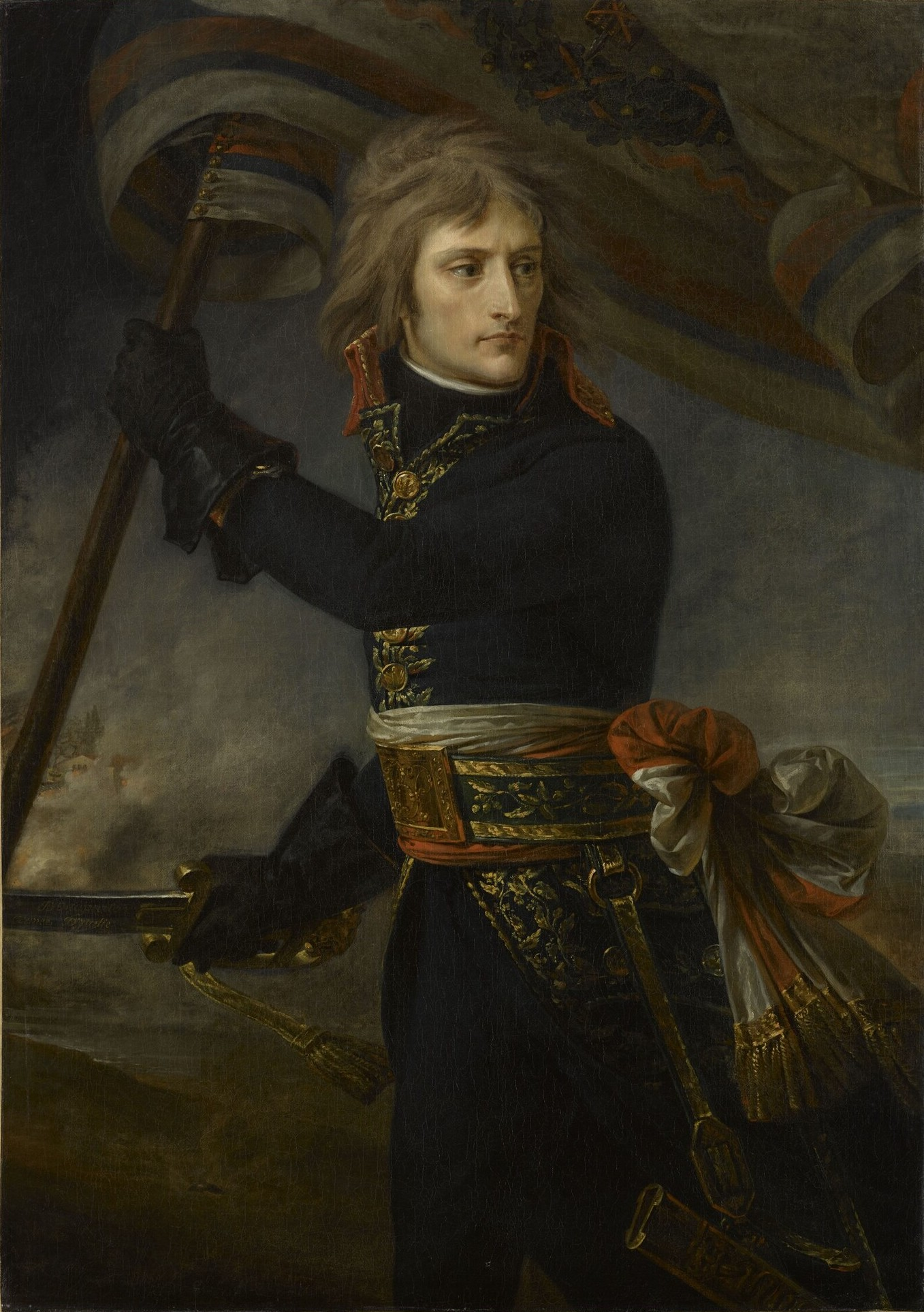
Napoleón Bonaparte
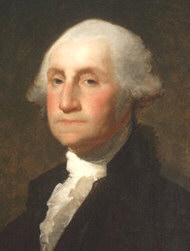
George Washington
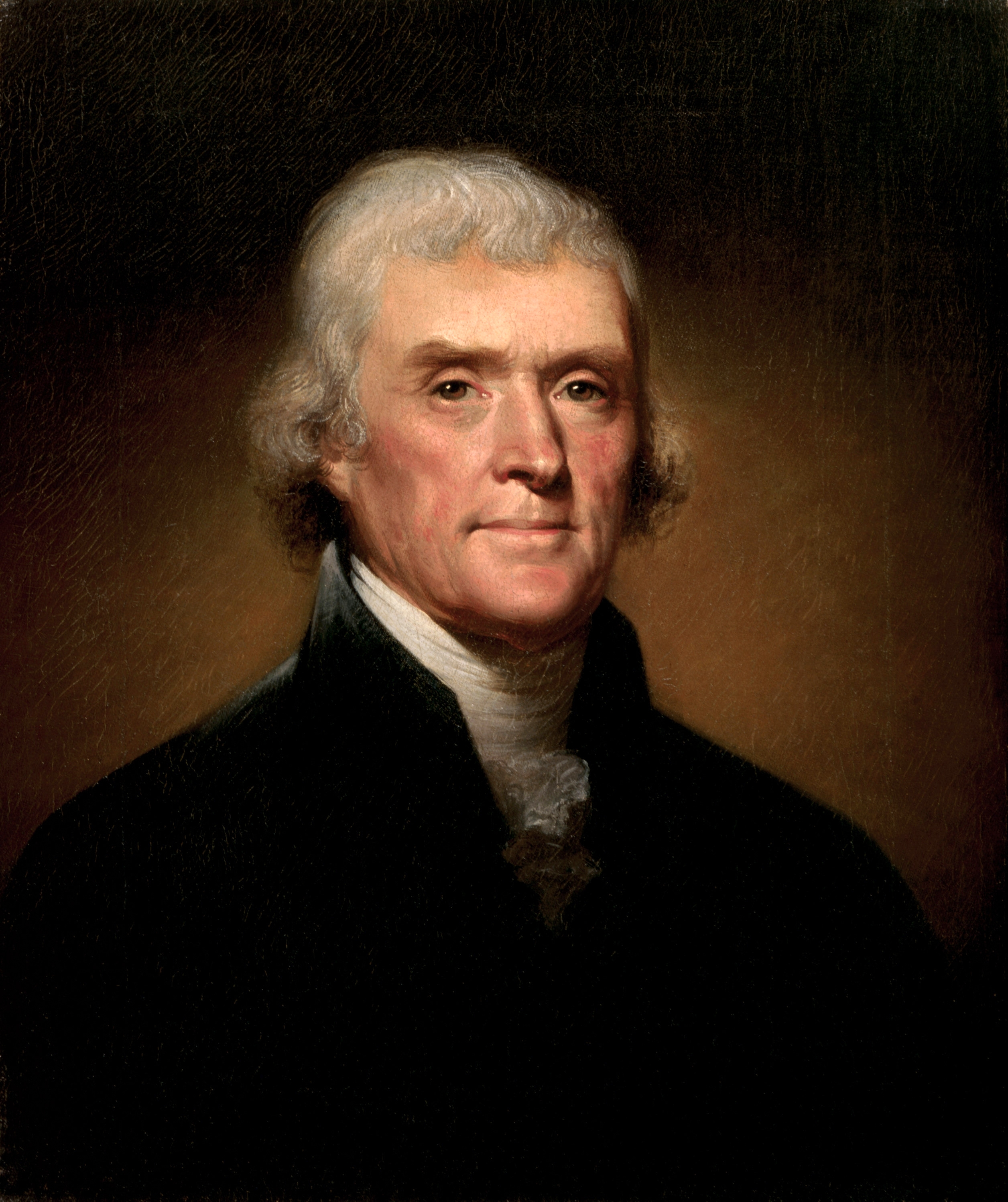
Thomas Jefferson
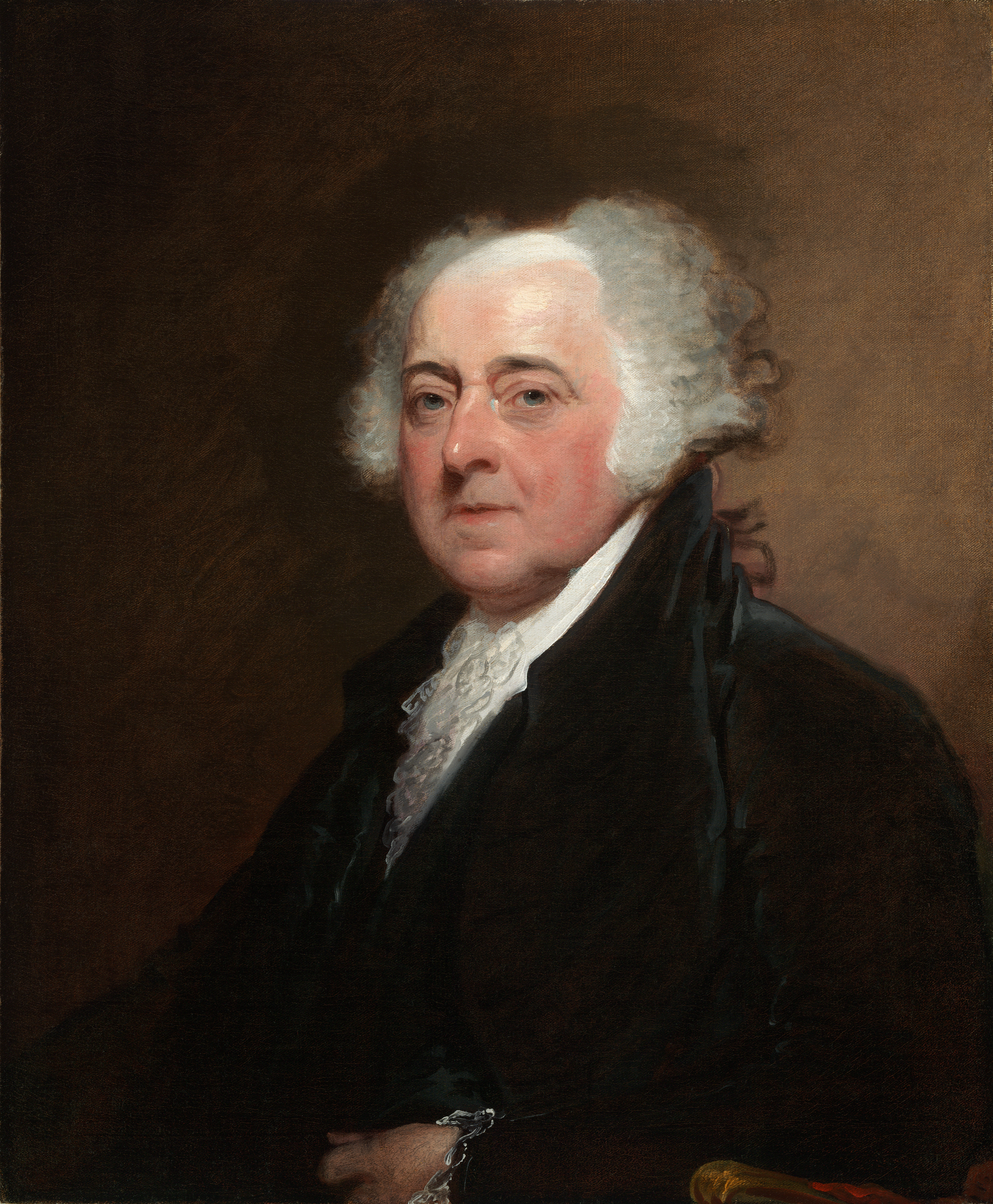
John Adams
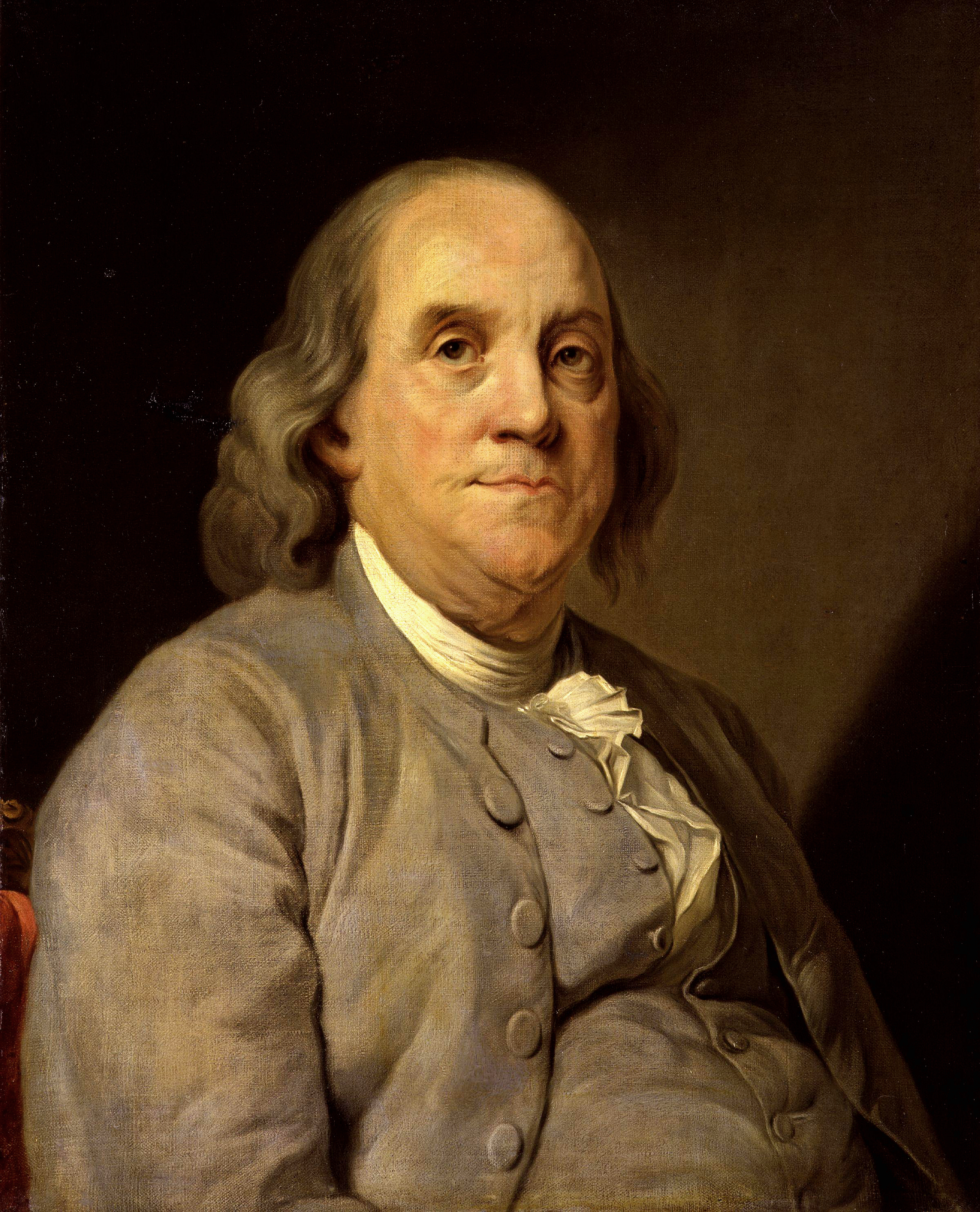
Benjamin Franklin
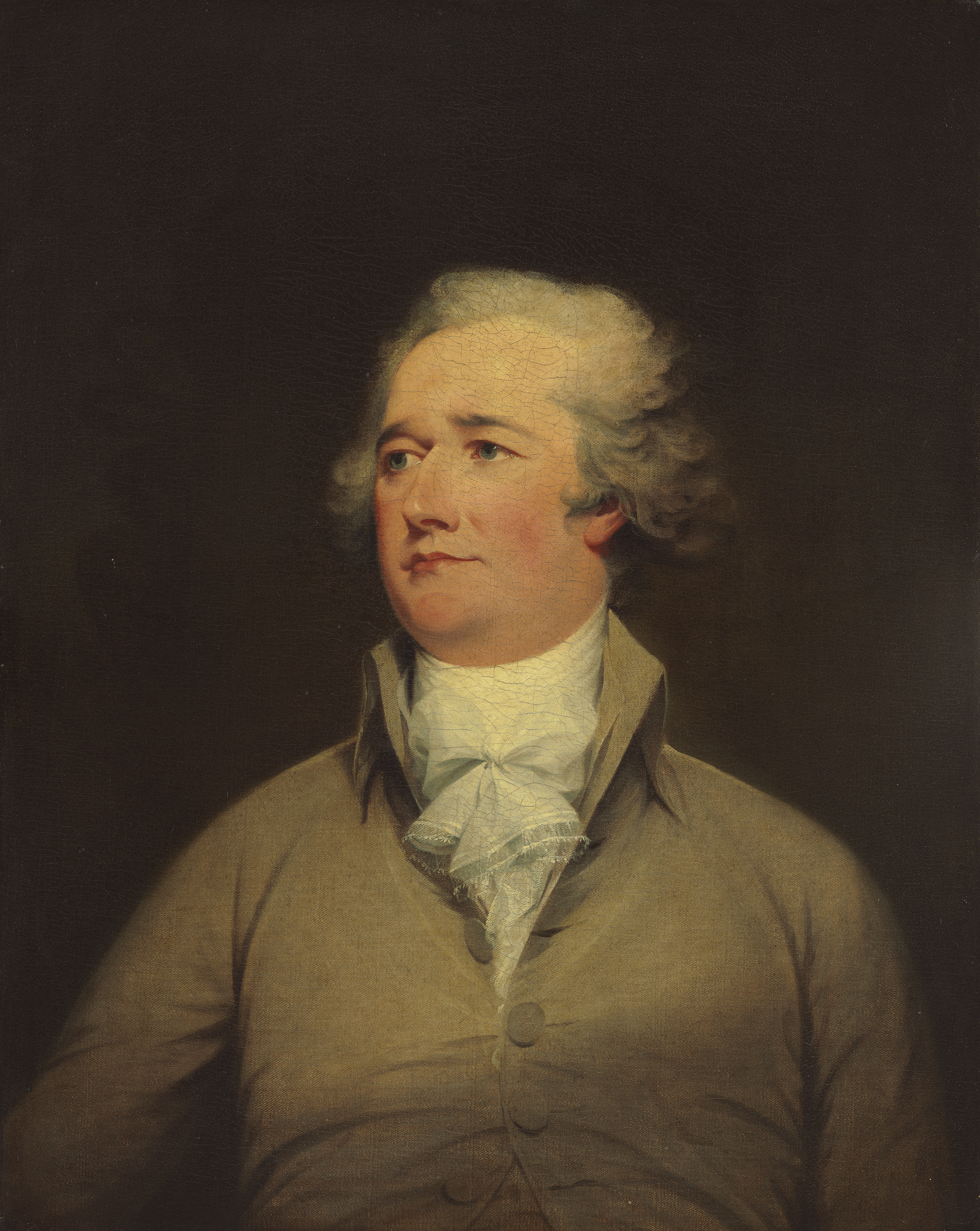
Alexander Hamilton
Carlos XII de Suecia
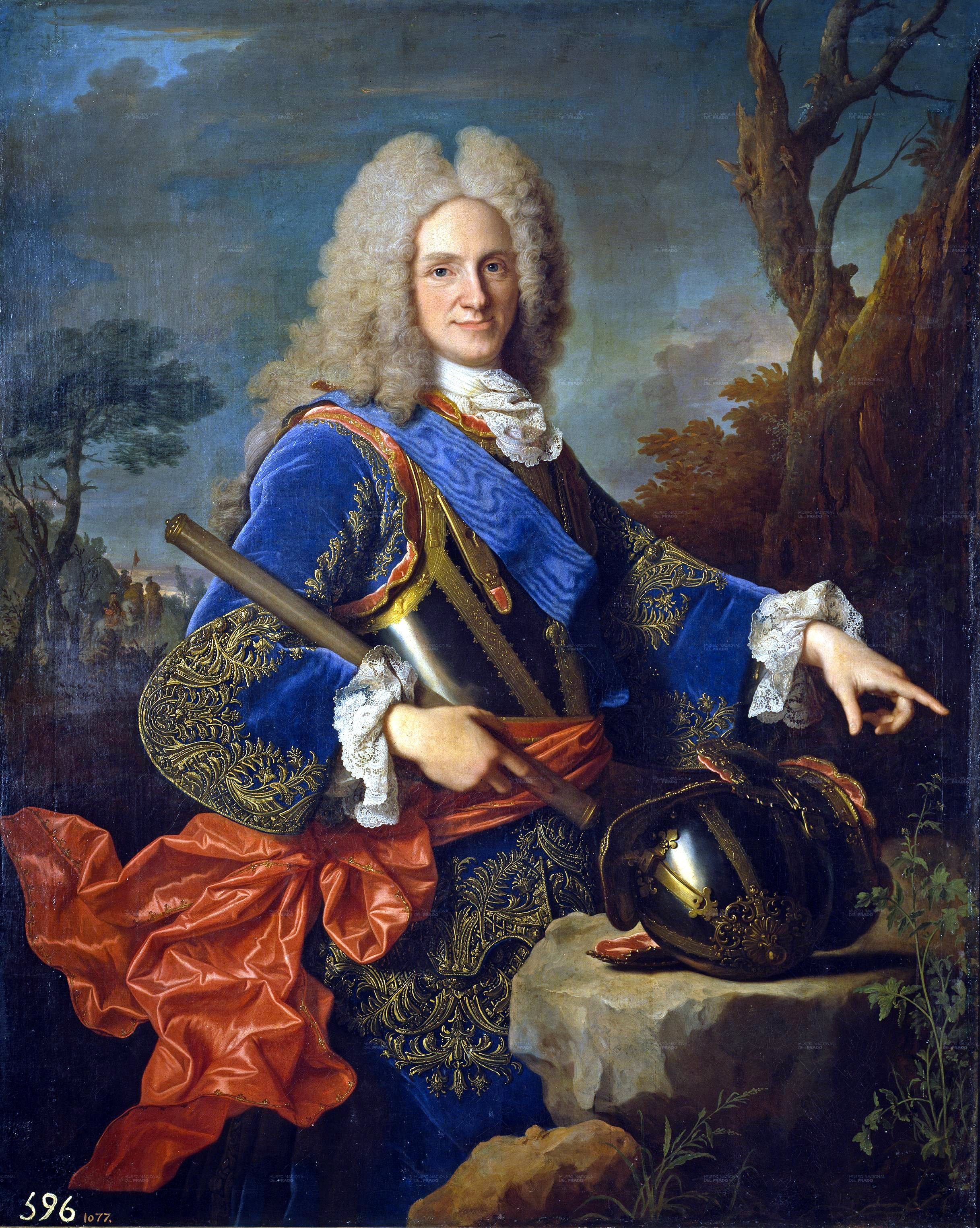
Felipe V
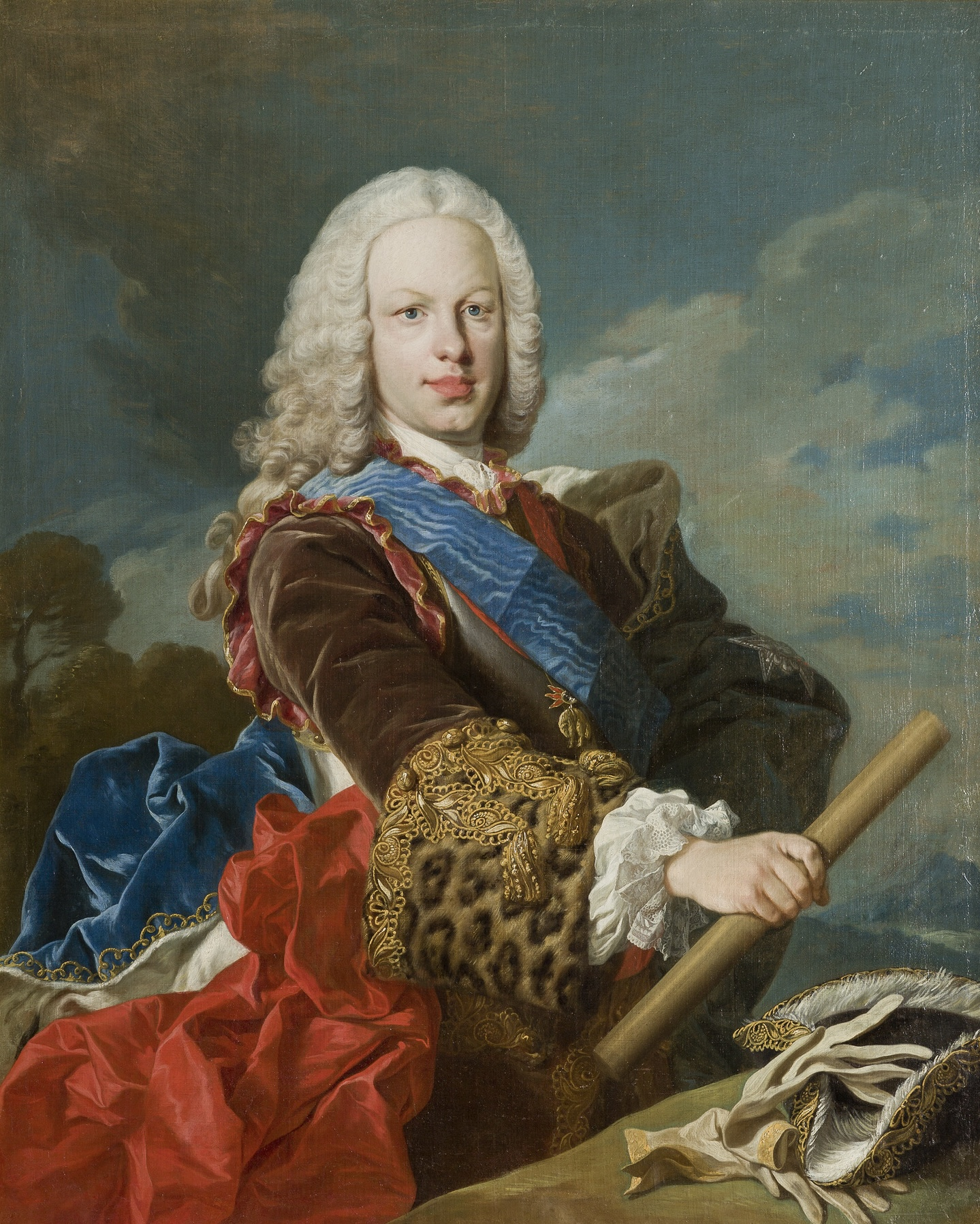
Fernando VI
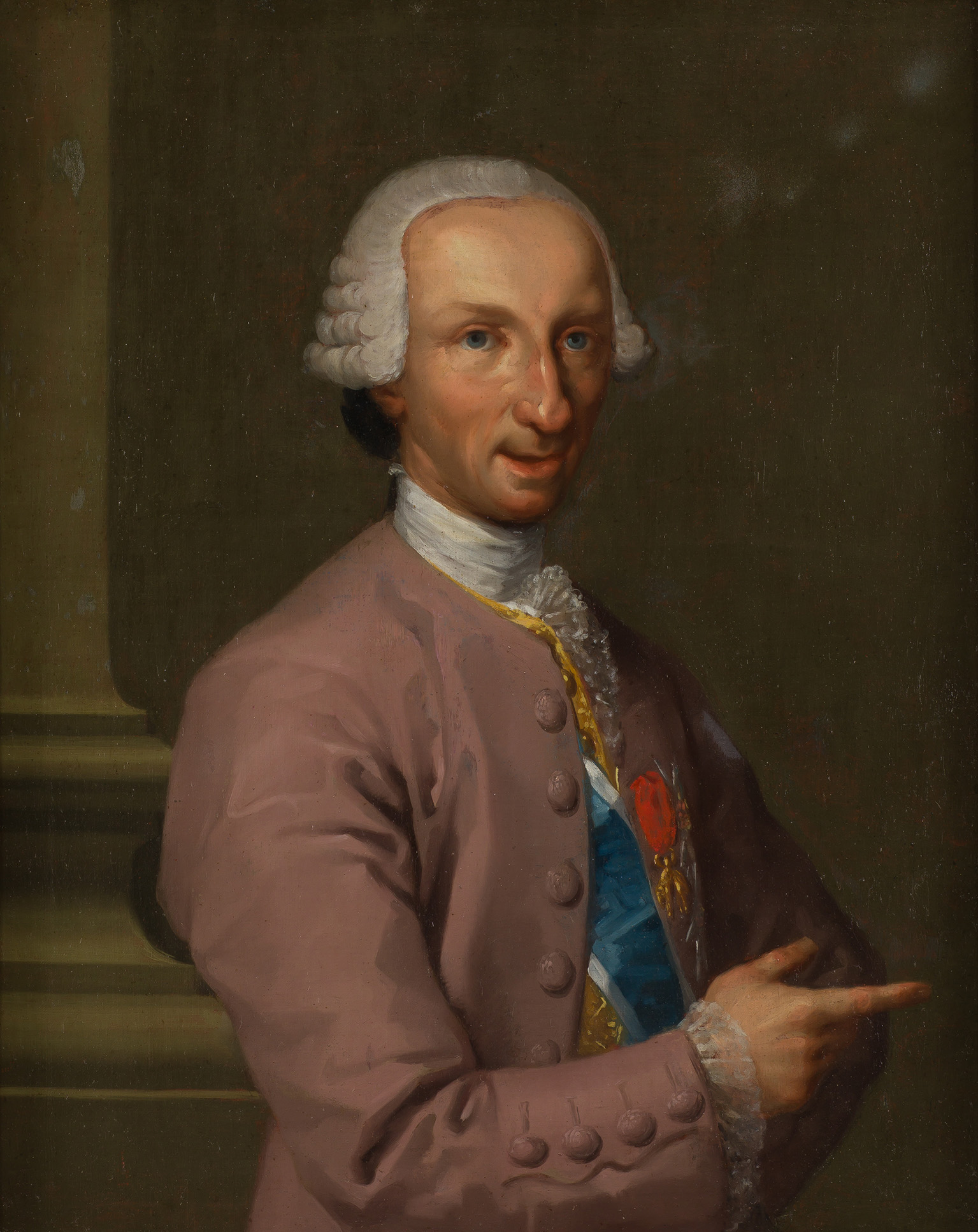
Carlos III
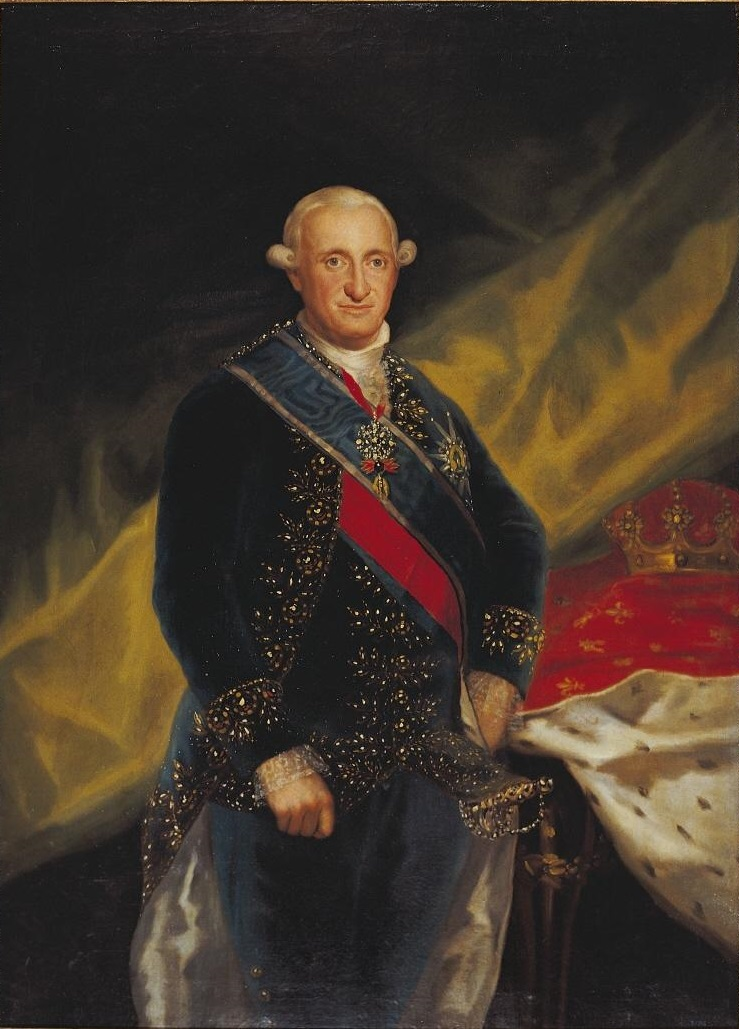
Carlos IV
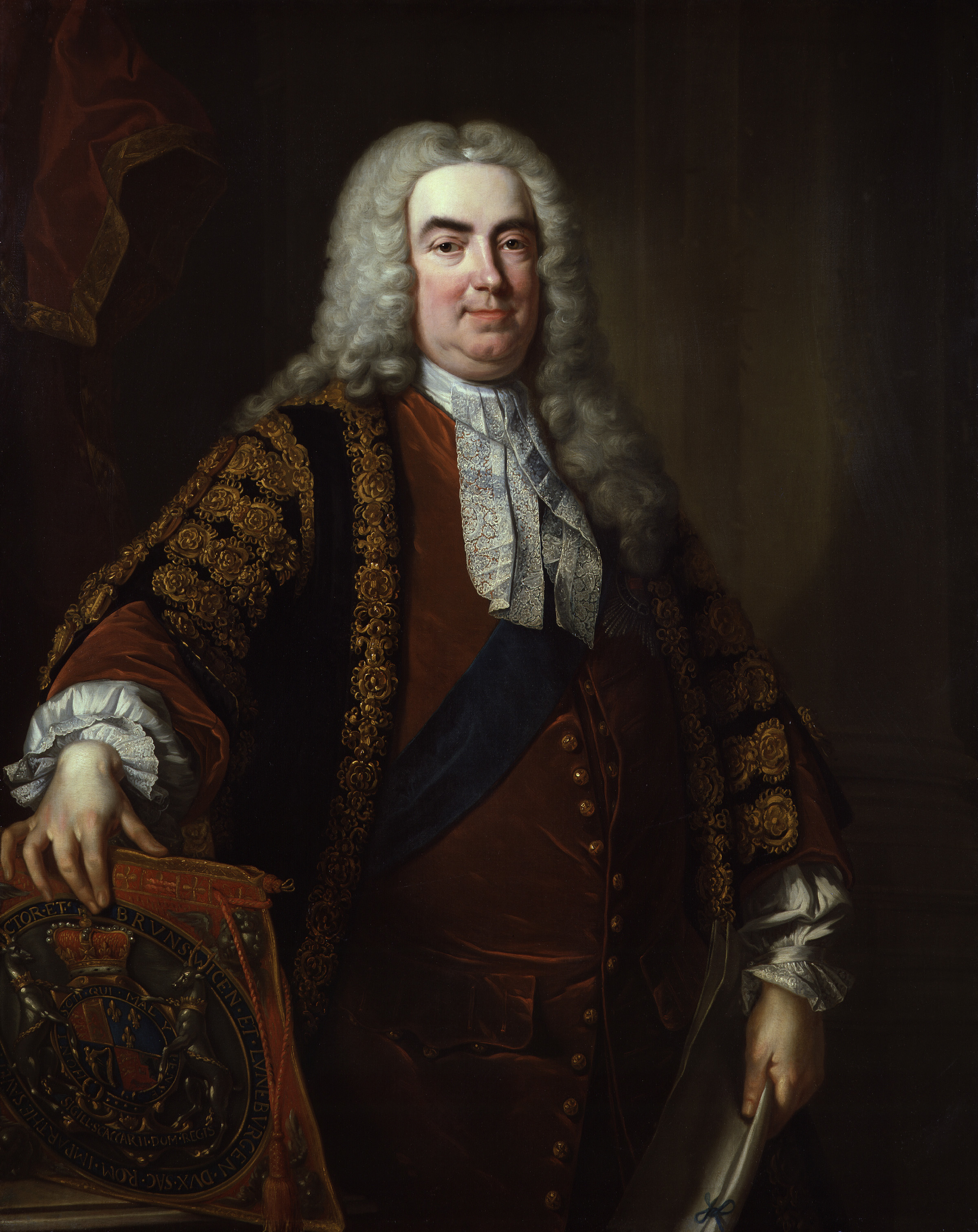
Robert Walpole
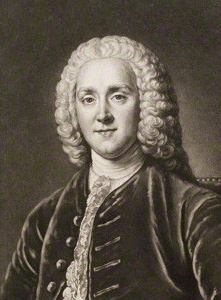
George Grenville
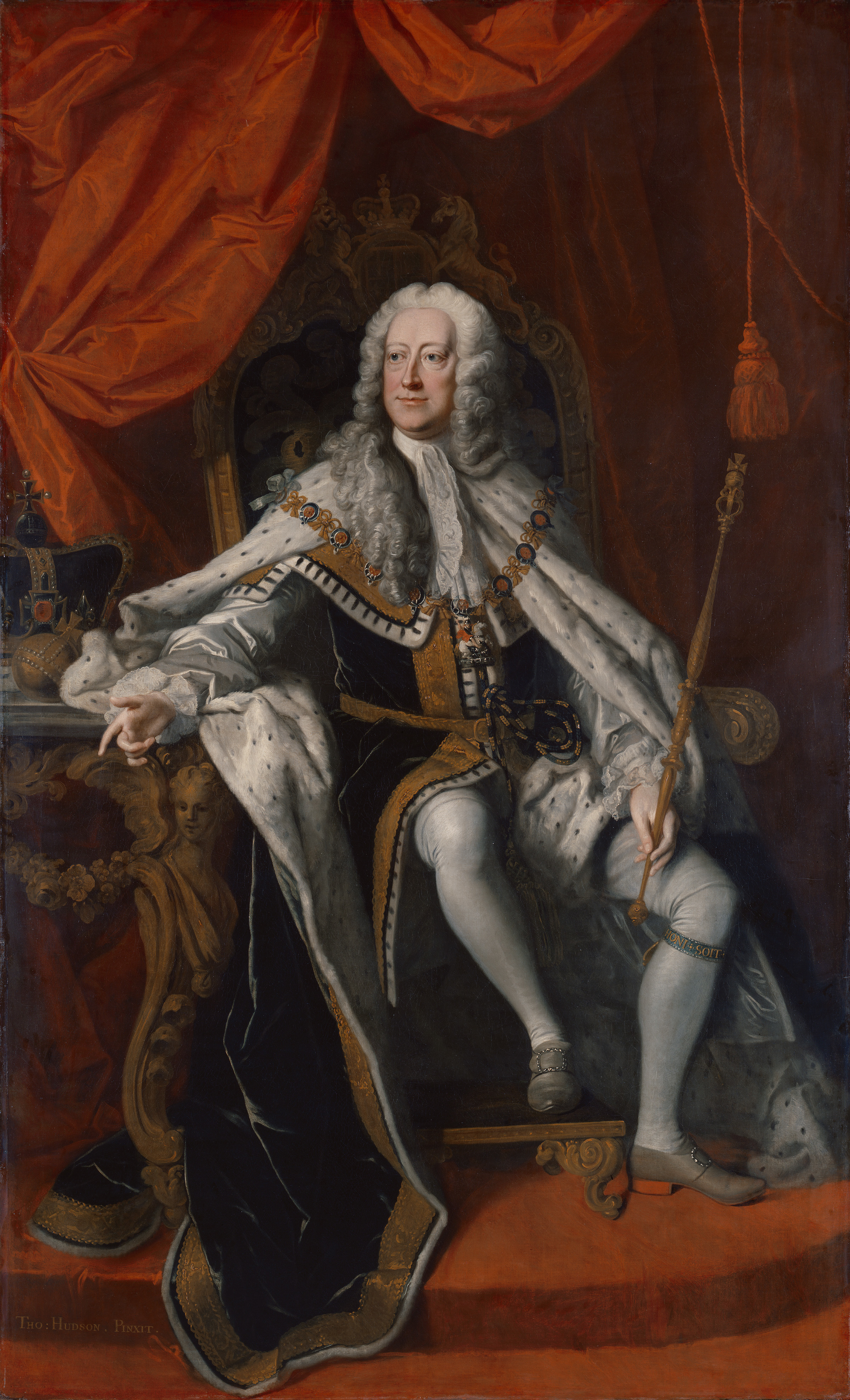
Jorge II
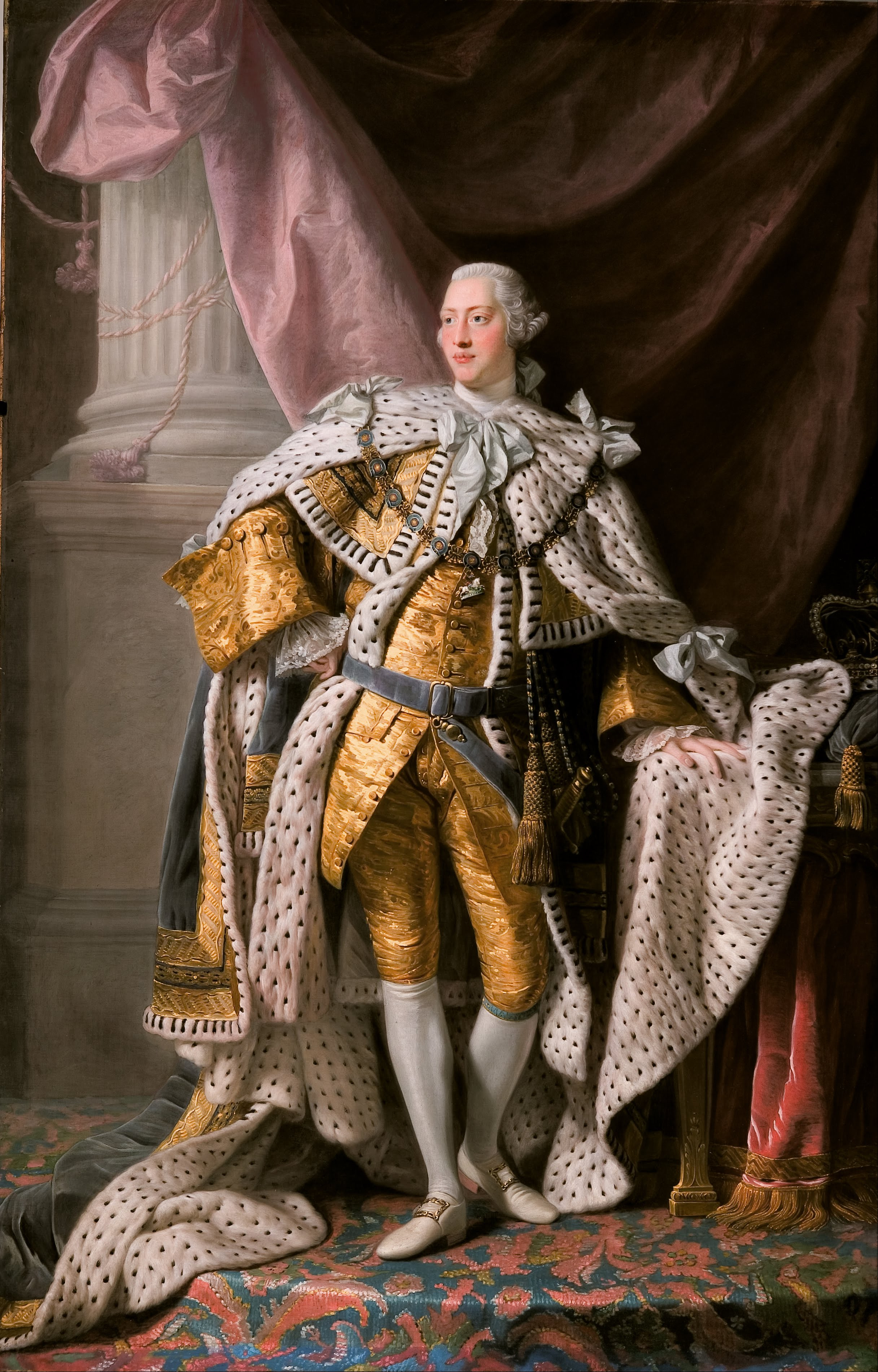
Jorge III
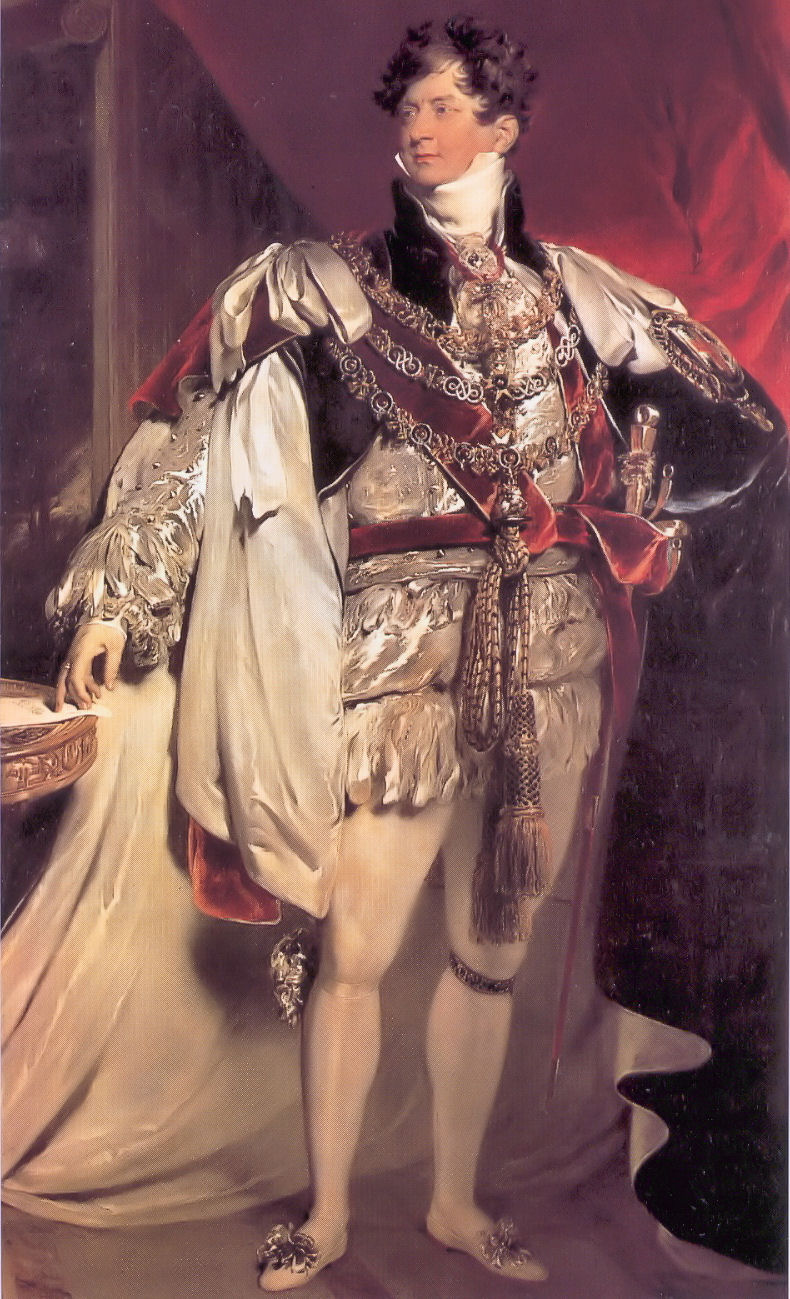
Jorge IV
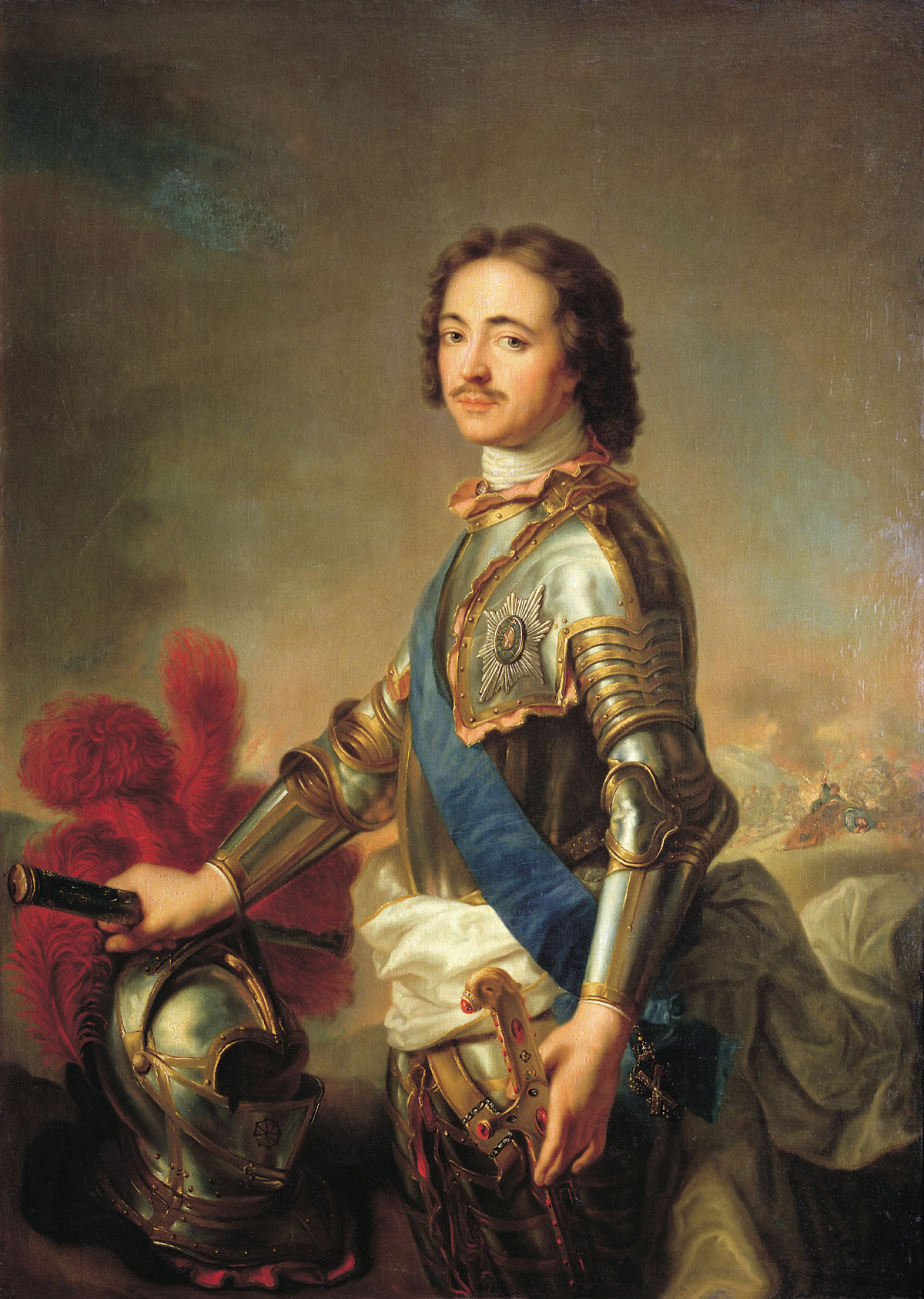
Pedro I
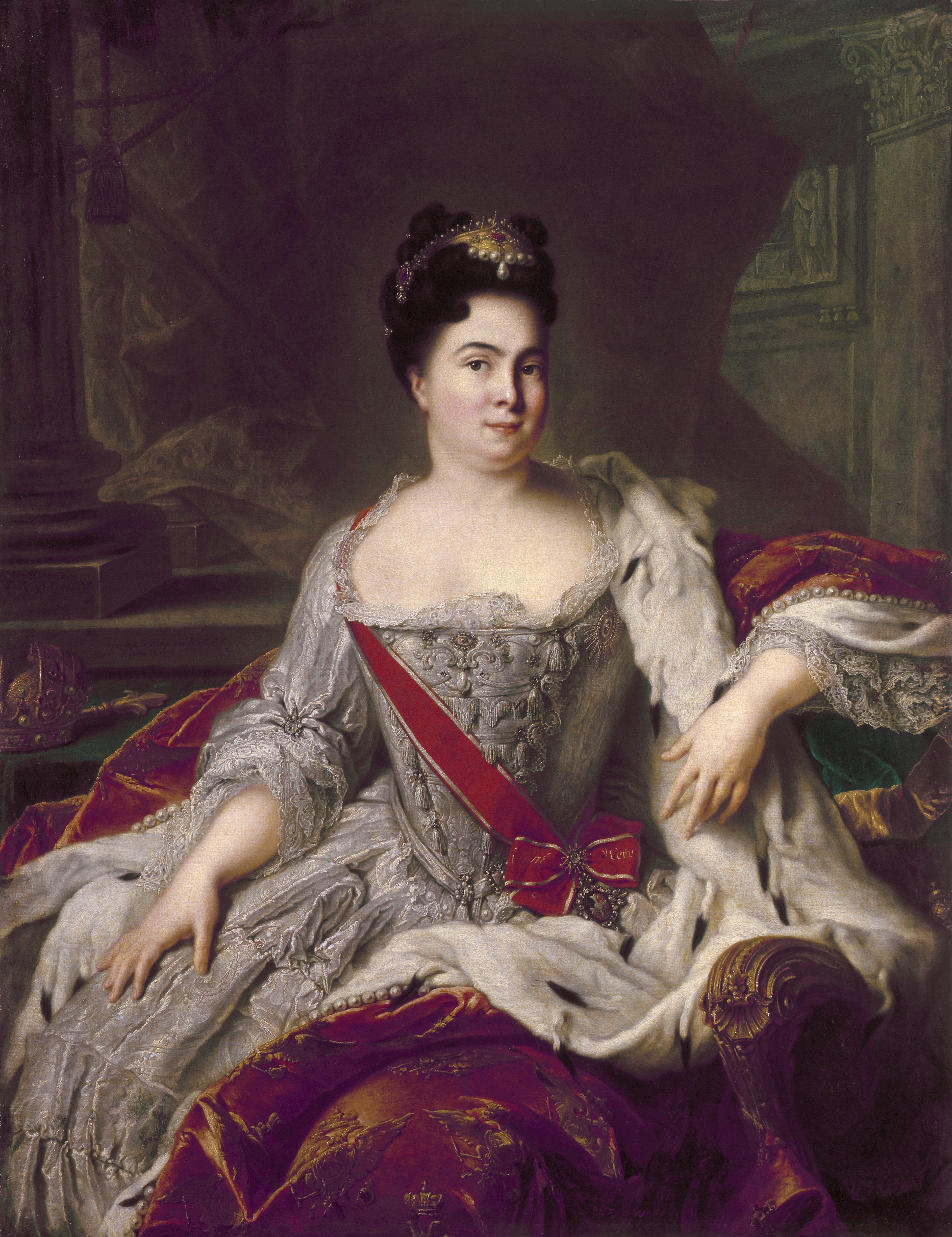
Catalina I
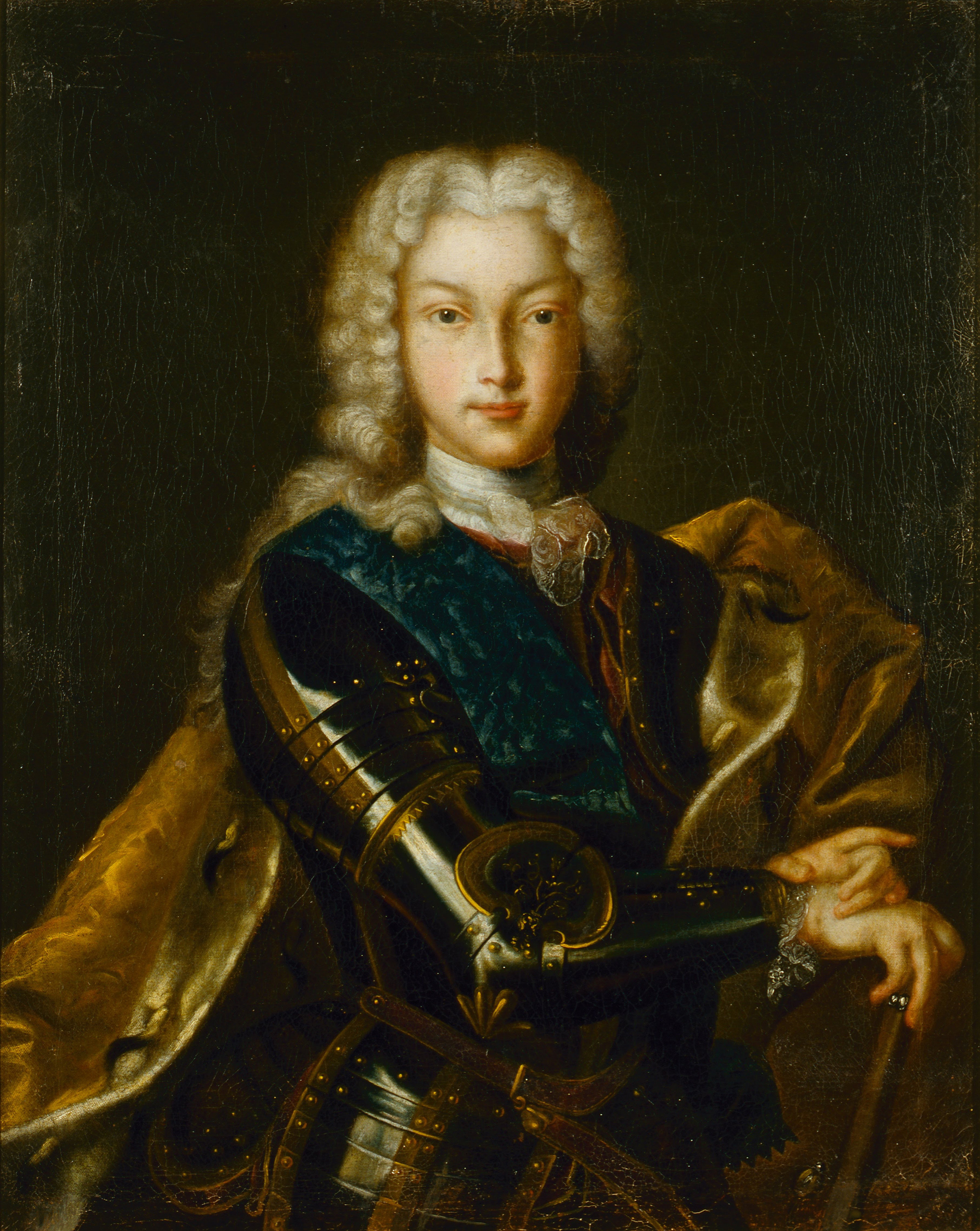
Pedro II
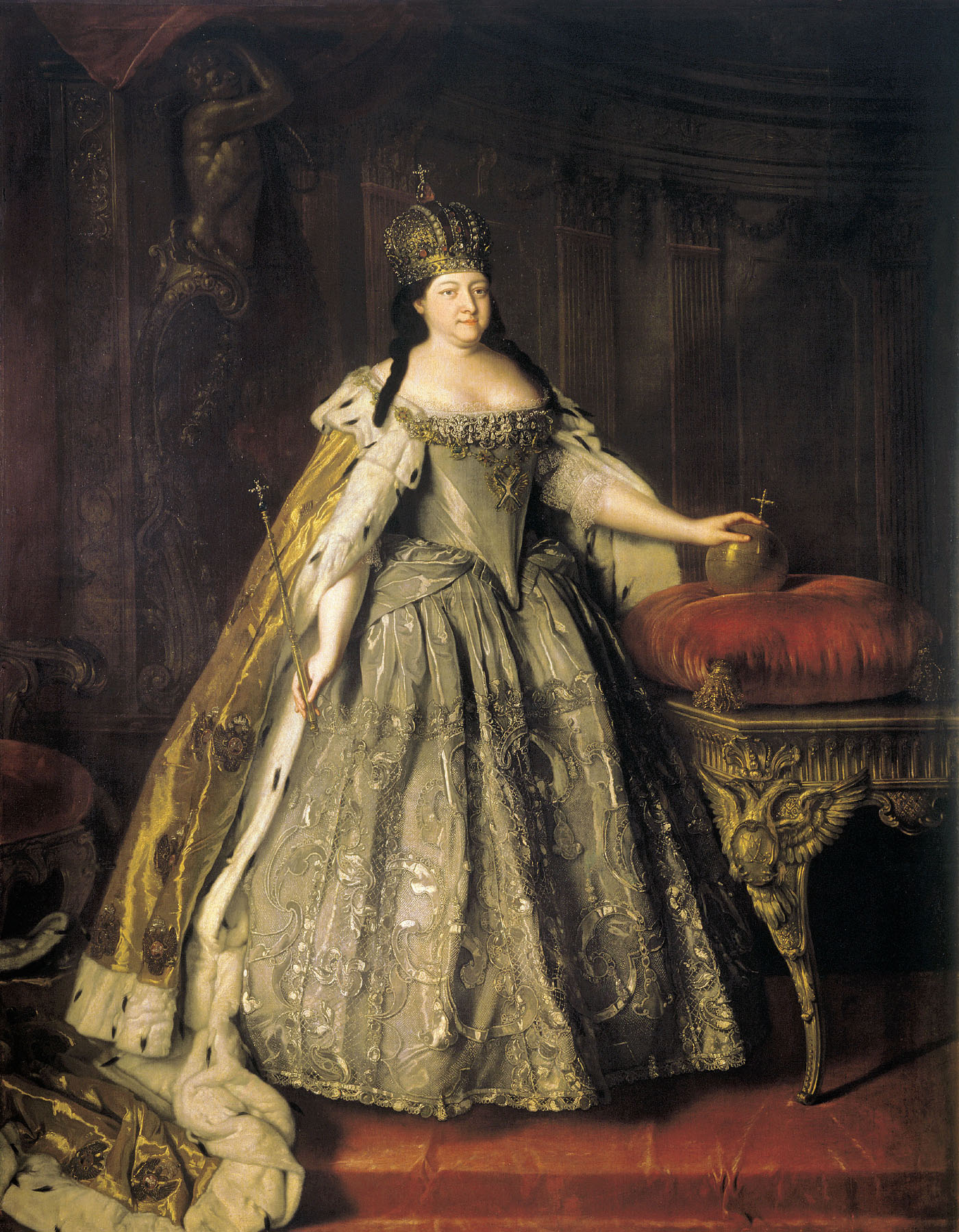
Ana
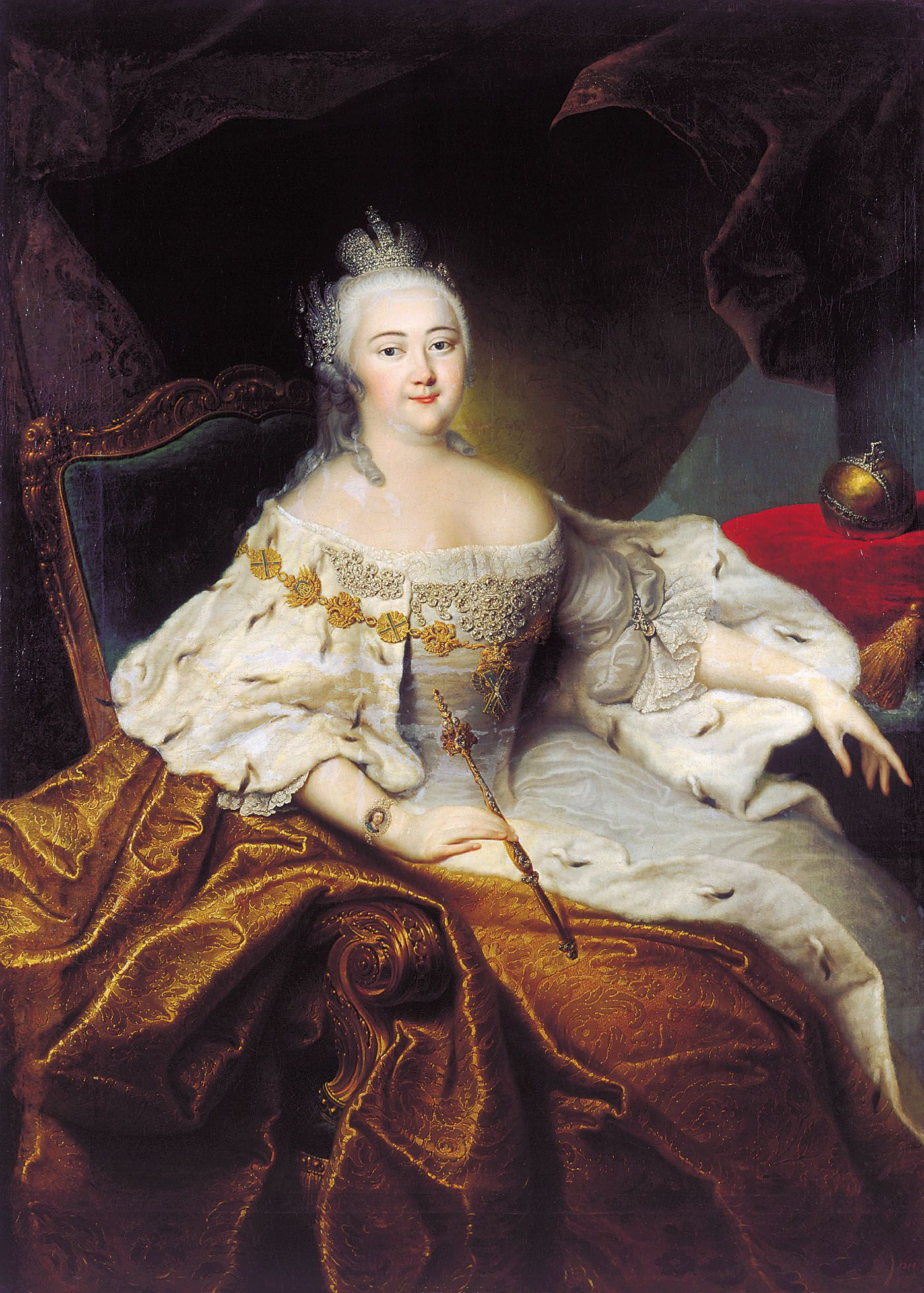
Isabel I
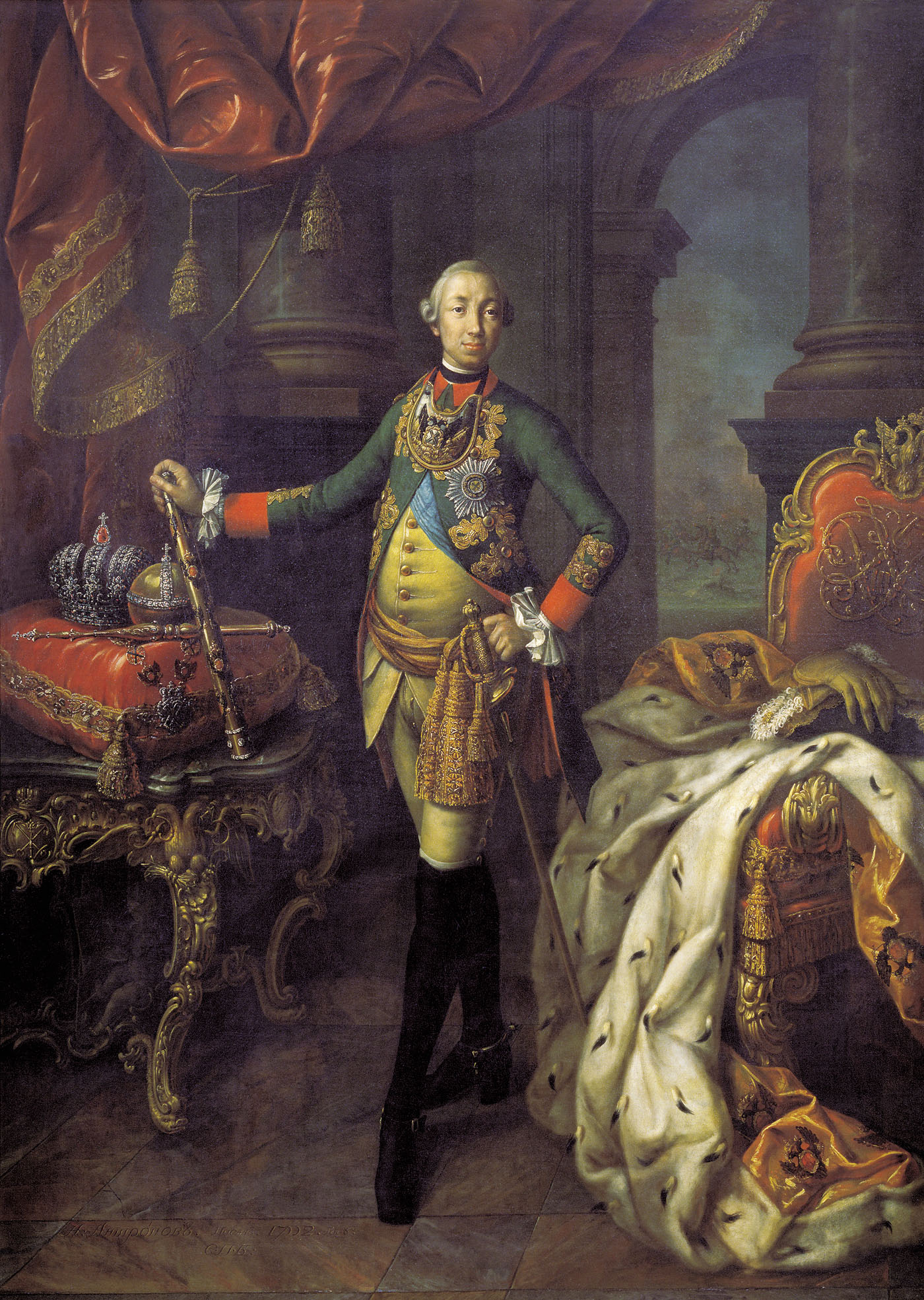
Pedro III
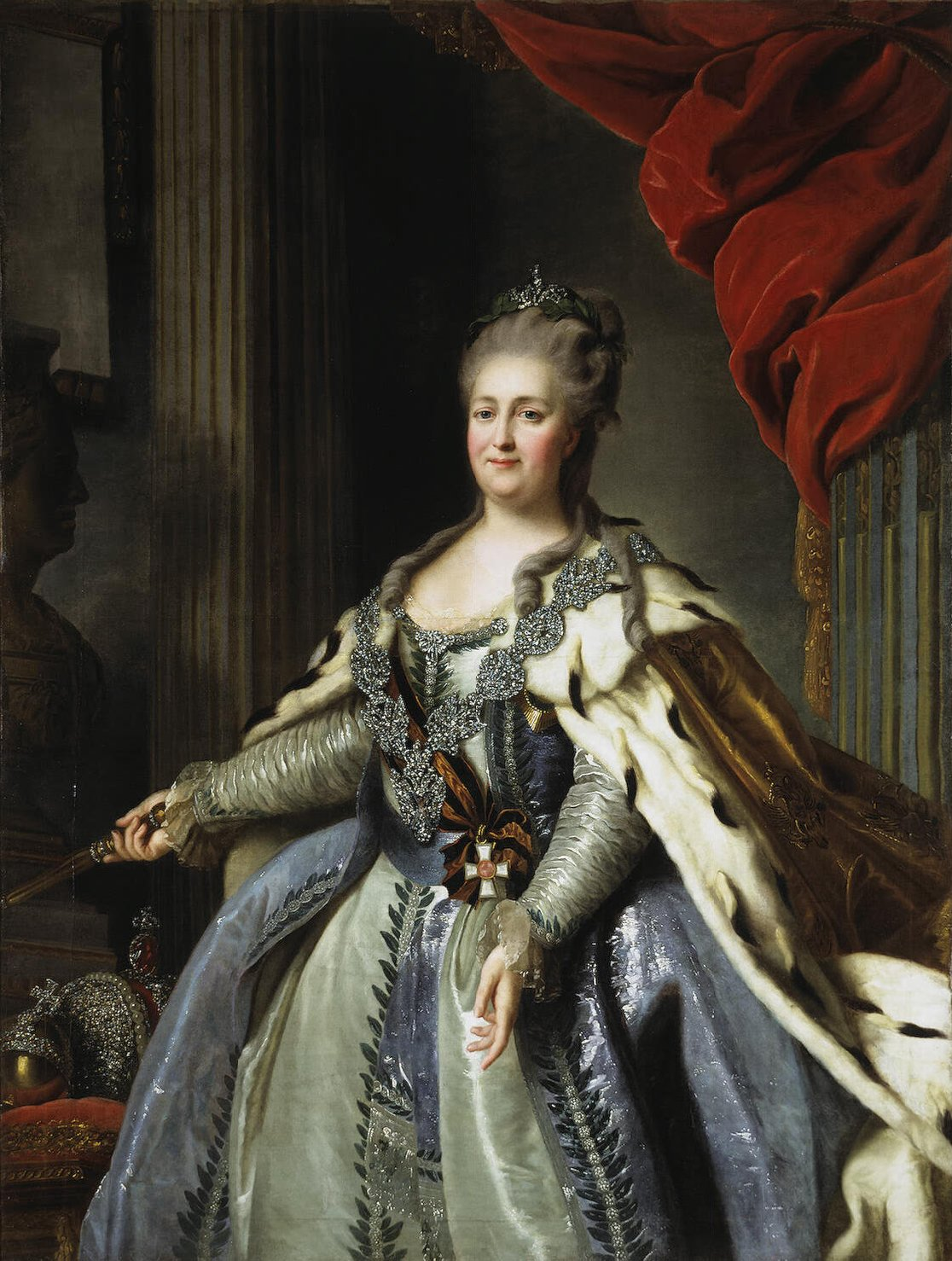
Catalina II
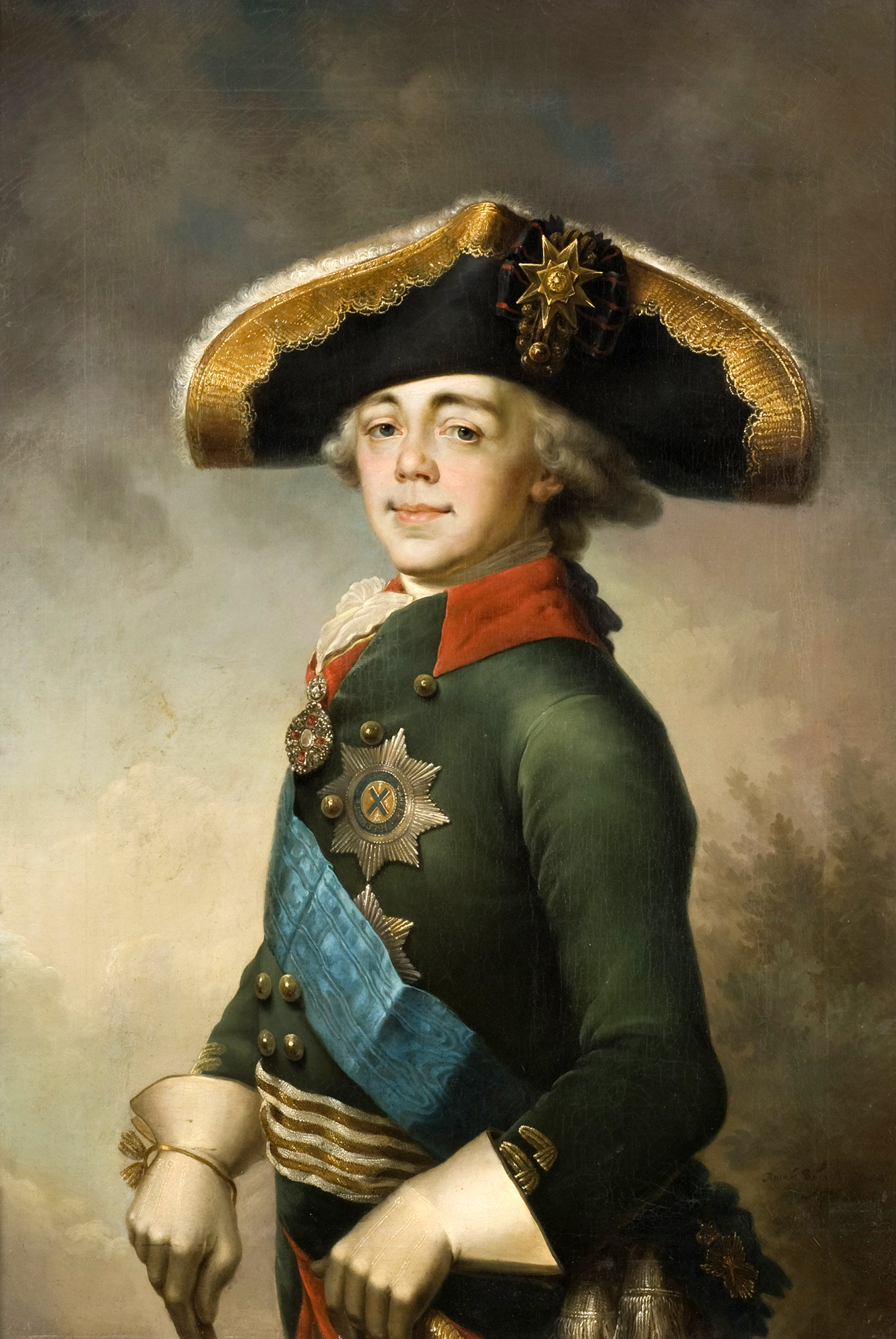
Pablo I
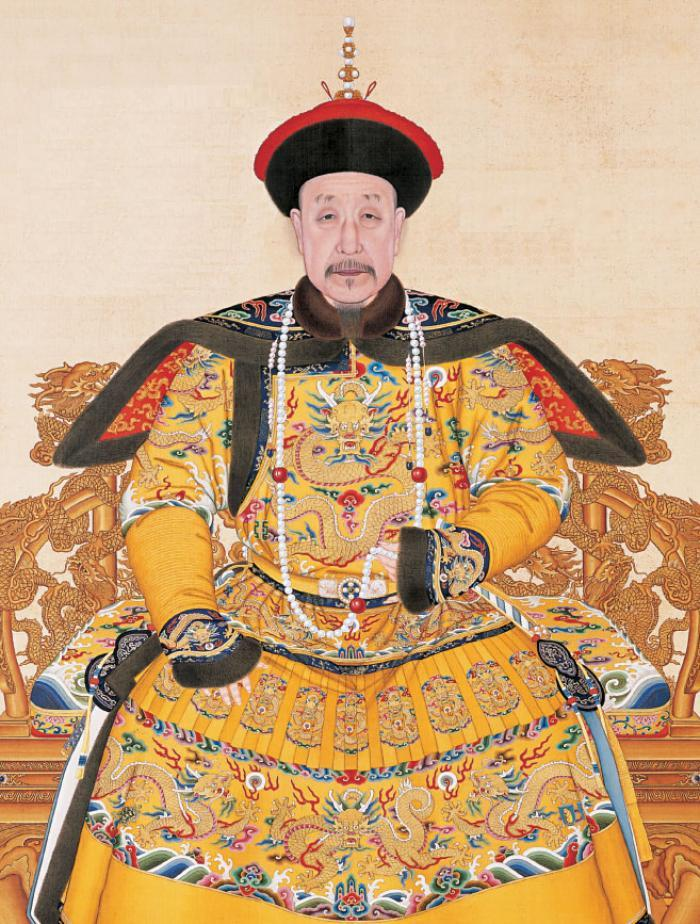
Emperador Quianlong
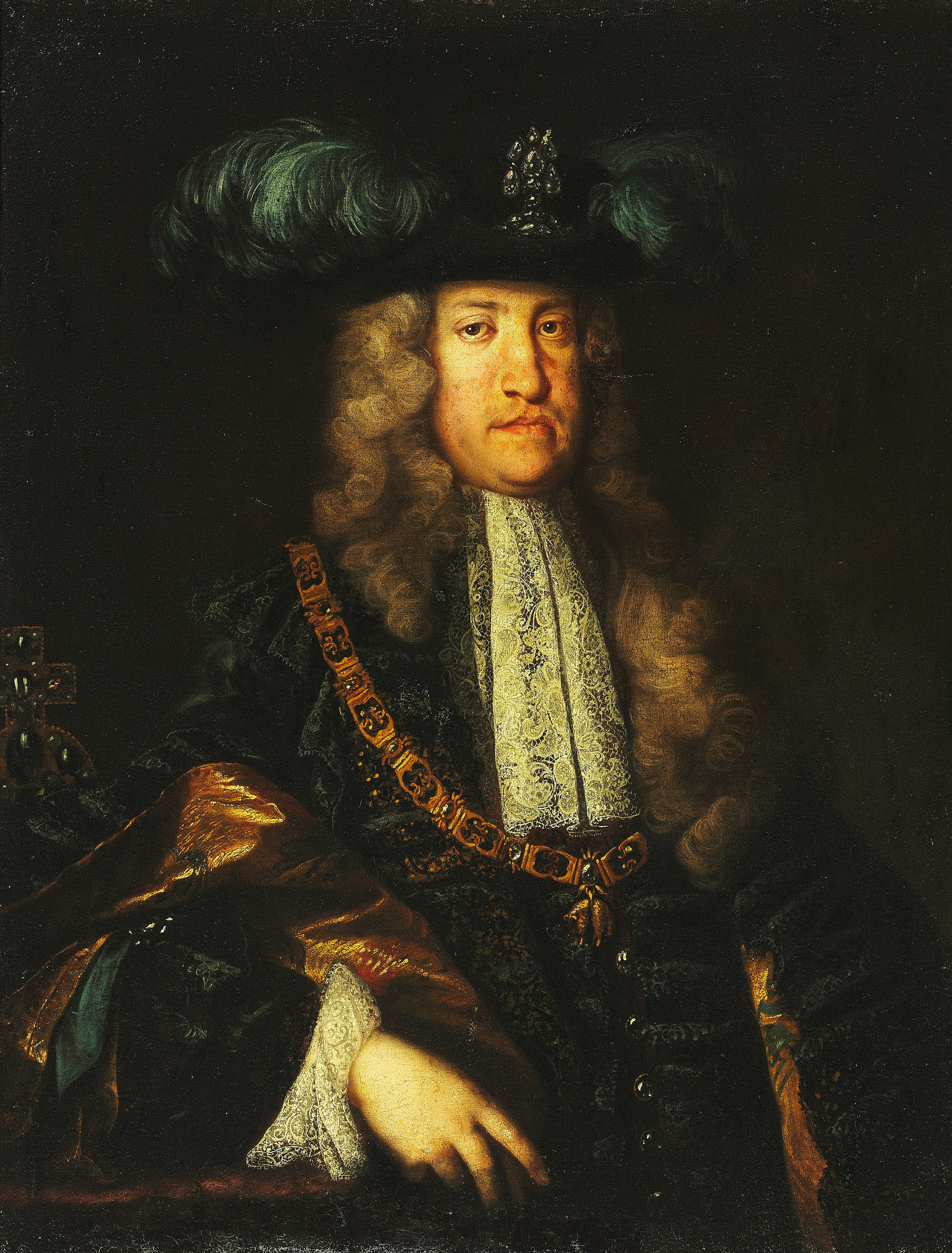
Carlos VI
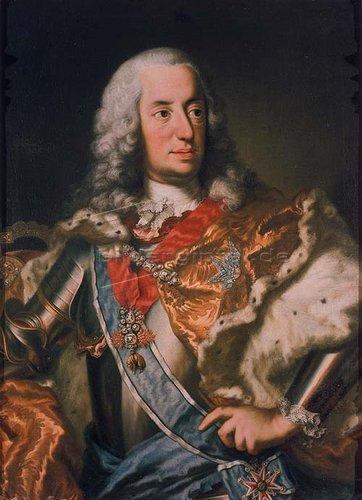
Carlos VII
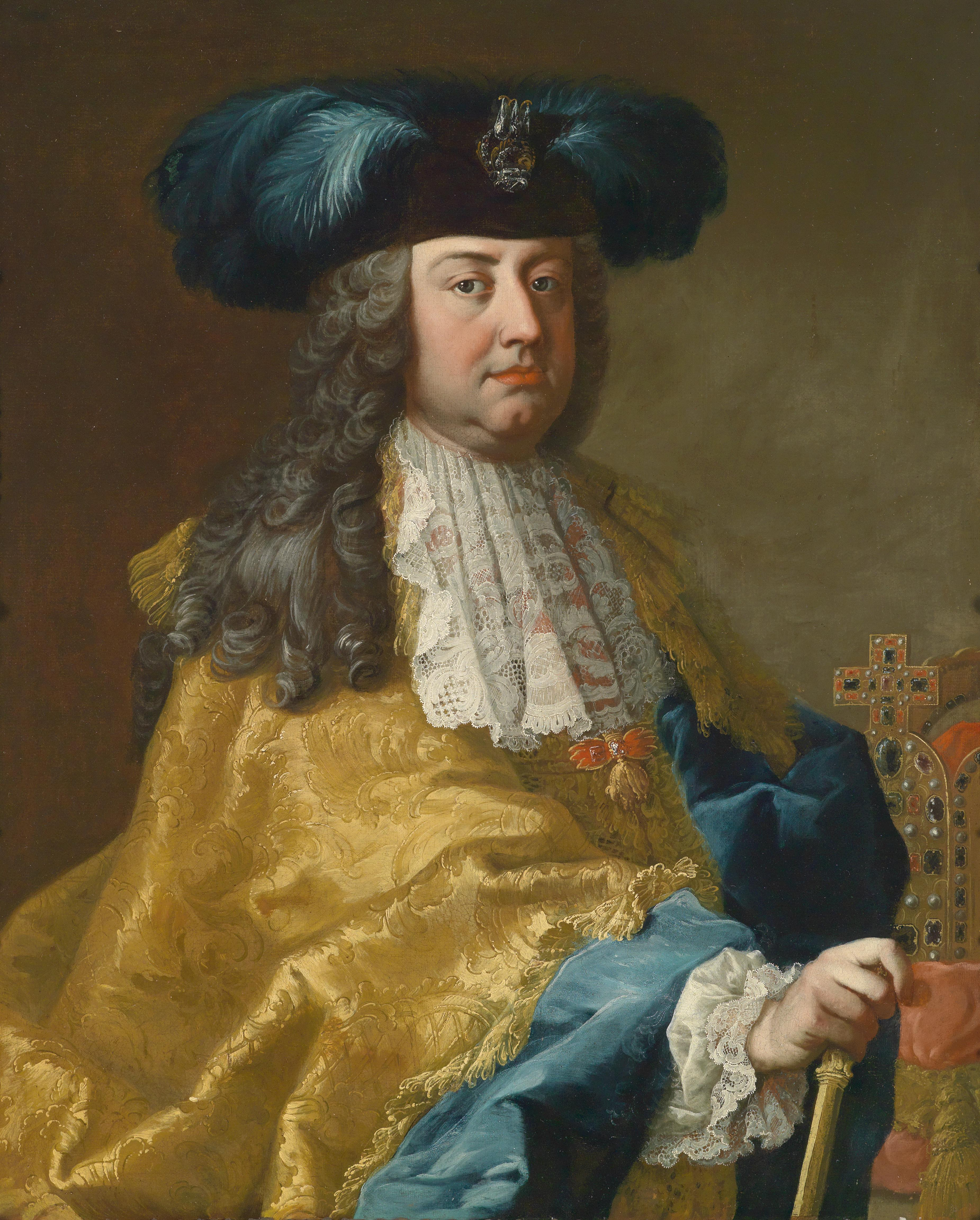
Francisco I
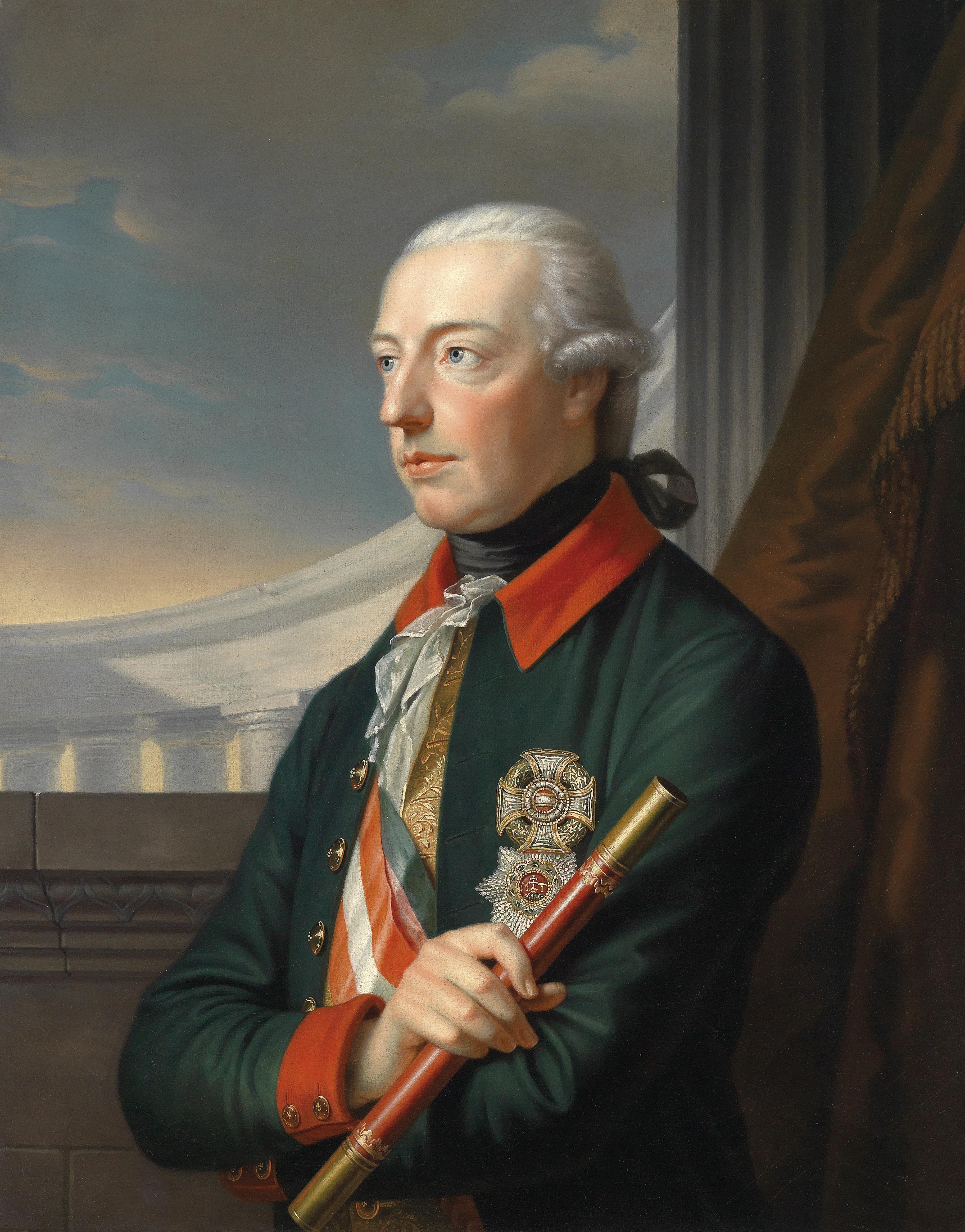
José II
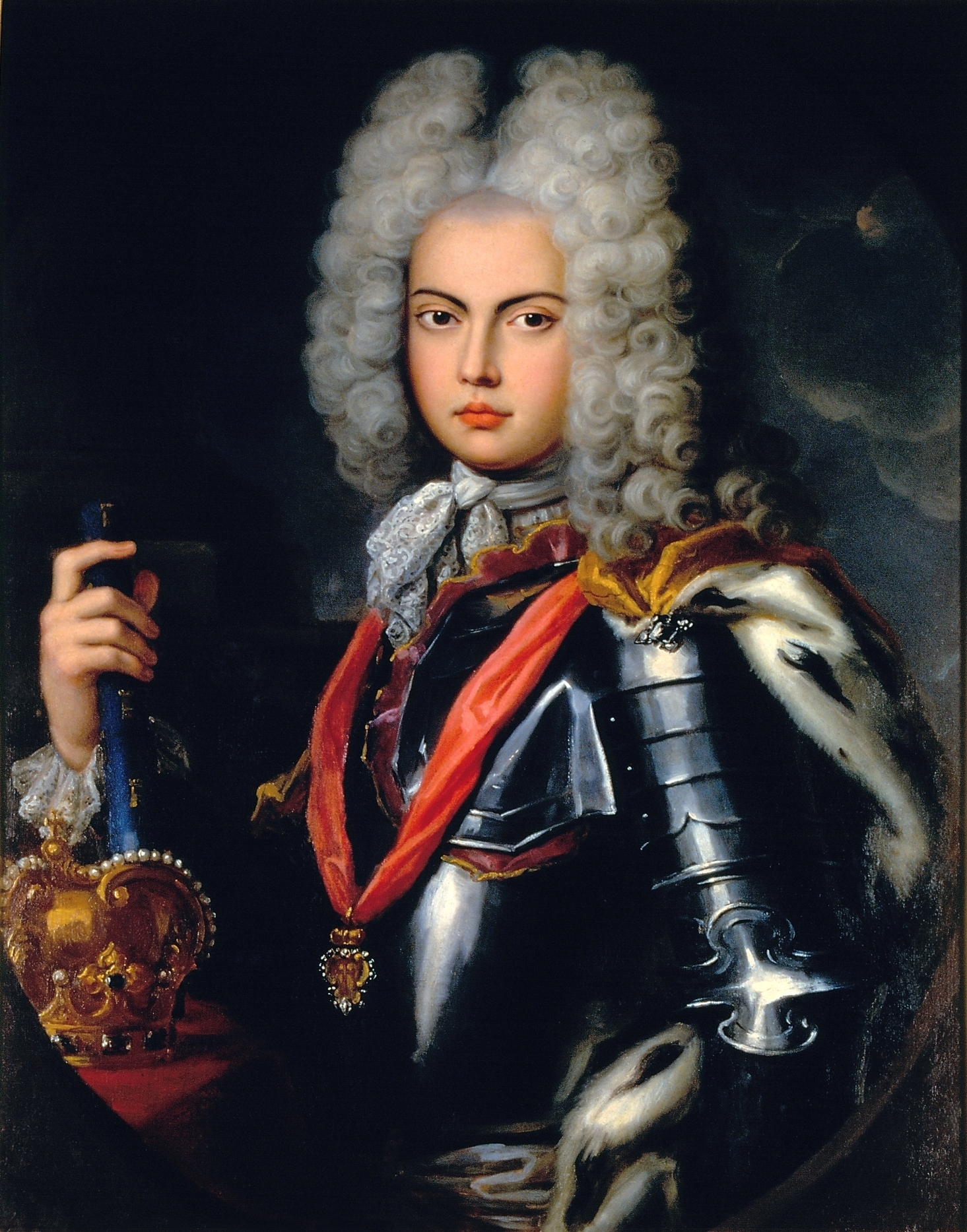
Juan V

## Personas relevantes

### Guerra y política
- Aleksandr Suvórov (1729-1800): militar ruso.
- Ahmad Shah Durrani (1722-1772): militar y fundador del Imperio durrani
- Bartholomew Roberts (1682-1722): pirata galés.
- Benjamin Franklin (1706-1790): político, científico e inventor estadounidense.
- Blas de Lezo (1689-1741): almirante español.
- Carlos III de España (1716-1788): rey de España.
- Carlos VI del Sacro Imperio Romano Germánico (1685-1740): emperador del Sacro Imperio Romano Germánico.
- Carlos XII de Suecia (1682-1718): rey de Suecia.
- Catalina II la Grande (1729-1796): zarina de Rusia.
- Georges-Jacques Danton (1759-1794): político francés.
- Qianlong (1711-1799): emperador chino de la dinastía Qing.
- Eugenio de Saboya (1663-1736): militar austríaco de origen francés.
- Federico II el Grande (1712-1786): rey de Prusia.
- Barbanegra (1680-1718): pirata inglés.
- Felipe V de España (1683-1746): rey de España, primer rey de la dinastía Borbón.
- Fernando I de las Dos Sicilias (1751-1825): rey del Reino de las Dos Sicilias.
- François Dominique Toussaint-Louverture (1743-1803): político y militar haitiano.
- George Washington (1732-1799): primer presidente de Estados Unidos.
- Horatio Nelson (1758-1805): almirante británico.
- Jack Rackham (1682-1720): marino y capitán pirata.
- James Wolfe (1727-1759): oficial del ejército Británico.
- John Adams (1735-1826): segundo presidente de Estados Unidos.
- Jorge II de Gran Bretaña (1683-1760): rey de Inglaterra e Irlanda.
- Jorge III del Reino Unido (1738-1820): rey de Inglaterra e Irlanda.
- Juan V de Portugal (1689-1750): rey de Portugal
- José I de Portugal (1714-1777): rey de Portugal.
- José II de Habsburgo (1741-1790): emperador del Sacro Imperio Romano Germánico.
- Kangxi  (1754-1722): emperador de la dinastía Qing
- Luis XIV de Francia (1638-1715): rey de Francia.
- Luis XV de Francia (1710-1774): rey de Francia.
- Luis XVI de Francia (1754-1793): rey de Francia.
- María Antonieta de Austria (1755-1793): reina consorte de Francia, archiduquesa de Austria.
- María Teresa I de Austria (1717-1780): reina de Hungría y Bohemia, archiduquesa de Austria.
- Marqués de La Fayette (1757-1834): militar y político francés.
- Maximilien Robespierre (1758-1794): político francés.
- Pedro I el Grande (1672-1725): zar de Rusia.
- Robert Walpole (1676-1745): político inglés.
- Selim III (1761-1808): sultán del Imperio Otomano.
- Sultán Fateh Ali Tipu (1750-1799): rey de india
- Thomas Jefferson (1743-1826): tercer presidente de Estados Unidos.
- Túpac Amaru II (1738-1781): caudillo peruano.

### Ciencias naturales
- James Cook, explorador británico.
- Joseph Banks, naturalista y explorador inglés.
- Alessandro Malaspina, explorador español.
- Jorge Juan, explorador y científico español.
- Antonio de Ulloa, explorador y científico español.
- Antonio José de Cavanilles, científico español.
- Daniel Bernoulli, físico suizo.
- Charles-Augustin de Coulomb, físico e ingeniero francés.
- Alessandro Volta, físico italiano.
- Georges-Louis Le Sage, físico e ingeniero francés.
- Pieter van Musschenbroek, físico neerlandés.
- John Dalton, físico y químico británico.
- Conde de Buffon, naturalista francés.
- Pierre Louis Maupertuis, naturalista francés.
- Jean-Baptiste Lamarck, naturalista francés.
- Georges Cuvier, naturalista francés.
- José Celestino Mutis, naturalista español.
- Charles Bonnet, biólogo suizo.
- Torbern Olof Bergman, químico sueco.
- Carl von Linné, naturalista sueco.
- Joseph Priestley, químico inglés.
- Henry Cavendish, químico inglés.
- Jethro Tull, inventor y agrónomo inglés.
- William Herschel, astrónomo alemán.
- Charles Messier, astrónomo francés.
- Edmund Halley, astrónomo inglés.
- Giuseppe Piazzi, astrónomo italiano.
- Claude Louis Berthollet, químico francés.
- Carl Wilhelm Scheele, químico alemán.
- Louis Proust, químico francés.
- Humphry Davy, químico inglés.
- Antoine Lavoisier, químico francés, padre de la Química.
- Louis Antoine de Bougainville, explorador francés.
- Charles Marie de La Condamine, naturalista y geodesista francés.

### Ingeniería

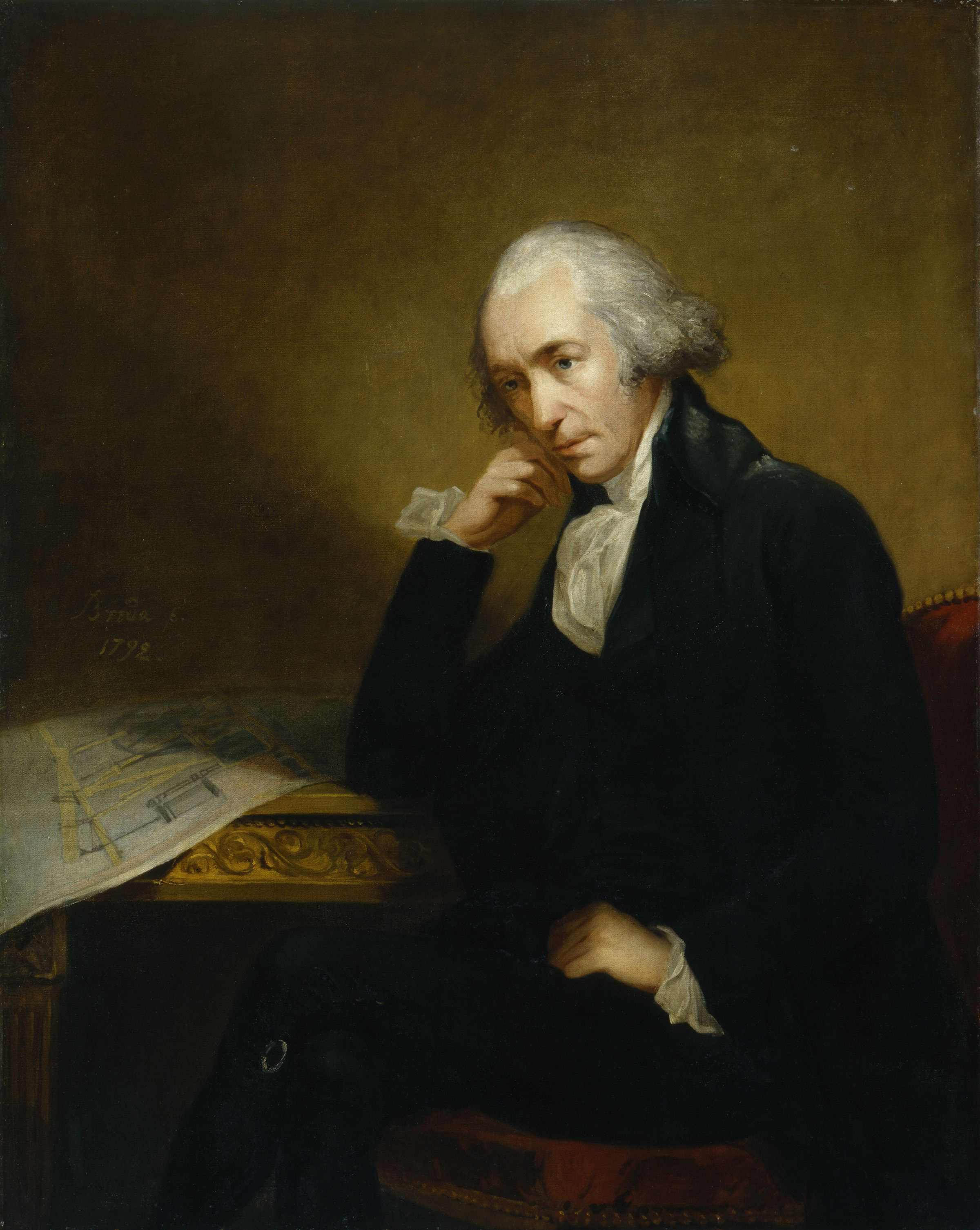
James Watt.

- Juan Martín Cermeño, ingeniero militar y Teniente General español.
- Agustín de Betancourt y Molina, ingeniero español.
- James Watt, ingeniero escocés, padre de la Revolución Industrial.
- John Kay, ingeniero inglés.
- Benjamin Huntsman, ingeniero inglés, padre del acero moderno.
- Thomas Newcomen, ingeniero inglés.
- Richard Arkwright, ingeniero inglés.
- Joseph Marie Jacquard, ingeniero francés.
- James Hargreaves, ingeniero inglés.
- Samuel Crompton, ingeniero británico.
- John Harrison, relojero e inventor inglés.
- Jacques de Vaucanson, ingeniero francés.
- Lazare Carnot, matemático y político francés.
- Pierre Bouguer, matemático francés, padre de la arquitectura naval.
- Daniel Gabriel Fahrenheit, ingeniero y físico alemán.

### Filósofos
- Immanuel Kant, filósofo alemán.
- Claude-Adrien Helvétius, filósofo francés.
- Voltaire, filósofo y escritor francés.
- Montesquieu, filósofo francés.
- Barón d'Holbach, filósofo franco-germano.
- Marqués de Sade, filósofo francés.
- Jeremy Bentham, filósofo inglés.
- Jean le Rond d'Alembert, filósofo y matemático francés.
- George Berkeley, filósofo irlandés.
- Henri de Saint-Simon, filósofo francés.
- Jean-Jacques Rousseau, filósofo y escritor francés.
- Denis Diderot, escritor, filósofo y enciclopedista francés.
- David Hume, filósofo escocés.
- Johann Gottfried Herder, filósofo alemán.
- John Locke, filósofo inglés.
- Moses Mendelssohn, filósofo alemán, padre de la Haskalá.
- Gottfried Leibniz, filósofo, matemático, jurista, bibliotecario y político alemán.

### Matemáticas
- Johann Bernoulli, matemático suizo.
- Nicolau II Bernoulli, matemático suizo.
- Johann Heinrich Lambert, matemático y filósofo alemán.
- Pierre-Simon Laplace, matemático francés.
- Sophie Germain, matemática francesa.
- Adrien-Marie Legendre, matemático francés.
- Pierre Louis Maupertuis, matemático y naturalista francés.
- Carl Friedrich Gauss, matemático alemán (también siglo XIX).
- Jean Le Rond d'Alembert, matemático y enciclopedista francés.
- Joseph-Louis de Lagrange, matemáticos italo-francés.
- Gaspard Monge, matemático e ingeniero francés.
- Gabriel Cramer, matemático francés.
- Leonhard Euler, matemático suizo.
- Thomas Bayes, matemático y estadístico inglés.
- Brook Taylor, matemático inglés.
- Colin Maclaurin, matemático escocés.
- Isaac Newton, físico, filósofo, inventor, alquimista y matemático inglés.

### Ciencias sociales

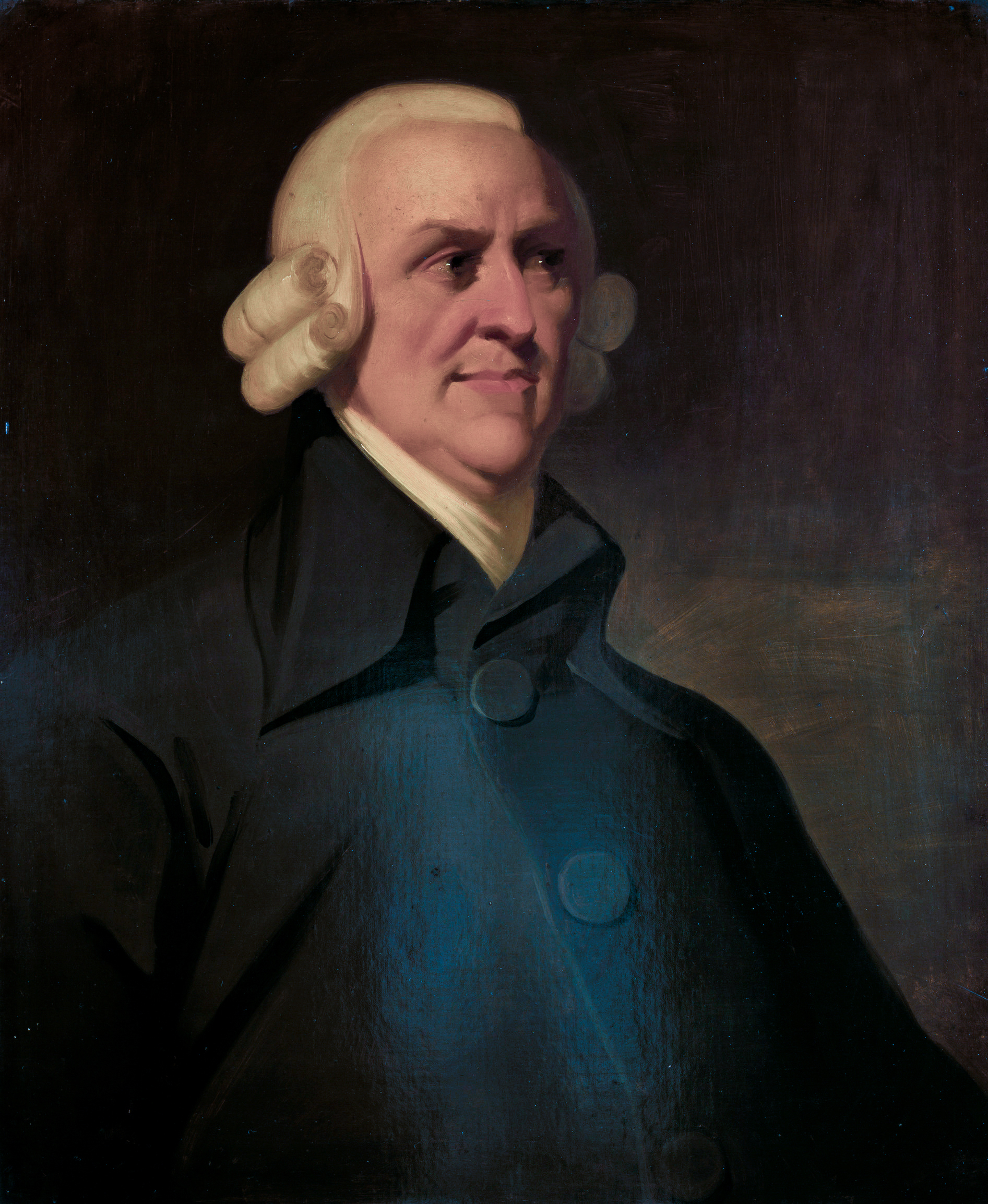
Adam Smith.

- John Law, banquero escocés que arruinó a Francia.
- Isaac Newton, físico inglés, estableció el patrón oro.
- François Quesnay, economista francés.
- Adam Smith, economista escocés.
- Anne Robert Jacques Turgot, economista francés.
- Lord Monboddo, naturalista y lingüista escocés.
- Edward Gibbon, historiador británico.
- Samuel Johnson, lexicógrafo, escritor y crítico británico.
- Edmund Burke, pensador político británico.
- Thomas Paine, político y publicista anglo-estadounidense.
- Thomas Jefferson, político estadounidense, padre de la primera declaración de derechos humanos.
- Frédéric-Melchior Grimm, periodista y crítico francogermano.
- Olympe de Gouges, feminista francesa.
- Montesquieu, pensador político y filósofo francés.
- Bernard Mandeville, economista político anglo-neerlandés.
- Étienne Bonnot de Condillac, economista y filósofo francés.
- Lord Shaftesbury, político y escritor inglés.
- James Boswell, biógrafo escocés.
- Johann Albert Fabricius, erudito clásico y bibliógrafo alemán.
- Johann Joachim Winckelmann, arqueólogo y helenista alemán.
- Roque Joaquín de Alcubierre, arqueólogo español, descubridor de Pompeya.
- Pu Songling, escritor chino.
- Yuan Mei, escritor, artista y gastrónomo chino de la dinastía Qing.
- Li Ruzhen, escrito chino.
- Ueda Akinari, poeta y artista japonés.
- Wu Jingzi, escritor chino de la dinastía Qing.
- Motoori Norinaga, escritor japonés

### Arquitectura
- Jerónimo de Balbás (1673-1748): Arquitecto, escultor y tallador español activo en México.
- Francisco Eduardo Tresguerras (1759-1833): Arquitecto español y mexicano.
- Pedro de Arrieta (1660-1738): Arquitecto novohispano.

### Música
- Antonio Stradivari (1644-1737): Instrumentista italiano.
- André Campra (1660-1744): Compositor francés.
- Tomaso Albinoni (1671-1751): Compositor italiano.
- Manuel de Sumaya (1678 — 1755): Compositor mexicano.
- Antonio Vivaldi (1678-1741): Compositor y músico veneciano.
- Georg Philipp Telemann (1681-1767): Compositor alemán.
- Jean-Philippe Rameau (1683-1764): Compositor, clavecinista y teórico francés.
- Johann Sebastian Bach (1685-1750): Compositor, organista y violinista alemán.
- Domenico Scarlatti (1685-1757): Compositor italiano.
- Georg Friedrich Händel (1685-1759): Compositor inglés de origen alemán.
- Giuseppe Tartini (1692-1770): Compositor y violinista italiano.
- Farinelli (1705-1782): Cantante castrato italiano.
- Ignacio de Jerusalén y Stella (1707-1769): Compositor mexicano de origen italiano.
- Giovanni Battista Pergolesi (1710-1736): Compositor, organista y violinista italiano.
- Jean-Jacques Rousseau (1712-1778): Escritor, filósofo y músico francés.
- Carl Philipp Emanuel Bach (1714-1788): Compositor y músico alemán.
- Christoph Willibald Gluck (1714-1787): Compositor alemán de origen bohemio.
- François-André Danican Philidor (1726-1795): Músico y ajedrecista francés.
- Joseph Haydn (1732-1809): Compositor austríaco.
- Luigi Boccherini (1743-1805): Compositor y chelista italiano.
- Domenico Cimarosa (1749-1801): Compositor italiano.
- Antonio Salieri (1750-1825): Compositor veneciano.
- Vicente Martín Soler (1754-1806): Compositor español.
- Wolfgang Amadeus Mozart (1756-1791): Compositor y pianista austríaco.
- Ludwig van Beethoven (1770-1827): Compositor, director de orquesta y pianista alemán.

### Danza
- Jean-Georges Noverre (1727-1810): Bailarín, coreógrafo, maestro y teórico de la danza francés.

### Artes plásticas

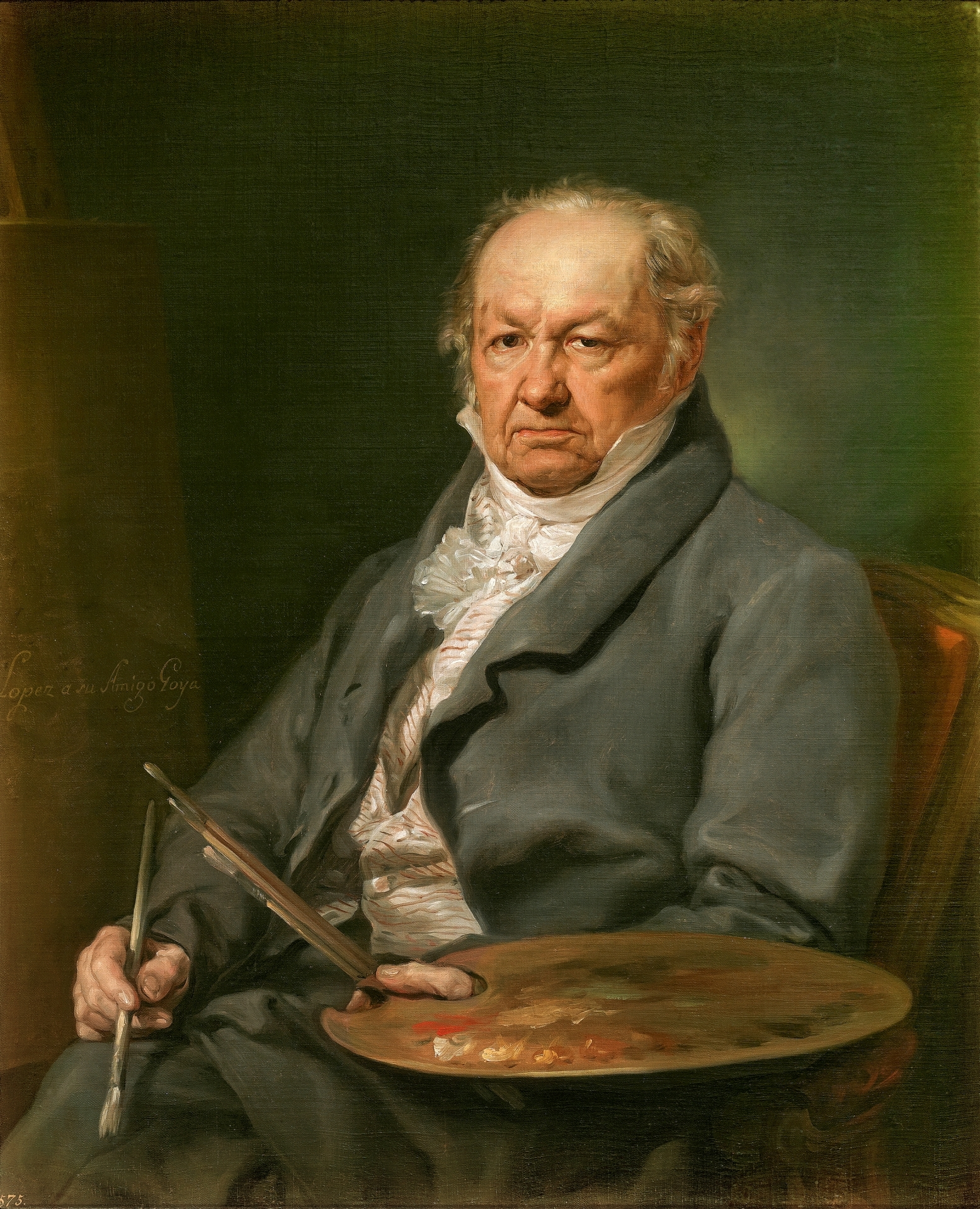
Francisco de Goya.

- Anton Raphael Mengs (1728-1779): Pintor checo.
- Antonio Canova (1757-1822): Escultor italiano.
- Bertel Thorvaldsen (1770-1844): Escultor danés.
- Canaletto (1697-1768): Pintor veneciano.
- Claude-Nicolas Ledoux (1736-1806): Arquitecto francés.
- Étienne-Louis Boullée (1728-1799): Arquitecto francés.
- Francisco de Goya (1746-1828): Pintor español.
- Francesco Guardi (1712-1793): Pintor veneciano.
- Giovanni Battista Piranesi (1720-1778): Arquitecto italiano.
- Giovanni Battista Tiepolo (1696-1770): Pintor italiano.
- Jacques-Germain Soufflot (1713-1780): Arquitecto francés.
- Jacques-Louis David (1748-1825): Pintor francés.
- Jean-Honoré Fragonard (1732-1806): Pintor francés.
- Jean Siméon Chardin (1699-1779): Pintor francés.
- José de Ibarra (1685-1756): Pintor mexicano.
- Joshua Reynolds (1723-1792): Pintor británico.
- Juan de Villanueva (1739-1811): Arquitecto español.
- Kitagawa Utamaro (1753-1806): Pintor japonés.
- Louis-Michel van Loo (1707-1771): Pintor francés.
- Luigi Vanvitelli (1700-1773): Arquitecto e ingeniero italiano.
- Miguel Cabrera (1695-1768): Pintor mexicano.
- Robert Adam (1728-1792): Arquitecto y diseñador escocés.
- Thomas Gainsborough (1727-1788): Pintor británico.
- William Blake (1757-1827): Pintor, poeta y místico británico.
- William Hogarth (1697-1764): Pintor británico.

### Literatura
- Alexander Pope (1688-1744): Poeta británico.
- Ann Radcliffe (1764-1823): Escritora británica.
- Anna Laetitia Barbauld (1743-1825): Escritora, poetisa y ensayista británica.
- Anne-Louise Germaine Necker (1766-1817): Escritora suiza.
- Carlo Goldoni (1707-1793): Escritor y dramaturgo veneciano.
- Carlo Gozzi (1720-1806): Escritor italiano.
- Charlotte Turner Smith (1749-1806): Escritora y poetisa británica.
- Daniel Defoe (1659/1661-1731): Poeta, escritor y periodista británico.
- Denis Diderot (1713-1784): Escritor, filósofo y enciclopedista francés.
- Diego de Torres Villarroel (1694-1770): Escritor, matemático, poeta, dramaturgo y médico español.
- Ferenc Kazinczy (1759-1831): Escritor húngaro.
- François-René de Chateaubriand (1768-1848): Escritor, político y diplomático francés.
- Friedrich Schiller (1759-1805): Escritor, poeta, dramaturgo y filósofo alemán.
- Gaspar Melchor de Jovellanos (1744-1811): Escritor, jurista y político español.
- Giacomo Casanova (1725-1798): Escritor, diplomático y explorador veneciano.
- Gotthold Ephraim Lessing (1729-1781): Poeta y dramaturgo alemán.
- Henry Fielding (1707-1754): Novelista y dramaturgo británico.
- James Boswell (1740-1795): Escritor y abogado escocés.
- Jane Austen (1775-1817): Escritora británica.
- Jean-Paul Marat (1743-1793): Científico, médico, periodista, escritor y político francés.
- Johann Wolfgang von Goethe (1749-1832): Escritor, poeta, dramaturgo y científico alemán.
- Jonathan Swift (1667-1745): Escritor irlandés.
- Laurence Sterne (1713-1768): Escritor y humorista británico.
- Leandro Fernández de Moratín (1760-1828): Dramaturgo y poeta español.
- Ludvig Holberg (1684-1754): Escritor, historiador y dramaturgo danés.
- Jean-Jacques Rousseau (1712-1778): Escritor, filósofo y músico francés.
- Marqués de Sade (1740-1814): Escritor francés.
- Mary Wollstonecraft (1759-1797): Escritora y filósofa británica.
- Oliver Goldsmith (1730?-1774): Escritor y médico irlandés.
- Pierre Choderlos de Laclos (1741-1803): Escritor y militar francés.
- Pietro Metastasio (1698-1782): Escritor, dramaturgo y poeta italiano.
- Robert Burns (1759-1796): Poeta escocés.
- Robert Southey (1774-1843): Poeta británico.
- Samuel Johnson (1709-1784): Poeta, ensayista y biógrafo británico.
- Samuel Richardson (1689-1761): Escritor británico.
- Thomas Gray (1716-1771): Escritor y poeta británico.
- Tobias Smollett (1721-1771): Escritor, médico, traductor y periodista escocés.
- Ueda Akinari (1734-1809): Escritor, profesor y poeta japonés.
- Voltaire (1694-1778): Escritor, historiador y filósofo francés.
- Walter Scott (1771-1832): Escritor británico.

### Medicina

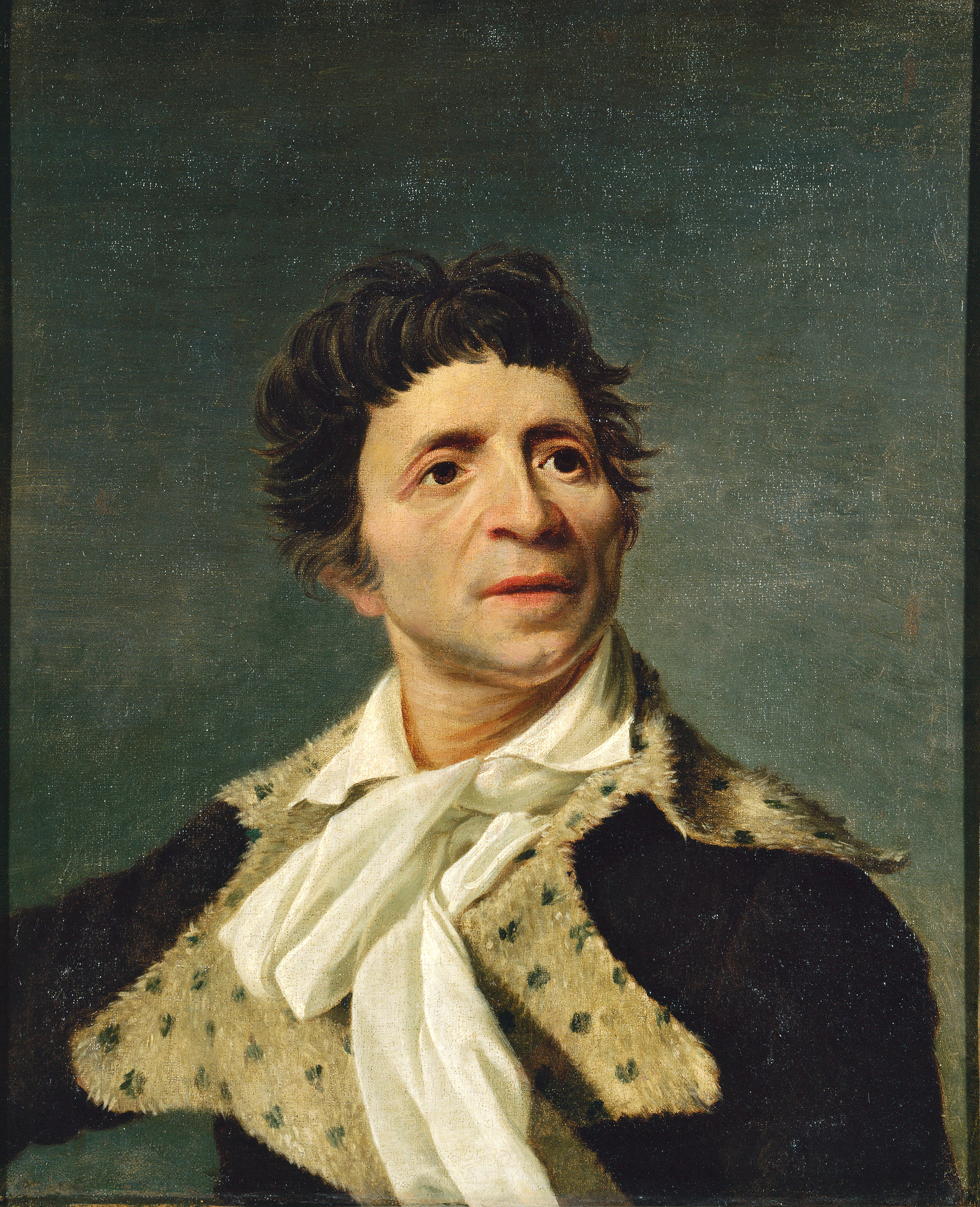
Jean Paul Marat.

- Jean-Paul Marat, médico y político francés.
- John Pringle, médico inglés.
- Louis de Jaucourt, médico y enciclopedista francés actor.
- Herman Boerhaave, médico neerlandés.
- Louis Jean Marie Daubenton, médico francés.
- Félix Vicq d'Azyr, médico francés.
- Percivall Pott, médico inglés.
- John Hunter, médico y anatomista escocés.
- Luigi Galvani, médico y físico italiano.
- Erasmus Darwin, médico y naturalista inglés.
- Edward Jenner, médico inglés, padre de la vacuna.